# Filipinas
Filipinas —oficialmente la República de Filipinas (en tagalo: Republika ng Pilipinas; en inglés: Republic of the Philippines)— es un país insular (véase archipiélago) situado en el Sudeste Asiático, sobre el océano Pacífico. Su capital es Manila y su ciudad más poblada es la Ciudad Quezón. Al norte se encuentra separado de la isla de Taiwán por el estrecho de Luzón; al oeste se halla el mar de la China Meridional y Vietnam; al suroeste, la isla de Borneo; al sur, el mar de Célebes lo separa de otras islas de Indonesia, y al este limita con el mar de Filipinas. Su ubicación en el cinturón de fuego del Pacífico y su clima tropical lo convierten en un lugar propenso a terremotos y tifones. El país es rico en recursos naturales y se encuentra en una de las zonas con mayor biodiversidad del mundo. Está formado por 7,107 islas que se clasifican geográficamente en tres grupos: la isla de Luzón, el grupo de las Bisayas y la isla de Mindanao.
Filipinas tiene una población estimada de 115.8 millones de habitantes de acuerdo con el censo del 2024; es el 12.º país más poblado del mundo sin tener en cuenta a los 12 millones de filipinos que viven en el extranjero. Varias etnias y culturas conviven en el contexto de todas sus islas. Catalogado como un país recientemente industrializado, su economía continúa el constante crecimiento que inició desde su independencia. Las reformas económicas implementadas a inicios del siglo XXI lograron que el sector servicios desplazara a la agricultura como la principal actividad económica, y ahora este aporta más de la mitad del PIB. Sin embargo, aún enfrenta diversos retos en la infraestructura: la falta de desarrollo en el sector turístico, la educación, la atención sanitaria y el desarrollo humano.
En tiempos prehistóricos, los negritos fueron algunos de los primeros habitantes del archipiélago, seguidos por oleadas sucesivas de pueblos austronesios que trajeron consigo tradiciones y costumbres de Malasia, India y el mundo islámico, mientras que el comercio introdujo algunos aspectos culturales chinos. Estos establecieron los primeros reinos insulares gobernados por Datus, Rajas o Sultanes.
En 1521, la llegada del explorador Fernando de Magallanes —portugués al servicio de España— marcó el comienzo de una era de influencia y posterior dominio español. Miguel López de Legazpi estableció el primer asentamiento español en Filipinas en 1565, con la fundación de Cebú. En 1571 fundó la ciudad de Manila, que se convertiría en el centro administrativo y económico del Imperio español en Asia y puerto de partida del galeón de Manila con destino Acapulco. Filipinas fue gobernada por el Virreinato de Nueva España centrado en México antes de que se decretara el gobierno directo después de la independencia de México. Tres siglos de influencia española dieron lugar a una cultura hispano-asiática, patente en el arte, música, gastronomía y costumbres de Filipinas, en especial su religión católica. También surgió una variante filipina del idioma español, que floreció en la segunda mitad del siglo XIX y primera del XX.
A finales del siglo XIX estalló la Revolución filipina, apoyada por Estados Unidos, y posteriormente la guerra hispano-estadounidense que dio lugar a la cesión de las islas por España a EE. UU. en 1898. Las desavenencias entre la nueva República Filipina y EE. UU. desembocaron en la guerra filipino-estadounidense que acabó con la victoria estadounidense en 1903. De esta forma, Estados Unidos reemplazó a España como potencia dominante. A excepción del periodo de ocupación japonesa, los estadounidenses mantuvieron la soberanía sobre las islas hasta el final de la Segunda Guerra Mundial en 1946. Desde la independencia, el país atravesó varias crisis políticas que sirvieron para definir las características de una república constitucional.
El legado de los distintos periodos históricos se refleja en la actual cultura del país, que es una combinación de lo indígena prehispánico con elementos chinos y la cultura hispánica, debido a tres siglos de presencia española. Esta cultura mestiza está presente en la gastronomía, en la música, los bailes y el arte filipino. El carácter hispánico es más evidente en su religión católica, en su legado arquitectónico, en especial las iglesias y casas de estilo español, en muchos topónimos del país, en nombres y apellidos e incluso en la moneda. Finalmente, la herencia de Estados Unidos perdura con el idioma inglés y con una mayor afinidad con la cultura popular.

## Etimología
Antes de adquirir su denominación actual, se utilizaron otros nombres para referirse al país como «Islas del Poniente» y «San Lázaro», ambos otorgados por Fernando de Magallanes. El vocablo «Filipinas» deriva del nombre del rey Felipe II de España. Durante una expedición en 1542, el explorador español Ruy López de Villalobos bautizó las islas de Leyte y Sámar como «Felipinas» en honor al entonces Príncipe de Asturias. Finalmente, el nombre fue alterado y la denominación de «Las Islas Filipinas» pasó a referirse a todas las islas del archipiélago. El nombre oficial de Filipinas ha cambiado varias veces en el transcurso de su historia. Durante la Revolución filipina, el Congreso de Malolos proclamó el establecimiento de la «República Filipina». Con la colonización estadounidense y la introducción de la lengua inglesa, el nombre oficial del país se tradujo al nuevo idioma predominante, Republic of the Philippines. De esta forma, desde su independencia, el nombre oficial ha sido la «República de Filipinas», sin anteponer el «las» que resulta de la traducción literal del nombre.

## Historia

### Prehistoria y época prehispánica

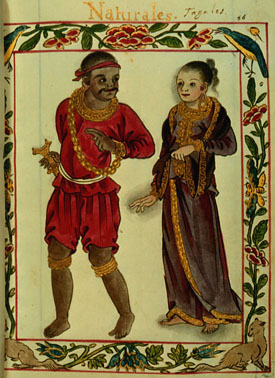
Una página del Códice Boxer. A la izquierda, un general del Rajanato de Butuan y a la derecha, una princesa del Reino de Tondo.

Hasta hace poco, se pensaba que los restos humanos más antiguos hallados en el archipiélago filipino correspondían al hombre de Tabon —con una antigüedad de 22 000 a 24 000 años—, pero fueron reemplazados por el metatarso del hombre de Callao, que según el método del uranio–torio tiene 67 000 años de antigüedad. Los negritos estuvieron entre los primeros habitantes de las islas, pero la fecha de su aparición aún se desconoce. Durante el año 13.000 a. C., se produjo el asentamiento austroasiático, cuando vagaban por la masa terrestre prehundida de Sondalandia, de la que Filipinas es un remanente de isla postdiluviano, como se detectó en los genes de los pueblos manobo y sama. Simultáneamente con esto, fue la expansión hacia el oeste de la raza papuana como se detectó en la genética de Blaan y Sangil. Alrededor del año 3000 a. C., después de que los casquetes polares se derritieran, los marineros austronesios, que forman la mayoría de la población actual, emigraron hacia el sur desde Taiwán. Hacia el año 1 d. C. hasta la época precolonial también hubo una inmigración del sur de Asia limitada, como se encuentra en el ADN del grupo étnico Dilaut. Para el año 1000 a. C., los habitantes del archipiélago se habían organizado en cuatro tipos de grupos sociales: las tribus de cazadores-recolectores, sociedades guerreras, plutocracias pequeñas y principados con centro en los puertos marítimos.
En el transcurso de los siguientes siglos, el comercio con los pueblos marítimos y otros países asiáticos trajo consigo la influencia del islam, el budismo y el hinduismo. Durante este tiempo no hubo ningún Estado político unificador que abarcara todo el archipiélago filipino. En su lugar, las islas estaban divididas entre varias talasocracias que a menudo luchaban entre sí, gobernadas por varios datus, rajás o sultanes. Entre ellos estaban los reinos de Manila, Namayan y Tondó; politias de Cainta, Ma-i, Sandao, y Pulilu; kedatuanos de Dapitan y Madja-as; los rajanatos de Cebú, Butuan, y Sanmalan; y los sultanatos de Lanao, Maguindanao, y Sulú. Algunas de estas sociedades fueron parte de los imperios malayos de Srivijaya, Madjapahit y Brunéi. El islam llegó a Filipinas por medio de comerciantes y algunos proselitistas provenientes de Malasia e Indonesia. De este modo, en el siglo XV el islam se estableció en el archipiélago Sulú, y se tiene constancia de que en 1656 ya había alcanzado Mindanao, Luzón y las Bisayas. Los reinos filipinos estaban divididos y escasamente poblados. Esto se debió a las constantes guerras entre reinos y la frecuencia común de los desastres naturales. Algunos filipinos (Luzones) comerciaron, se establecieron y lucharon en el sur, sureste y este de Asia.

### Dominación española

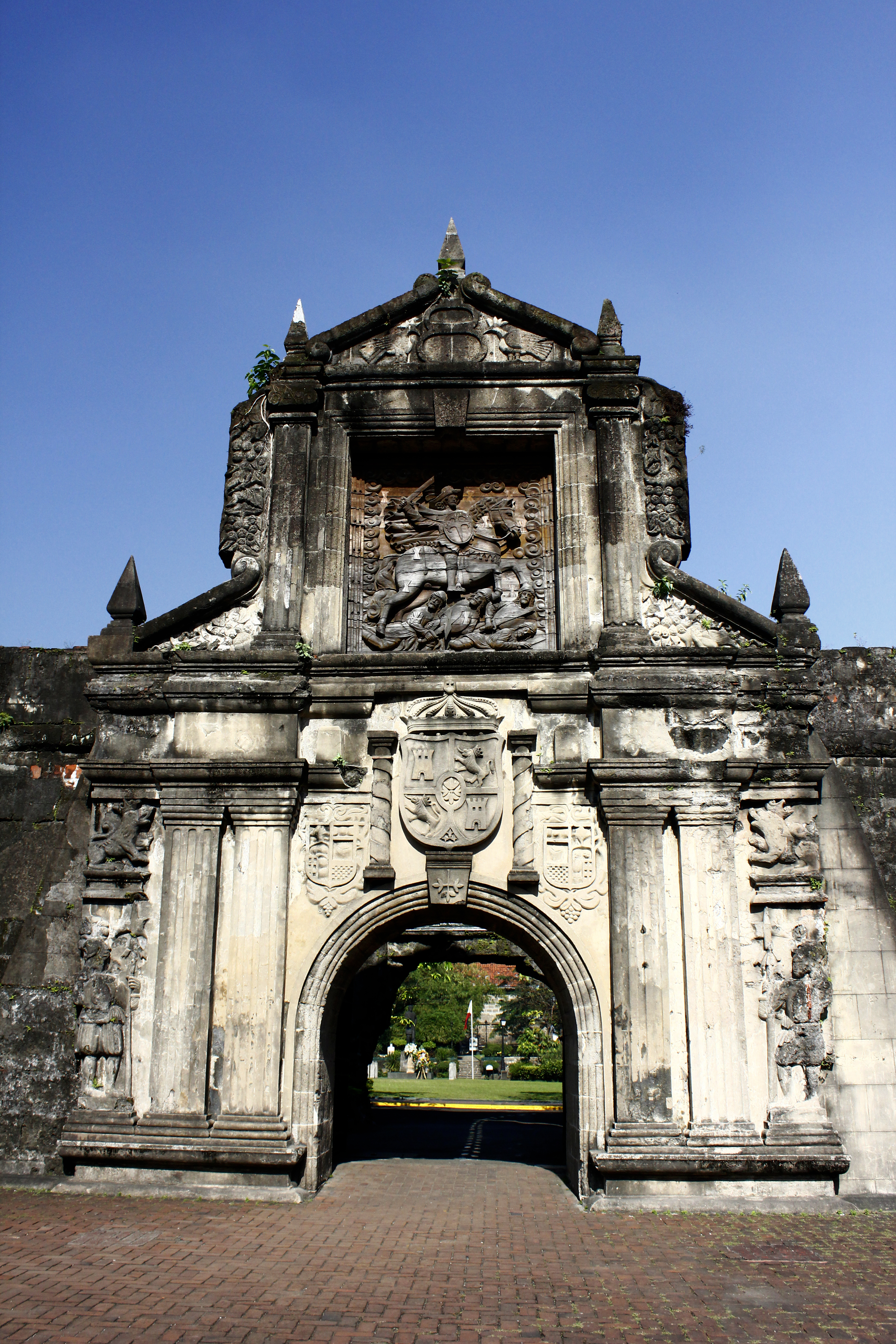
Fuerte de Santiago en Manila, construido para defender la ciudad de los ataques externos.

En 1521, el explorador portugués Fernando de Magallanes llegó a Filipinas y tomó posesión de las islas para España. La conquista comenzó en 1565, cuando el explorador español Miguel López de Legazpi llegó desde la Nueva España y fundó el primer asentamiento español en la actual Cebú. En 1571, después de tratar con las familias reales nativas durante la conspiración de Tondó y derrotar a la tripulación del pirata chino Limahong, los españoles establecieron en Manila la capital de Filipinas y de las Indias Orientales Españolas.

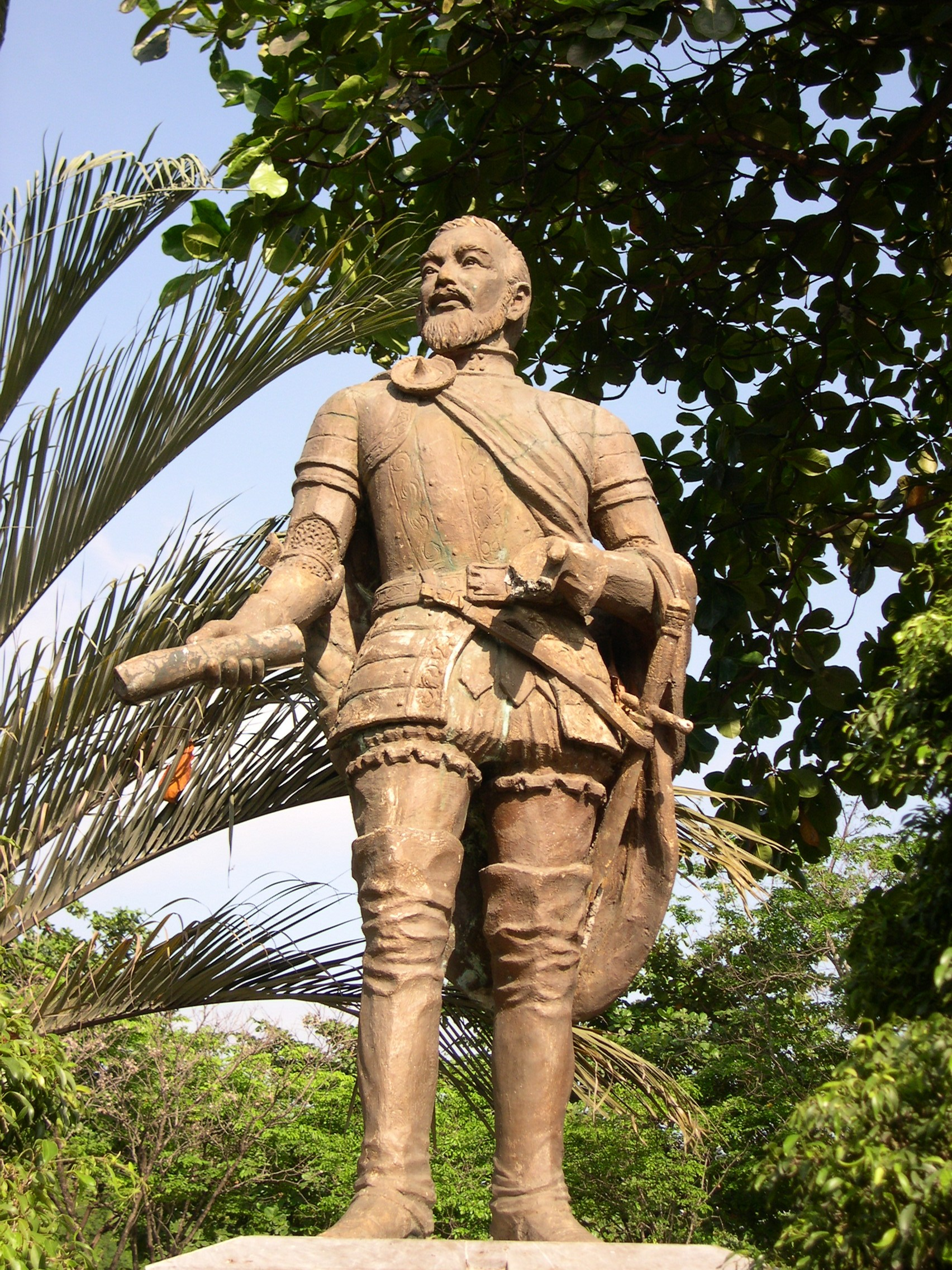
Estatua del conquistador Miguel López de Legazpi en la ciudad de Cebú.

El dominio español significó la unidad política del archipiélago por primera vez en su historia. Desde 1565 hasta 1821 la Capitanía General de Filipinas dependió del Virreinato de la Nueva España con sede en Ciudad de México y después de la guerra de Independencia de México, se administró directamente desde Madrid. Desde esta misma Capitanía, España controlaba otros de sus territorios en el Pacífico, entre ellos Guam, Palaos, las Islas Carolinas y las Islas Marianas. Entre los siglos XVI y XIX, el galeón de Manila comunicó la capital de Filipinas con Acapulco, México; realizando uno o dos viajes al año en ambos sentidos. Los españoles utilizaron soldados latinoamericanos como mayoría de los colonos enviados a Filipinas. Debido a las constantes guerras que producían escasas ganancias, Filipinas fue subsidiada por plata extraída de Potosí en Bolivia y Perú. El comercio transpacífico introdujo en el archipiélago alimentos como el maíz, el tomate, la patata, el chile y la piña, todos procedentes de América. Los misioneros católicos convirtieron a la mayoría de los habitantes al cristianismo y fundaron escuelas, universidades y hospitales. Aunque el cristianismo era oficial, permitía grados de sincretismo religioso con otras religiones. Los españoles también llevaron a Filipinas el arado, la imprenta, el reloj y la construcción en piedra. Un decreto español de 1863 estableció la educación pública gratuita en el país por primera vez, lo que dio lugar a altos índices de alfabetización.

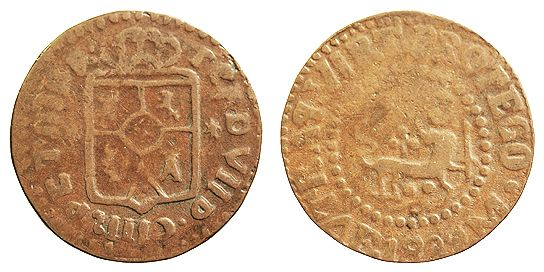
Moneda de un cuarto de 1829, emitida en Manila. Muestra el escudo de España.

Durante el periodo de gobierno español, las fuerzas hispanas y los indígenas leales lucharon contra varias rebeliones internas y múltiples ataques externos de piratas chinos, de neerlandeses y portugueses: son especialmente destacables los Combates de Cagayán (1582), que enfrentaron a los famosos Tercios españoles contra piratas y ronins japoneses. En una extensión de los combates de la guerra de los Siete Años, fuerzas británicas ocuparon brevemente la ciudad de Manila tras una dura batalla. Las fuerzas británicas encontraron aliados como Diego y Gabriela Silang, que aprovecharon la oportunidad para liderar una revuelta, hasta que el gobierno español fue finalmente restaurado tras el Tratado de París de 1763.Los españoles que una vez libraron una guerra contra los musulmanes en la patria, conocida como la Reconquista, dividieron a los filipinos paganos y musulmanes entre sí. Los españoles extendieron la guerra contra el Islam en Europa en la Reconquista, al Islam que se encuentra en Filipinas. El conflicto hispano-moro duró varios cientos de años. En el último cuarto del siglo XIX, España conquistó porciones de Mindanao y los musulmanes moros en el Sultanato de Sulu, reconocida formalmente la soberanía española.

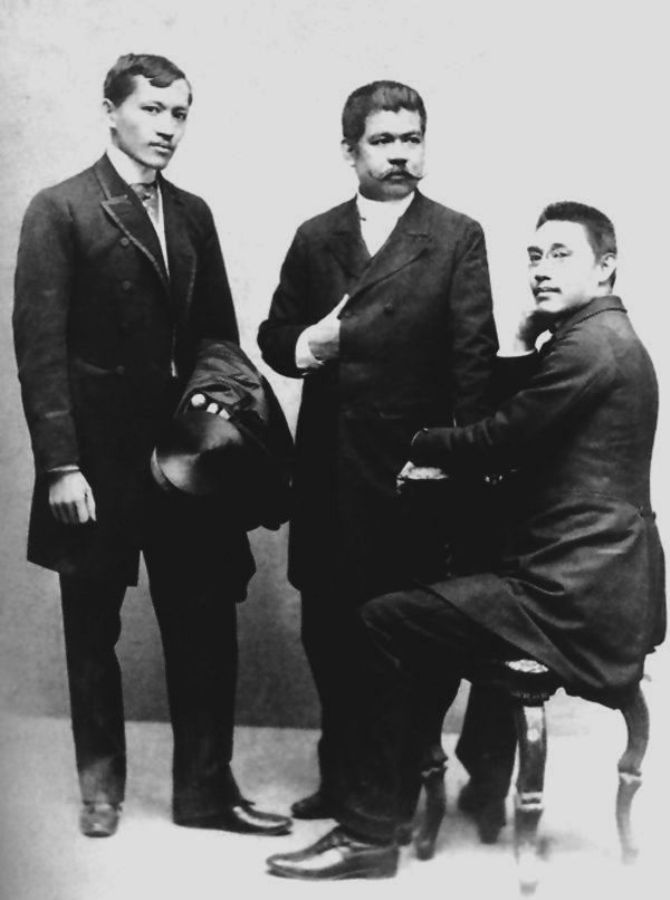
José Rizal, Marcelo del Pilar y Mariano Ponce, líderes del movimiento de Propaganda.

En el siglo XIX, los puertos filipinos se abrieron al comercio mundial y se produjeron cambios en la sociedad filipina. A principios de siglo comenzó a sentirse la influencia de los movimientos independentistas sudamericanos. El 1 de febrero de 1818 arribó Hipólito Bouchard, corsario de las Provincias Unidas del Río de la Plata, a bordo de la fragata La Argentina. Durante dos meses mantuvo bloqueada la bahía de Manila, cerrando además el estrecho de San Bernardino. En este período, varios españoles nacidos en Filipinas (criollos) y los de ascendencia mixta (mestizos) se hicieron ricos. La afluencia de colonos españoles peninsulares e hispanoamericanos disminuyó el poder de la Iglesia y abrió algunos puestos en el gobierno, tradicionalmente ocupados por los españoles nacidos en la península ibérica (peninsulares). Inspirado por las guerras de independencia hispanoamericanas, hubo un levantamiento del efímero emperador Andrés Novales, apoyado por oficiales hispanoamericanos degradados del ejército filipino de habla hispana, que se habían opuesto a la supuesta desigualdad impuesta por los peninsulares. Los ideales de la revolución también comenzaron a extenderse a través de las islas. La insatisfacción de los criollos resultó en la revuelta de Cavite El Viejo en 1872, una de las precursoras de la revolución filipina.

### Revolución filipina, intento de secesión de España y la Primera República Filipina

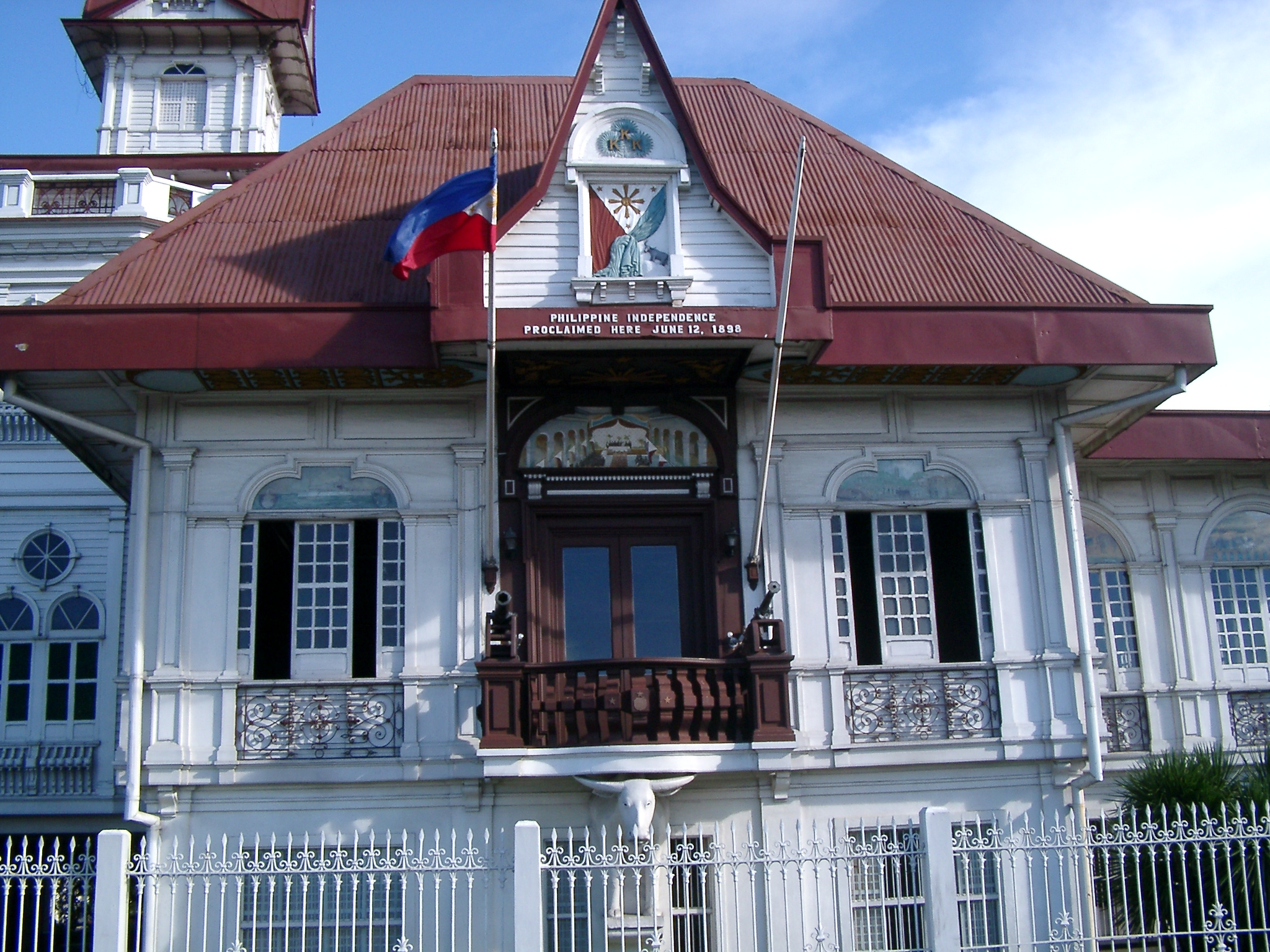
Casa de Emilio Aguinaldo en Cavite el Viejo, desde cuyo balcón se proclamó la independencia filipina el 12 de junio de 1898.

Los sentimientos revolucionarios se intensificaron en 1872, cuando tres sacerdotes, Mariano Gómez, José Burgos y Jacinto Zamora —conocidos como Gomburza—, fueron acusados de sedición y ejecutados por las autoridades imperiales. Esto inspiró un movimiento de propaganda en España organizado por Marcelo Hilario del Pilar, José Rizal y Mariano Ponce, quienes presionaron al gobierno para introducir reformas políticas en Filipinas. Finalmente Rizal fue arrestado y, acusado de rebelión, ejecutado el 30 de diciembre de 1896.
Como los intentos para lograr estas reformas encontraron una gran resistencia, en 1892, Andrés Bonifacio fundó una sociedad secreta llamada Katipunan, relacionada con grupos de masones que buscaban la independencia del gobierno español por medio de una revuelta armada. Bonifacio y Katipunan comenzaron la Revolución filipina en 1896. En una confrontación entre los seguidores de Bonifacio (los Magdiwang) contra los partidarios de Emilio Aguinaldo (los Magdalo), Bonifacio fue capturado junto con sus partidarios y fusilado ese mismo día. 

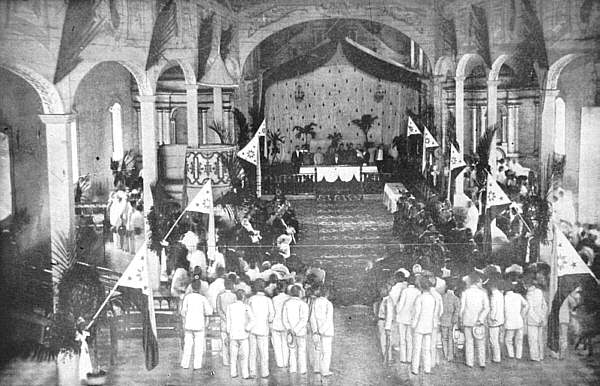
Una sesión del Congreso de Malolos en la iglesia de Barásoain. (1898)

### Guerra hispano-estadounidense, resistencia española y la guerra filipino-estadounidense
En 1898, la guerra hispano-estadounidense comenzó en Cuba y posteriormente se extendió al archipiélago filipino ya sumergido en una revuelta. El 12 de junio de 1898, Aguinaldo declaró la independencia filipina de España en Kawit, Cavite, y al año siguiente se estableció la Primera República Filipina. 

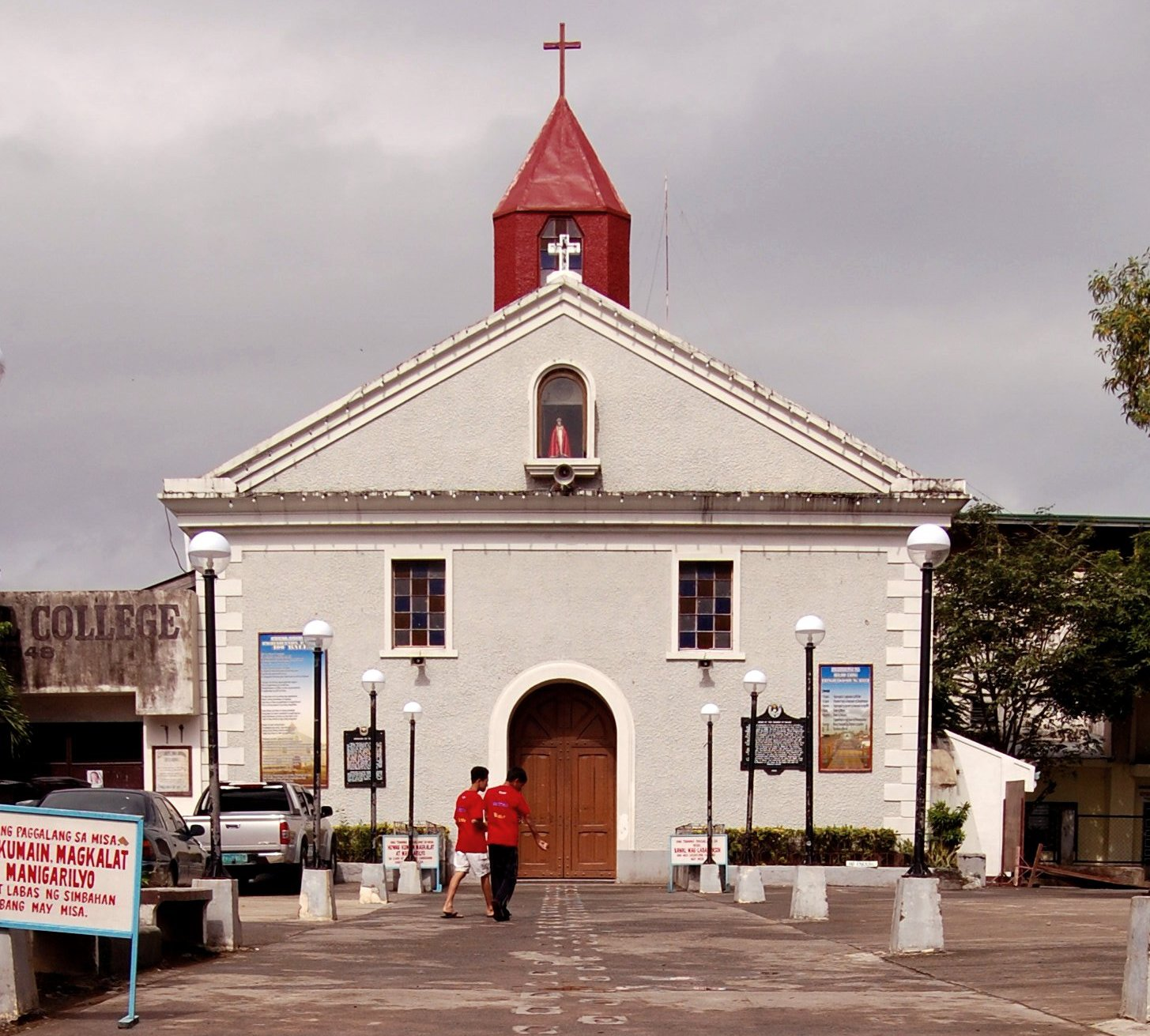
Aspecto actual de la iglesia, tras ser reconstruida en 1939 por iniciativa de Aurora Quezón, la esposa del primer presidente de la Mancomunidad de Filipinas y balerense como ella, Manuel Quezón. En la fachada, a la derecha de su puerta principal, existe una placa en recuerdo del asedio.

Durante aquella revolución secesionista filipina, ocurrió el sitio de Baler, por 337 días, entre el 1 de julio de 1898 y el 2 de junio de 1899, en donde estuvo asediado el último batallón español en la iglesia del pueblo de Baler, en la isla de Luzón. Desde diciembre de 1898, con la firma del Tratado de París entre España y Estados Unidos, se ponía fin formalmente a la guerra entre ambos países (que habían firmado un alto el fuego en agosto) y España cedía a Estados Unidos la soberanía sobre Filipinas, algo de lo cual no tuvieron conocimiento los españoles asediados. Debido a esto, los sitiados en Baler son conocidos como los «últimos de Filipinas».

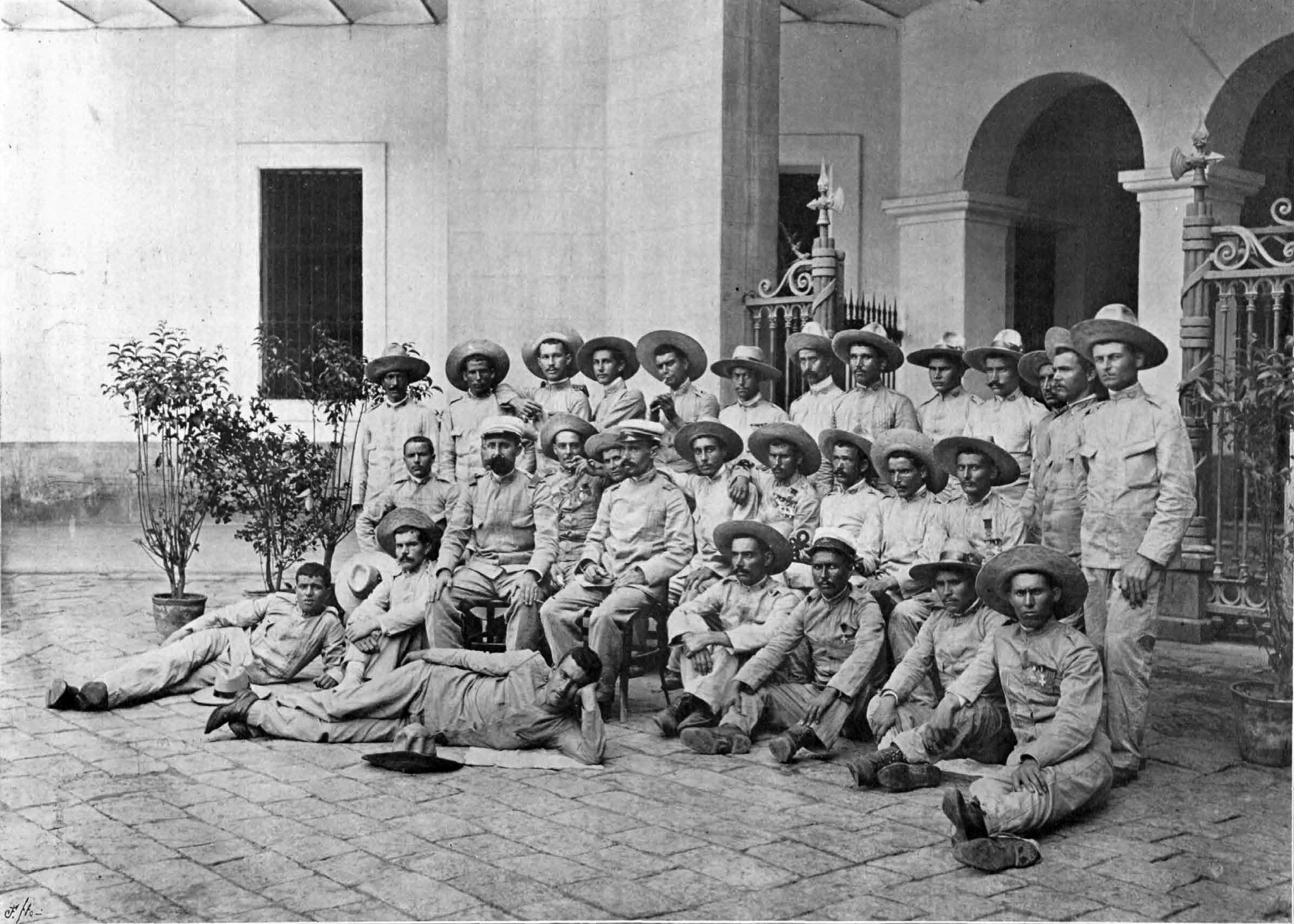
Los supervivientes del destacamento de Baler fotografiados el 2 de septiembre de 1899 en el patio del cuartel Jaime I de Barcelona (actualmente un campus de la Universidad Pompeu Fabra).

Por su parte, cuando España perdió la guerra firmó el Tratado de París en 1898, en el cual cedió el dominio de las islas a Estados Unidos por 20 millones de dólares. Como se hacía cada vez más evidente que Estados Unidos no reconocería a la Primera República Filipina, estalló la guerra filipino-estadounidense. Los filipinos masónicos se sintieron traicionados por las Repúblicas Americana y Francesa fundadas por los masones debido a la guerra filipino-estadounidense y el Tratado de París; sin embargo, las dos naciones hicieron reparaciones parciales al otorgarle a Filipinas una futura independencia.

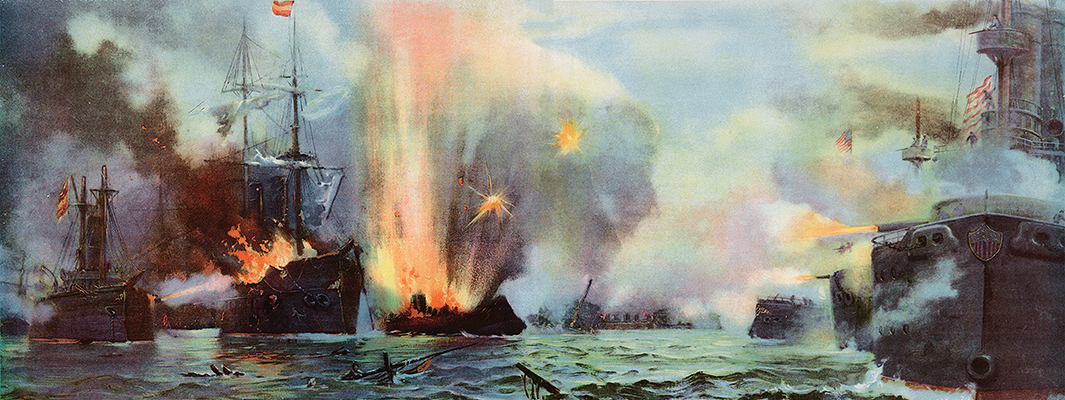
Batalla de la bahía de Manila, 1 de mayo de 1898, de J.G. Tyler. A la izquierda (de izquierda a derecha), los navíos españoles Don Antonio de Ulloa, Castilla y Reina Cristina. A la derecha (de izquierda a derecha), USS Boston, USS Baltimore y USS Olympia.

La guerra terminó en 1902 con una victoria de Estados Unidos y murieron entre 200 000 y 1 000 000, la mayoría a causa de la hambruna y las enfermedades. La mayoría los historiadores modernos sitúan el número de muertos de la guerra entre 200 000 y 250 000, incluida una epidemia de cólera al final de la guerra que mató a entre 150 000 y 200 000 personas.

### Colonización estadounidense

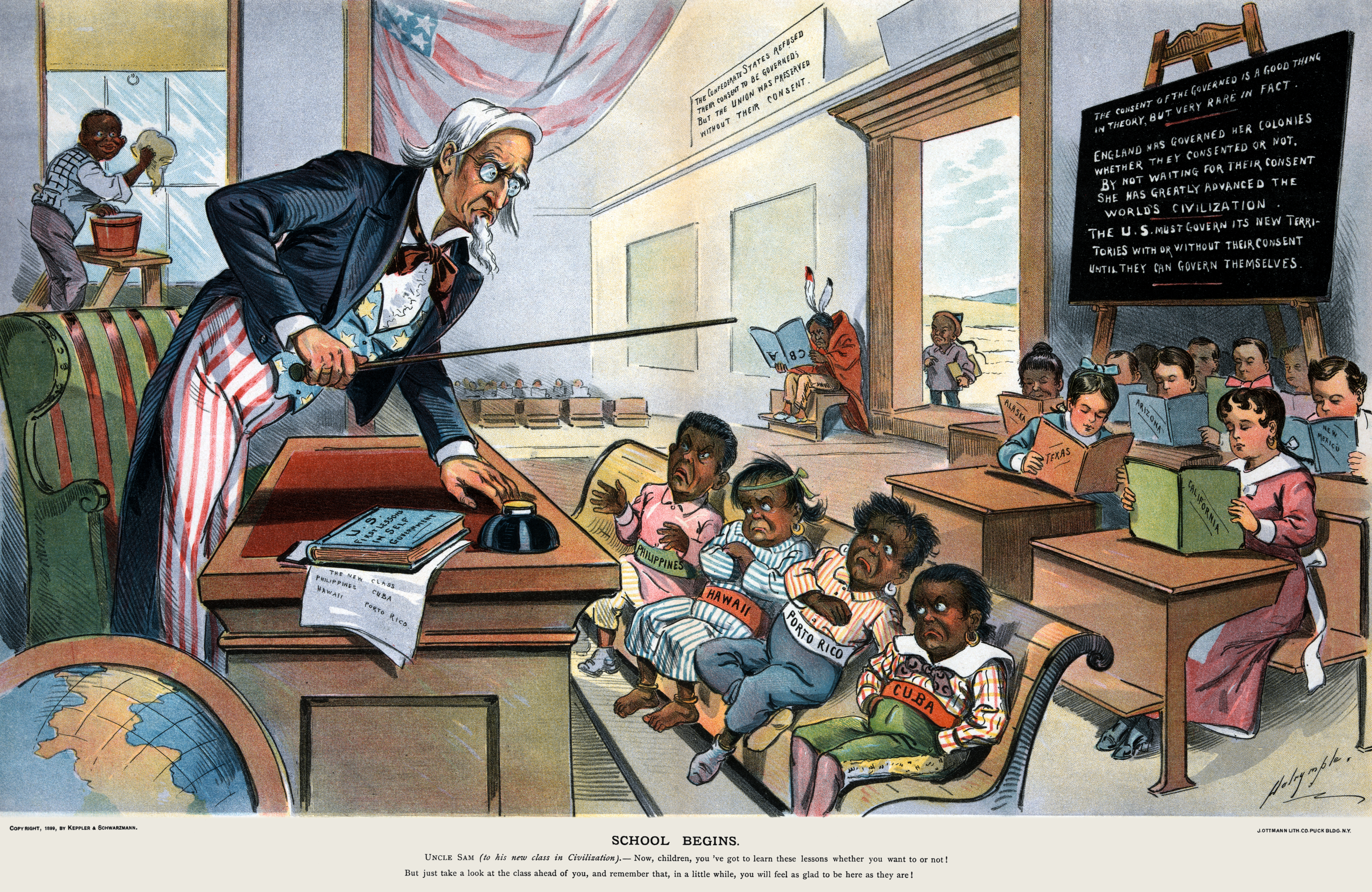
Caricatura estadounidense de 1898 en la que Filipinas, Hawái, Puerto Rico y Cuba son representados como niños morenos malcriados y sin educación que deben ser educados con mano dura. Estados Unidos consideraba a los territorios españoles que ganó en la guerra como «no civilizados».

En 1903, las autoridades estadounidenses contaron la población de Filipinas para el censo. La encuesta arrojó 70 635 426 personas, incluidos 560 138 nacidos en el extranjero. En 1887, un censo español registró una población de 50 984 727 excluyendo a los no cristianos.
Después de la guerra filipino-estadounidense, el archipiélago terminó bajo el control total estadounidense, ya que hasta entonces había sido administrado como un área insular.

### Mancomunidad Filipina e invasión japonesa durante la Segunda Guerra Mundial
En 1935, Filipinas obtuvo el estatus de «Estado libre asociado» bajo el nombre de Mancomunidad Filipina.

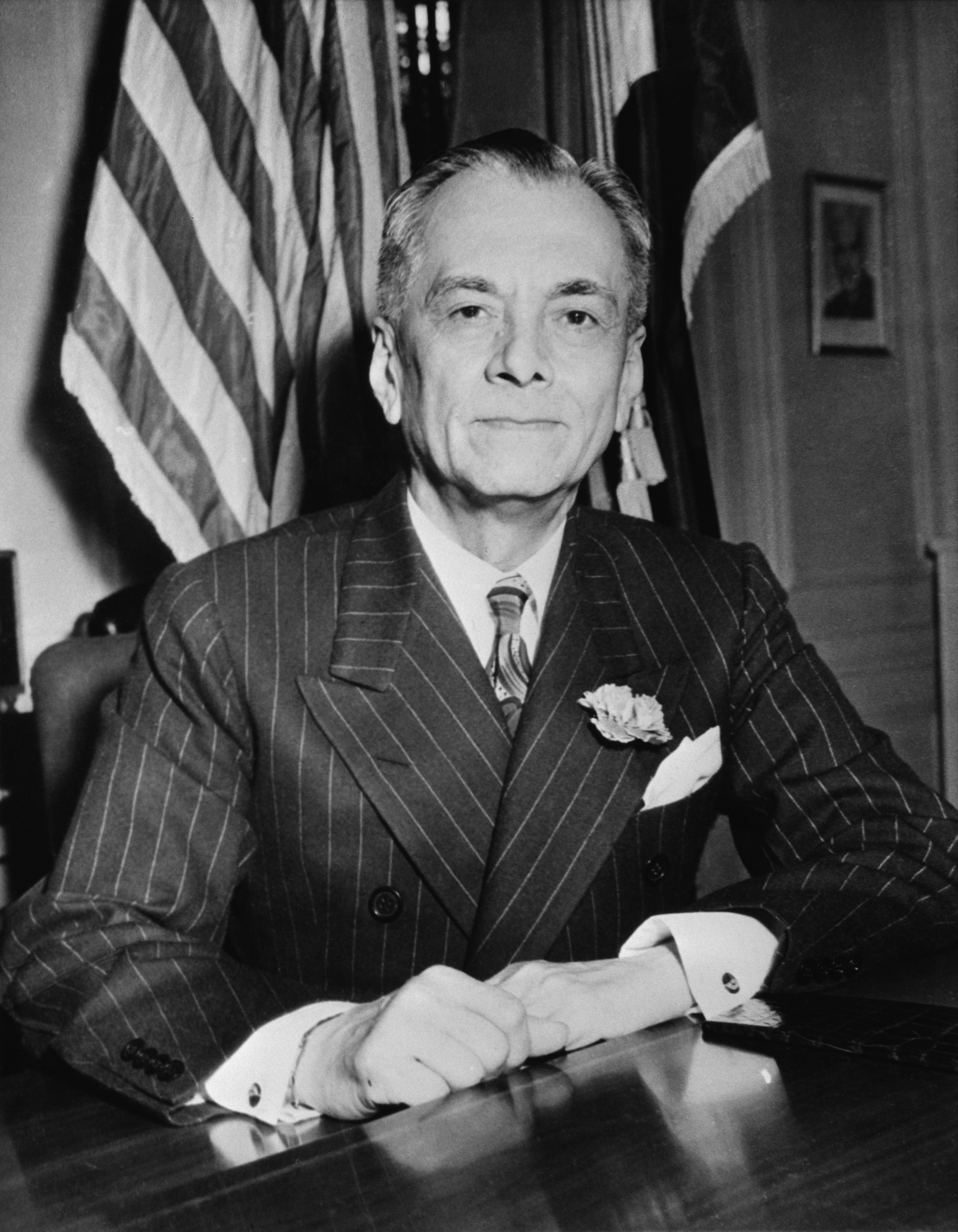
Presidente Manuel Luis Quezón.

En 1938, el presidente Quezón creó la «Corporación de Viviendas del Pueblo» (People's Homesite Corp.) y compró 15,29 km² del estado extenso de Diliman a la familia de Tuason. La asamblea nacional de la Mancomunidad Filipina aprobó el acta 502 de la mancomunidad conocida como la «carta de Ciudad Quezón» propuso originalmente la ciudad de Balintawak, los asambleístas Narciso Ramos (padre del presidente Fidel Ramos y Valdez) y Ramón Mitra (padre del locutor Ramón Mitra, Jr.) cabildeó con éxito a asamblea para nombrar la ciudad después del presidente del titular. El presidente Quezón permitió que la cuenta caducara en ley sin su firma el 12 de octubre de 1939, estableciendo así Ciudad Quezón. 

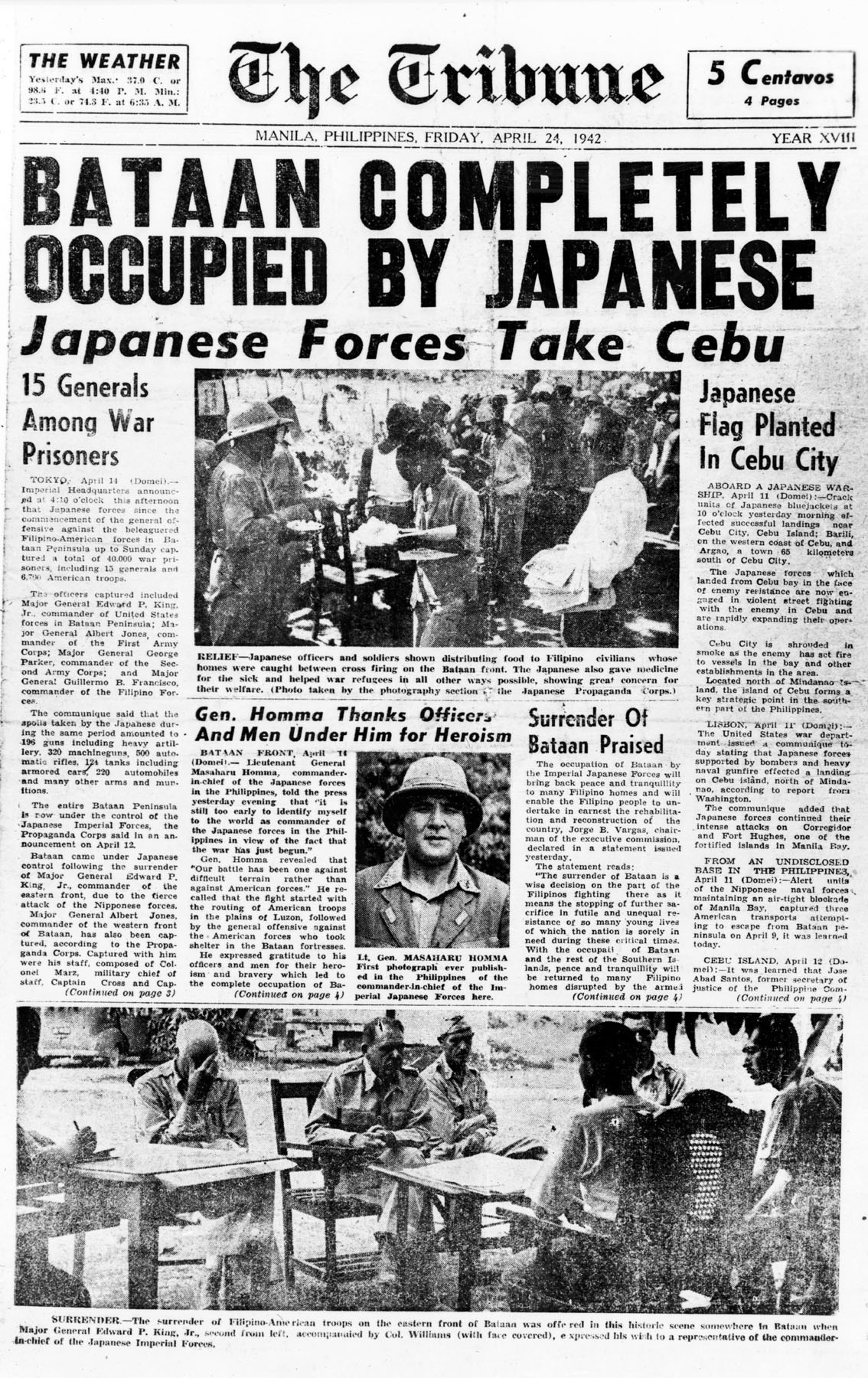
Edición de The Tribune del 24 de abril de 1942, anunciando la invasión japonesa de Filipinas.

En la década siguiente, los planes por recuperar la independencia fueron interrumpidos por la Segunda Guerra Mundial, en particular cuando el Imperio japonés invadió el país y estableció un gobierno títere, la Segunda República filipina. Durante el conflicto se cometieron múltiples crímenes de guerra, como la marcha de la Muerte de Batán y la masacre de Manila, que culminó con la batalla de Manila. Los crímenes contra la población de origen español, ubicada principalmente en el barrio de Intramuros, y los asaltos a las sedes oficiales españolas en Filipinas provocaron gran inquietud en el gobierno de Francisco Franco. Como consecuencia, España rompió las relaciones diplomáticas con Japón el 12 de abril de 1945. Para cuando las tropas aliadas derrotaron a los japoneses en 1945, más de un millón de filipinos habían muerto. Finalmente, el 4 de julio de 1946, Filipinas alcanzó su independencia del gobierno estadounidense.

### Independencia, dictadura de Marcos y Tercera República Filipina

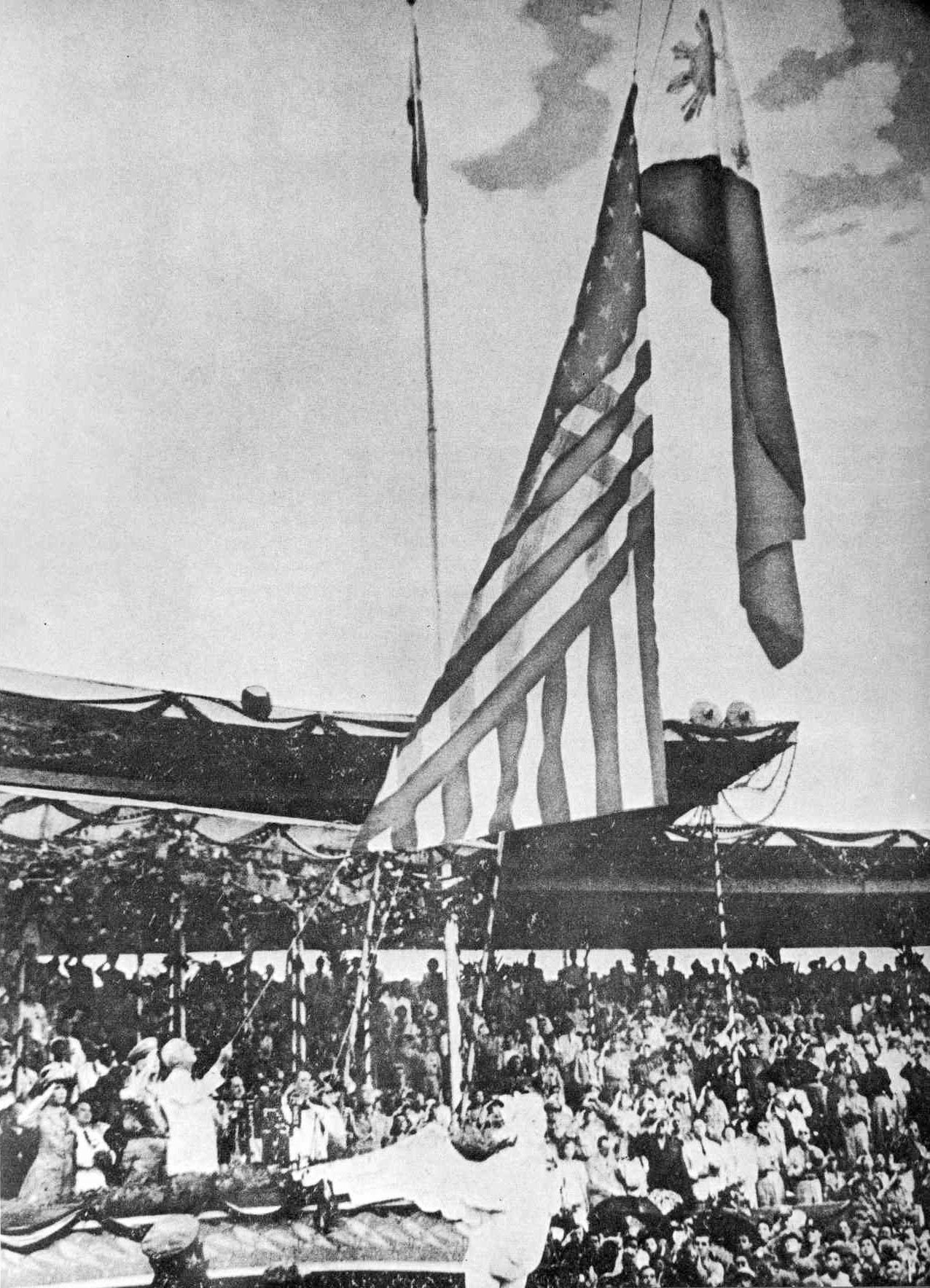
La bandera de Filipinas siendo izada durante la declaración de Independencia de Filipinas el 4 de julio de 1946.

Tras lograr su independencia, la joven nación se enfrentó a varios problemas: el país tenía que ser reconstruido de los estragos de la guerra y llegar a un acuerdo con varios colaboradores y empresarios japoneses para comenzar su desarrollo económico. En las zonas rurales, los grandes terratenientes hacían que sus granjas fueran cultivadas por arrendatarios con condiciones de vida miserables. Se llevaron una parte considerable de las cosechas —generalmente la mitad— y a menudo se convirtieron en acreedores de estos agricultores fuertemente endeudados. Las disputas entre los propietarios y los agricultores son frecuentes, y las autoridades siempre apoyan a los propietarios. La clase política estaba compuesta por hombres a menudo comprometidos con los japoneses —comenzando por Manuel Roxas que fue elegido presidente en abril de 1946—. Por el contrario, a los diputados de la resistencia a la ocupación japonesa se les prohibió sentarse en el Congreso para asegurar la mayoría necesaria para aprobar, en el verano de 1946, una enmienda constitucional necesaria para implementar una ley favorable a los intereses económicos estadounidenses.
Principalmente entre 1948 y 1954, el levantamiento campesino de inspiración comunista Hukbalahap luchó contra el gobierno filipino y las milicias de los grandes terratenientes. El gobierno filipino recurrió a unidades especializadas de contrainsurgencia, que sembraron el terror entre las poblaciones civiles rurales sospechosas de simpatizar con la rebelión. Con la ayuda militar de Estados Unidos el gobierno pudo debilitar el movimiento, que había desaparecido en la década de 1960.

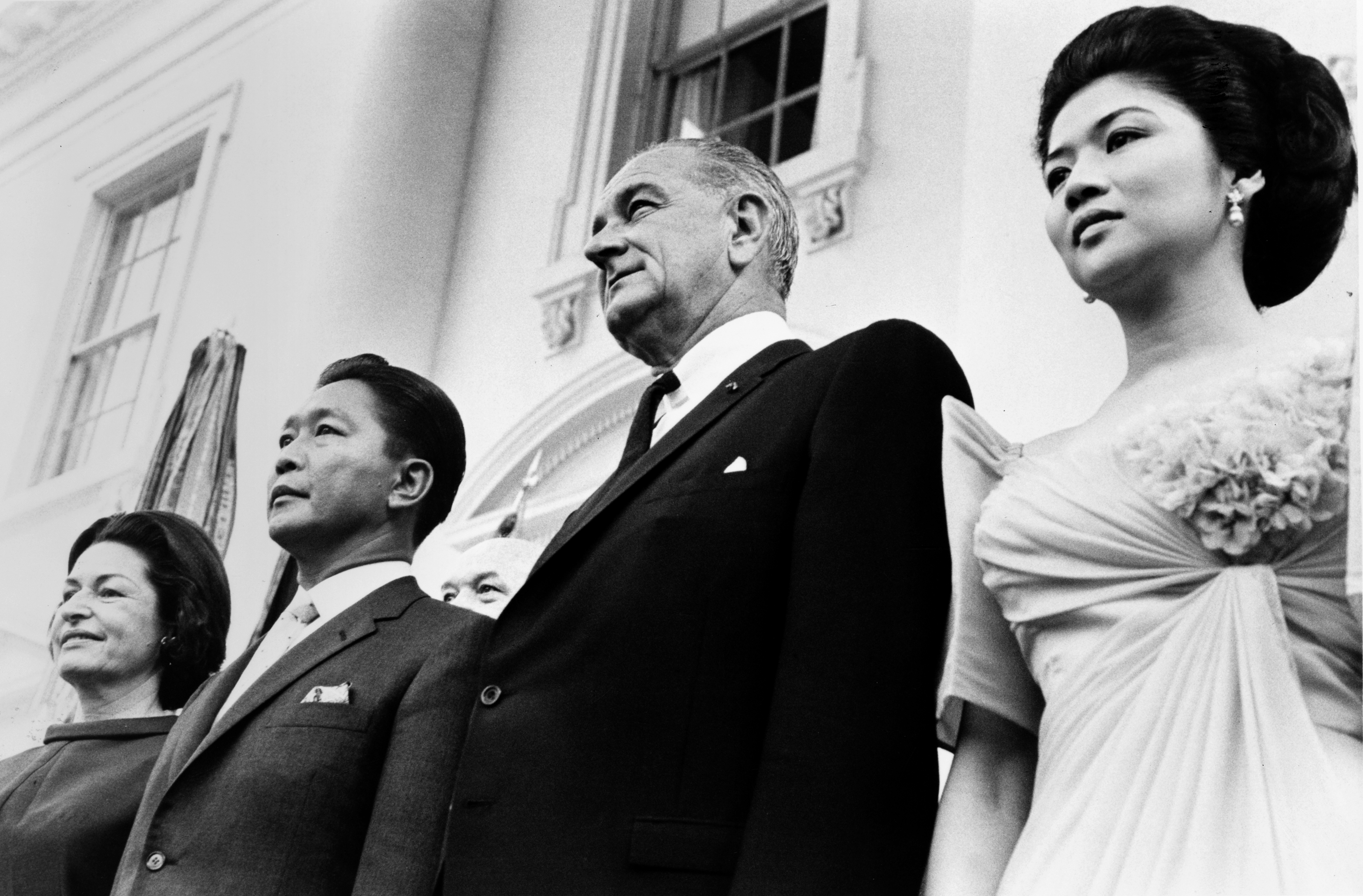
Ferdinand e Imelda Marcos en su visita a Estados Unidos en 1966.

En 1965, Ferdinand Marcos fue elegido presidente, con su esposa Imelda Marcos a su lado. Como la Constitución prohibía ser reelegido más de dos veces para el cargo presidencial, al final de su segundo mandato declaró la ley marcial el 21 de septiembre de 1972. Para seguir gobernando por decreto, utilizó como argumentos la división política, la tensión de la Guerra Fría y el espectro de la rebelión comunista y de la insurgencia islámica en el país. De esta manera inició una dictadura que duró más de diez años y que se caracterizó por el estricto control de la economía y por la represión política.

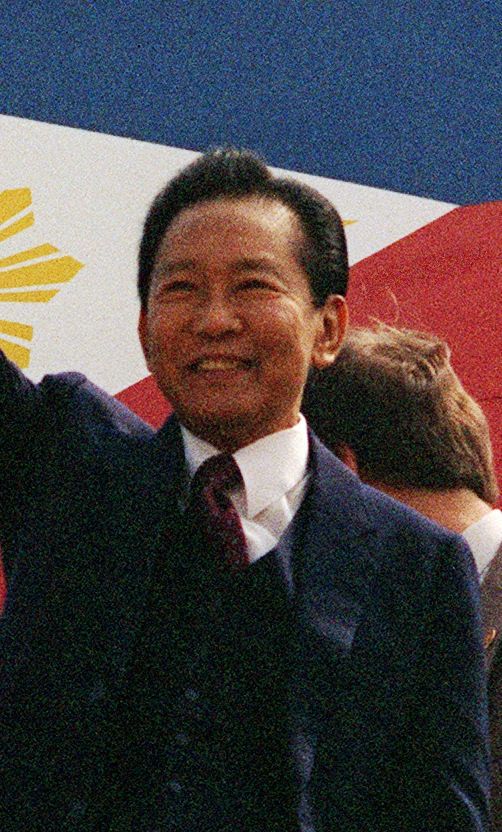
Ferdinand Marcos en 1983.

El 21 de agosto de 1983, Benigno «Ninoy» Aquino, Jr., líder de la oposición al gobierno de Marcos, ignoró las advertencias y regresó del exilio en Estados Unidos. Fue asesinado al aterrizar su avión en el Aeropuerto Internacional de Manila —ahora llamado Aeropuerto Internacional Ninoy Aquino, en su memoria—. Al aumentar la presión política, Marcos convocó a elecciones presidenciales en 1986. Corazón Aquino, viuda de Benigno, se convirtió en la líder de la oposición y en candidata para la contienda presidencial. Cuando Marcos se proclamó ganador, muchos pensaron que las elecciones habían estado arregladas. Esto condujo a la Revolución EDSA, instigada cuando dos de los aliados más antiguos de Marcos —Fidel Ramos y Valdez, jefe de Estado Mayor adjunto de las Fuerzas Armadas, y Juan Ponce Enrile, Secretario de la Defensa Nacional— renunciaron y se manifestaron en el campo Aguinaldo y el campo Crame. El Cardenal Arzobispo de Manila, Jaime Sin, exhortó a las personas a reunirse en apoyo a los líderes rebeldes y a protestar en la avenida Epifanio de los Santos (EDSA). Ante las protestas masivas y las deserciones militares, Marcos y sus aliados huyeron a Hawái, donde fueron exiliados. Ese mismo año, Corazón Aquino fue nombrada presidenta.

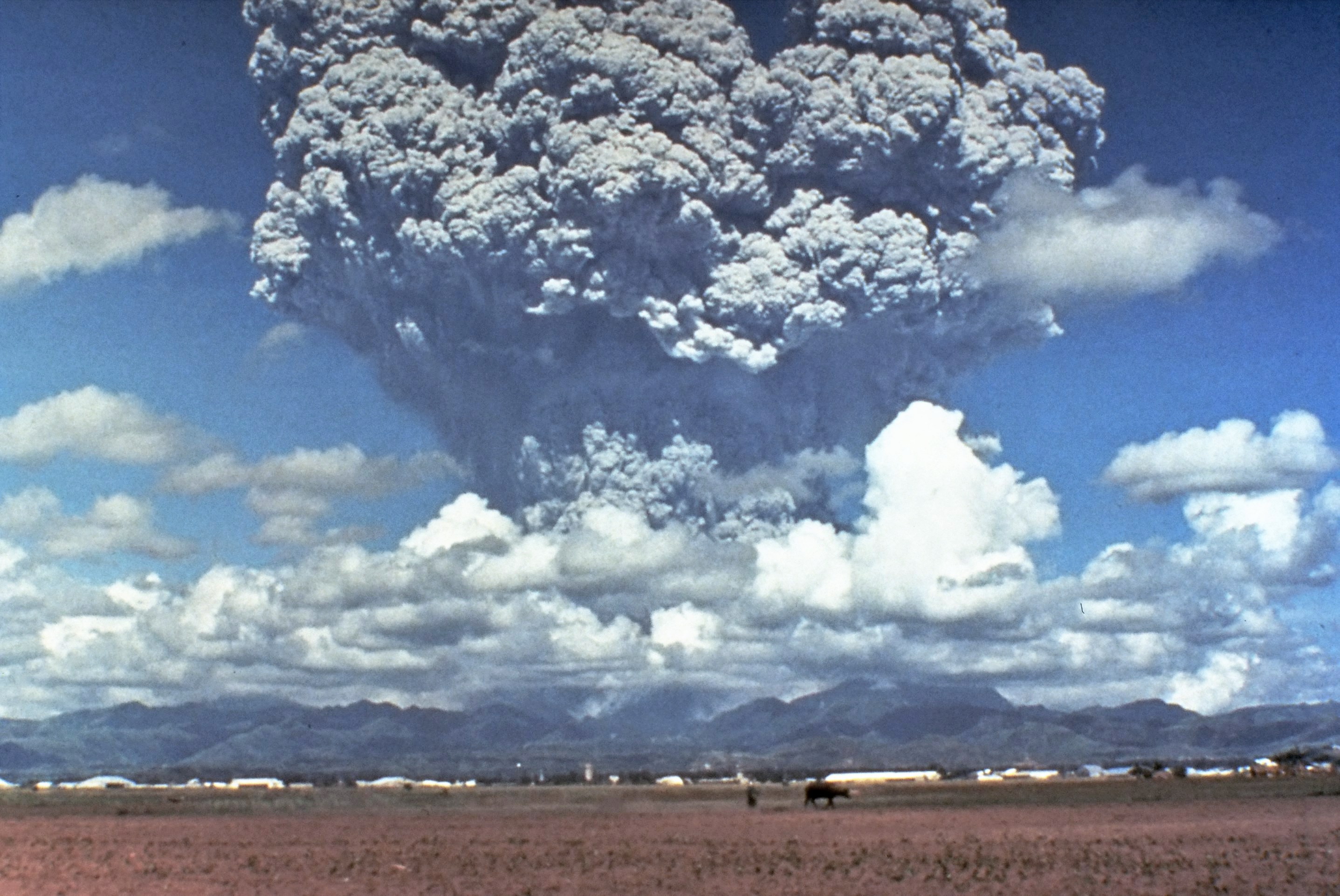
La erupción del volcán Pinatubo en junio de 1991 fue la segunda mayor erupción terrestre del siglo.

El retorno de la democracia y las reformas al gobierno después de los sucesos de 1986 se vieron obstaculizados por la deuda nacional, la corrupción, los intentos de golpe de Estado, una persistente insurgencia comunista y los movimientos separatistas islámicos. Aunque la economía mejoró durante la administración de Fidel Ramos, quien fue elegido presidente en 1992, el inicio de la crisis financiera asiática de 1997 frenó estos avances. En 2001, en medio de acusaciones de corrupción y un proceso de destitución estancado, el sucesor de Ramos, Joseph Estrada, fue expulsado de la presidencia por la Revolución de EDSA de 2001 y reemplazado por Gloria Macapagal Arroyo. 
Los nueve años de gobierno de Arroyo se caracterizaron su crecimiento económico, pero estos se vieron empañados por la corrupción y los escándalos políticos. El 23 de noviembre de 2009, 34 periodistas y varios civiles fueron asesinados en Maguindanao. En las elecciones presidenciales de 2010, Benigno «Noynoy» Aquino III y Jejomar Binay fueron elegidos para el puesto de presidente y vicepresidente respectivamente. El crecimiento económico continuó durante la administración de Aquino, quien impulsó una mejor gobernanza y la transparencia. En noviembre de 2013 el tifón Haiyan devastó la parte central del archipiélago, afectó a más de once millones de filipinos y provocó la muerte de más de cinco mil personas; la prensa criticó la lenta respuesta por parte del gobierno de Aquino III. En 2015, en un enfrentamiento que tuvo lugar en Mamasapano, Maguindánao, murieron 44 miembros de la Policía Nacional de Filipinas de la Fuerza de Acción Especial, lo que provocó que los esfuerzos para aprobar la Ley Básica de Bangsamoro llegaran a un punto muerto.

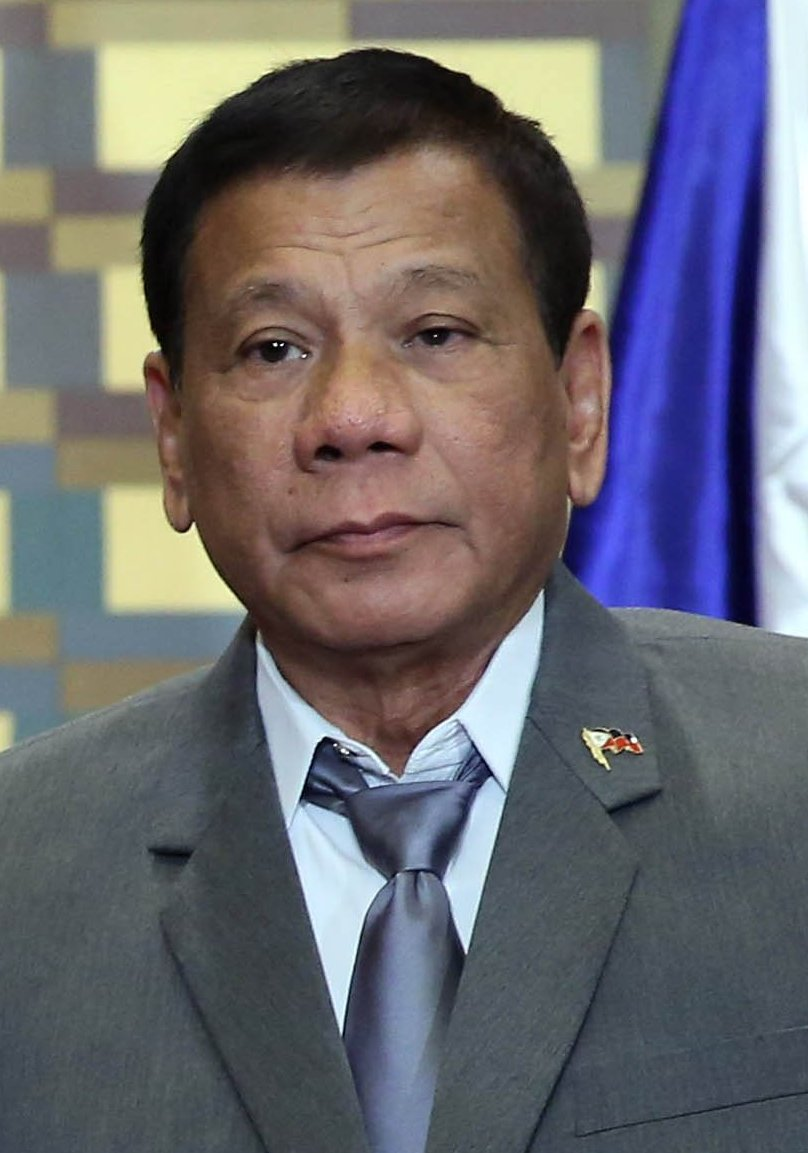
El presidente de Filipinas (2016-2022) Rodrigo Duterte y Roa.

El exalcalde de Ciudad de Dávao Rodrigo Duterte ganó las elecciones presidenciales de 2016, convirtiéndose en el primer presidente de Mindanao. Duterte lanzó una campaña antidroga y un programa de infraestructura. La aplicación de la Ley Orgánica de Bangsamoro llevó a la creación de la región autónoma Bangsamoro en Mindanao. A principios de 2020, la pandemia de COVID-19 llegó al país provocando que el producto interior bruto se reduzca un 9,5%, el peor resultado económico anual del país desde que se iniciaron los registros en 1947.
En elecciones presidenciales de 2022 el hijo de Ferdinand Marcos, Ferdinand Marcos y Romuáldez, apodado como «Bongbong Marcos», ganó las elecciones presidenciales, de esta forma la política exterior del país se acerca a China. Como respuesta a sus críticos, Bongbong ha dicho que intentará hacer valer los «derechos territoriales marítimos» de Filipinas bajo su liderazgo a pesar de buscar un acercamiento con China.

## Gobierno y política

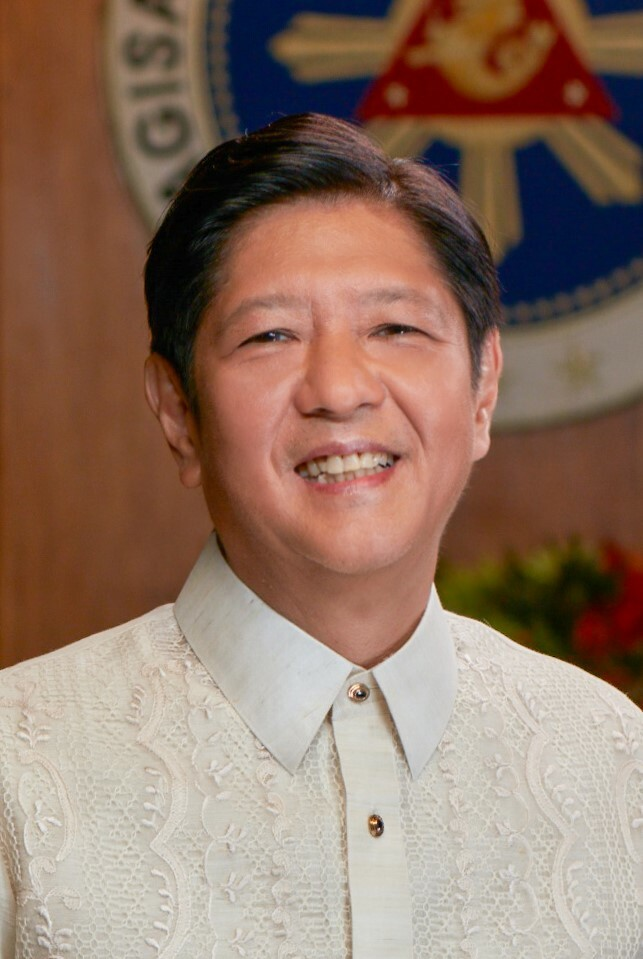
El Presidente Ferdinand Marcos y Romuáldez.

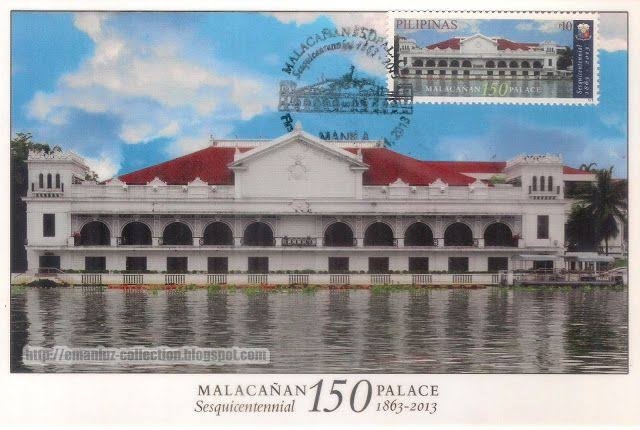
El Palacio de Malacañán es la residencia oficial del Presidente de Filipinas.

Filipinas es una república constitucional con un sistema presidencial de gobierno, administrado como un Estado unitario, con la excepción de la Región Autónoma de la Nación Mora en el Mindanao Musulmán, que es en gran parte independiente del gobierno nacional. El presidente actúa como jefe de Estado y Jefe del Gobierno, además de ser el comandante en jefe de las fuerzas armadas. Es elegido por voto popular para un periodo único de seis años, durante el cual él mismo elige y preside su propio gabinete. El vicepresidente también es elegido por sufragio directo para un periodo de seis años, y puede reelegirse una vez. El vicepresidente puede ocupar un puesto en el gabinete, y en caso de que el presidente muera o renuncie, se convertiría en el presidente interino y convocaría elecciones. A nivel local, el poder ejecutivo está representado por los gobernadores de las provincias, los alcaldes de las ciudades y municipios y por los capitanes de los barangay.
El Congreso bicameral está compuesto por el Senado —equivalente a la cámara alta, con miembros elegidos para un periodo de seis años— y la Cámara de Representantes —la cámara baja, con miembros elegidos para un periodo de tres años—. Los senadores son elegidos al mismo tiempo que el presidente, mientras que los representantes se eligen mediante distritos legislativos y por medio de representación proporcional. El Congreso se encarga de la creación y aprobación de leyes y reformas a la constitución por medio de resoluciones y proyectos de ley. Para que cualquier proyecto de ley sea aprobado debe recibir más de dos tercios de los votos a favor en ambas cámaras.
El poder judicial está encabezado por la Corte Suprema, compuesta por el Jefe de Justicia como el juez presidente y catorce jueces asociados, los cuales son elegidos por el presidente de entre varios candidatos propuestos por el Consejo de Justicia y Colegio de Abogados. El poder judicial goza de una autonomía fiscal, aunque se encuentra supervisado por la Oficina del Administrador de las Cortes. La Corte Suprema también promulga el reglamento de todas las cortes y participa en el proceso de enseñanza de los futuros abogados. Desde la administración del gobierno de Ramos, hubo varios intentos por reformar el gobierno a un sistema federal, unicameral o parlamentario.

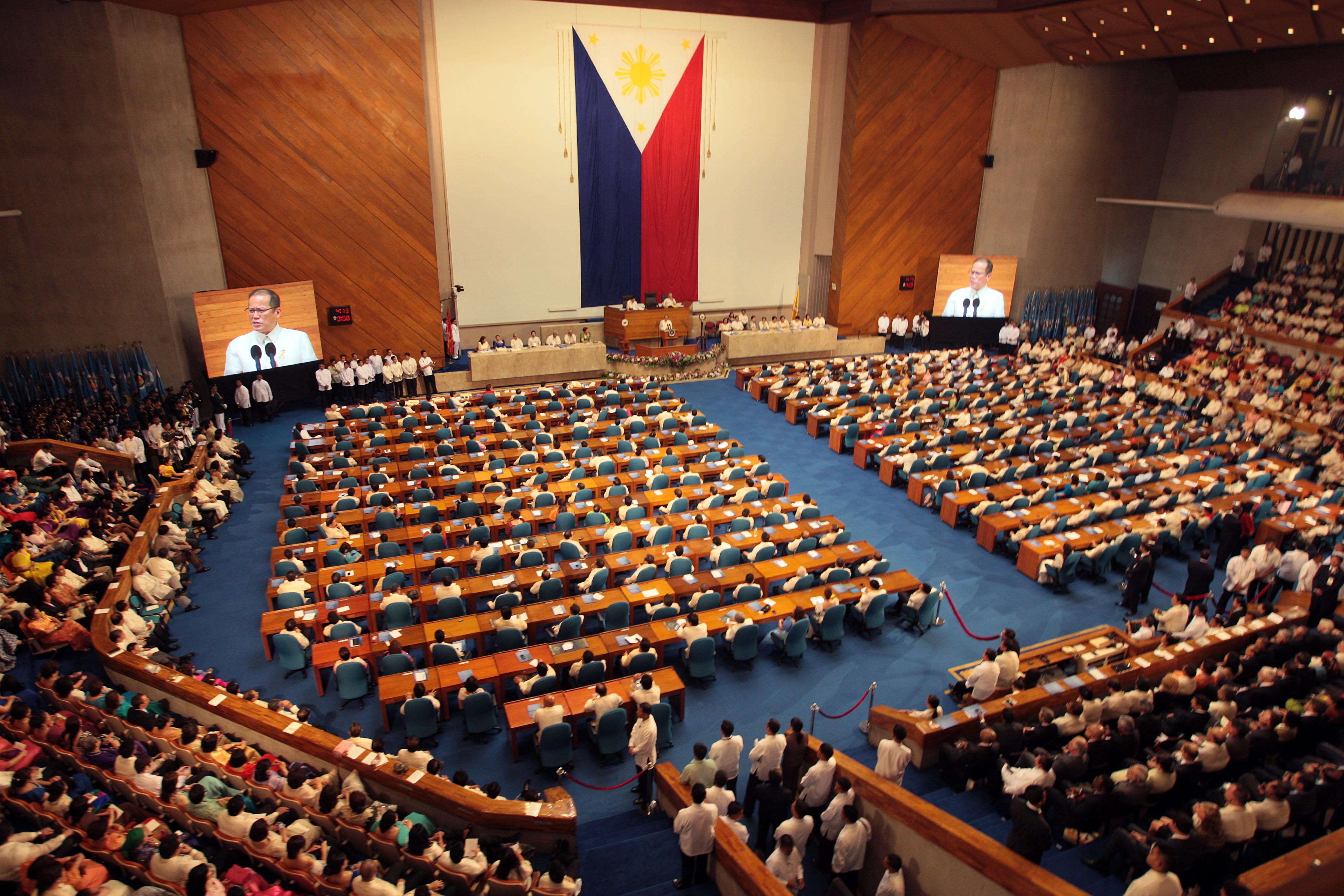
El presidente Noynoy Aquino ante el Congreso de Filipinas.

El sistema legal establecido por la Constitución de 1987 contiene elementos heredados de la época del dominio español y estadounidense. Por ejemplo, aquellas cuestiones sobre propiedad, familia y la ausencia de un jurado en los juicios son característicos del derecho continental, existente en España. Sin embargo, el derecho anglosajón instalado por Estados Unidos a principios del siglo XX es el que rige en algunas de las cuestiones legales más importantes. Entre estas, destacan el comercio, las relaciones laborales, los impuestos, la banca y la moneda.
El sistema multipartidista filipino permite la existencia de numerosos partidos políticos, aunque en la práctica es común que se creen alianzas para obtener más votos durante las contiendas electorales. Por su parte, la Comisión de Elecciones (Comelec) definió seis partidos como los más importantes en el país: el Partido Liberal, el Lakas Kampi CMD, el Partido Nacionalista, la Coalición Popular Nacionalista, el Partido de la Unión Nacional y la Alianza Unida Nacionalista. Desde 1992, las elecciones nacionales y locales se celebran cada tres años el segundo lunes de mayo. Solo las elecciones para presidente y vicepresidente se realizan cada seis años. La edad mínima para votar es de 18 años. En las elecciones presidenciales celebradas en 2010, participaron poco más de 38 millones de votantes, un 74,34 % de los registrados en el padrón electoral.
Aunque en Filipinas la homosexualidad no es ilegal, existe cierta discriminación por parte de la sociedad en general hacia este grupo. Hasta 2009 los homosexuales tenían prohibido alistarse a las fuerzas armadas. Aunque se han realizado múltiples esfuerzos en la lucha por los derechos de la comunidad LGBT, el matrimonio entre personas del mismo sexo aún es ilegal y no existe reconocimiento para las uniones legales efectuadas en otros países.

### Relaciones exteriores

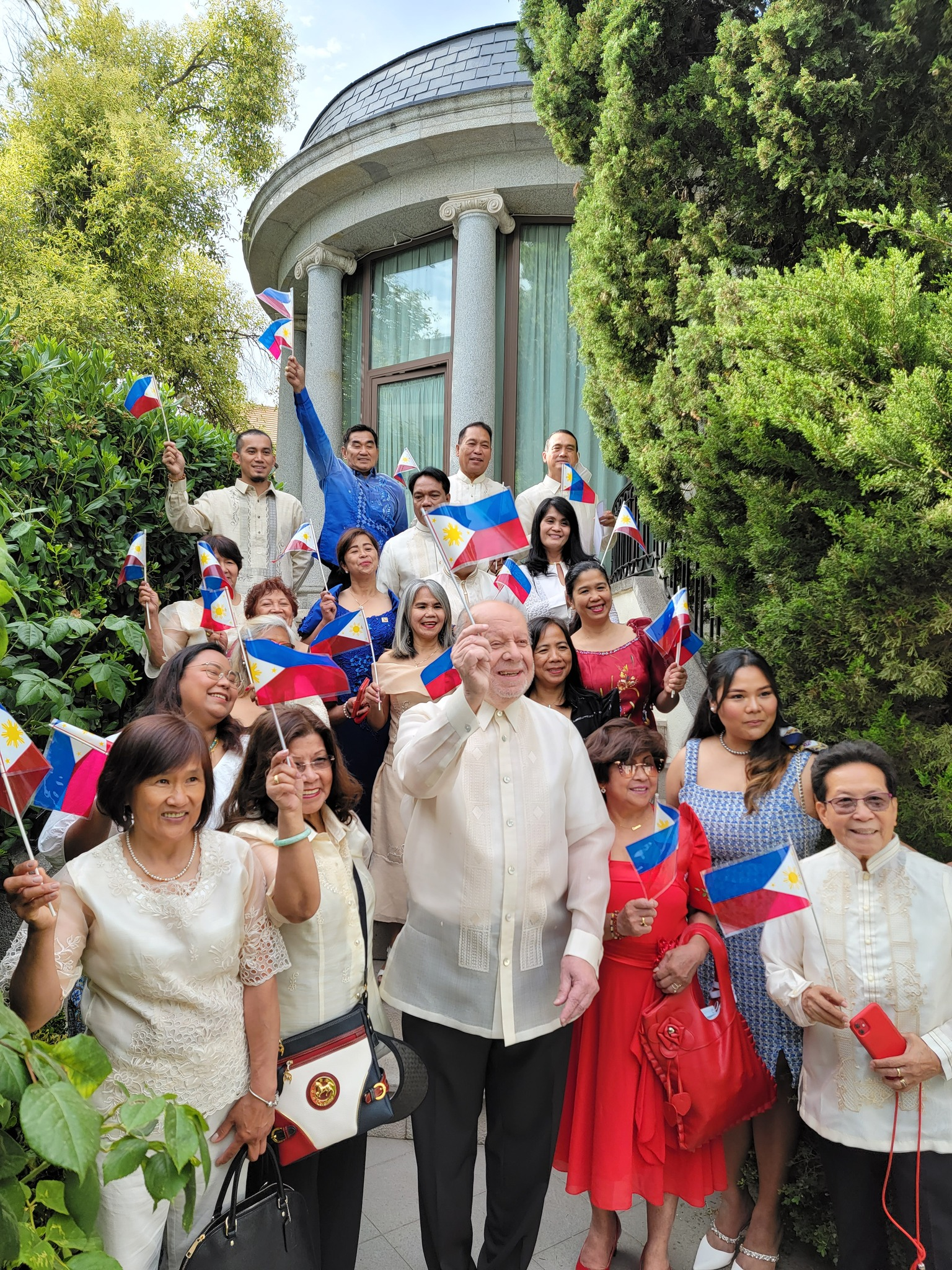
Celebración del día de la Independencia de Filipinas en la Embajada de Filipinas a España en Madrid.

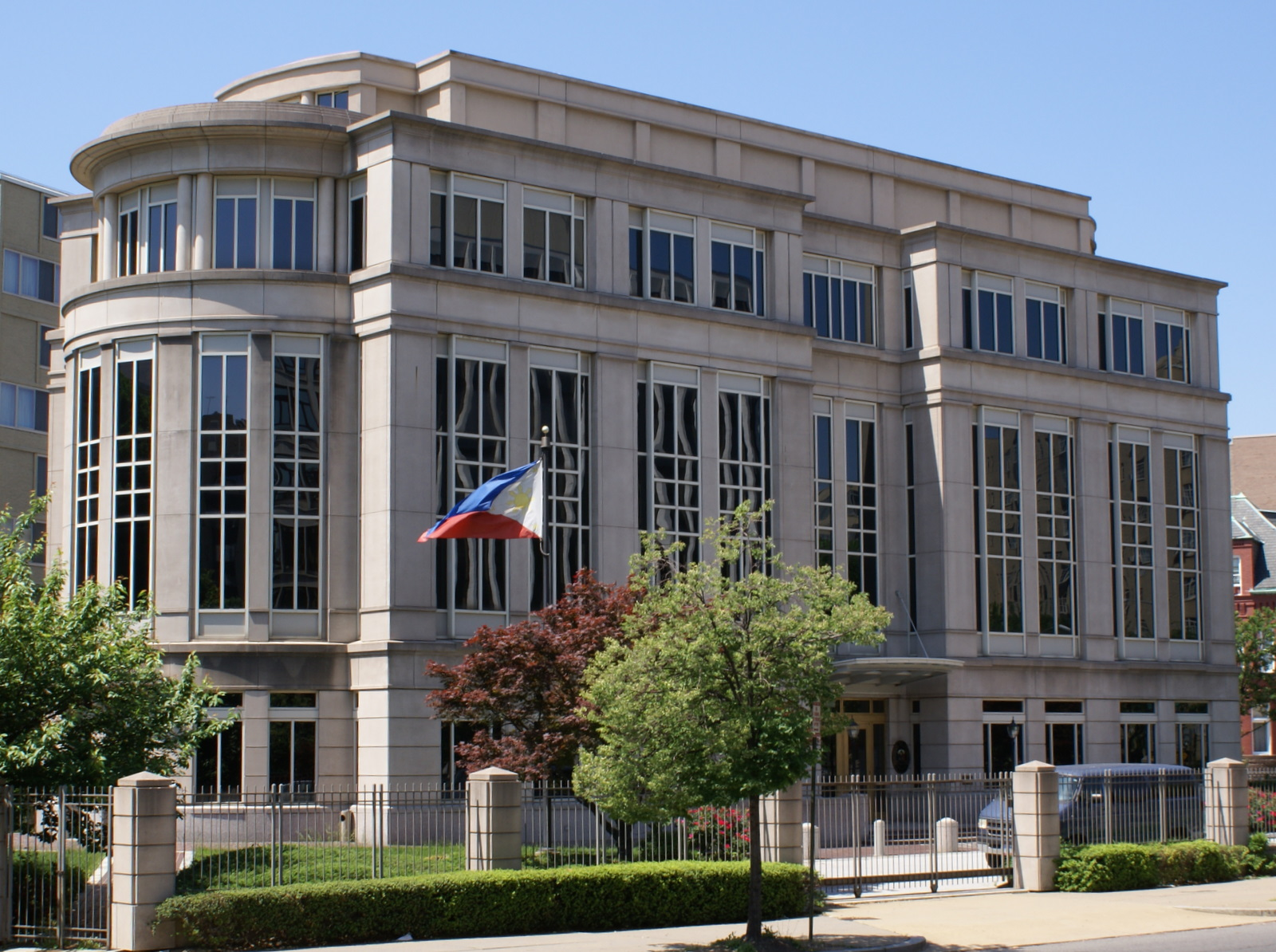
Embajada filipina en Washington D. C., Estados Unidos.

Las relaciones internacionales de Filipinas se basan en el comercio con otras naciones y el bienestar de los once millones de filipinos que viven fuera del país. Como fundador y miembro activo de la Organización de las Naciones Unidas, ha sido elegido varias veces para integrar el Consejo de Seguridad de la ONU, y un nacional, Carlos P. Rómulo, fue Presidente de la Asamblea General de las Naciones Unidas. El país es un participante activo en el Consejo de Derechos Humanos, así como en las misiones de mantenimiento de la paz, sobre todo en Timor Oriental.
Además de su participación en la ONU, el país es uno de los fundadores y miembro activo de la Asociación de Naciones del Sudeste Asiático (ASEAN), una organización diseñada para fortalecer las relaciones y promover el crecimiento económico y cultural entre los estados de la región del sudeste de Asia. Ha sido sede en varias de sus cumbres y es un contribuyente activo en la dirección y las políticas del bloque. Las relaciones que actualmente disfruta con otros estados del sudeste de Asia contrastan con la situación de la década de 1970, cuando estaba en guerra con Vietnam y se disputaba el territorio de Sabah con Malasia, si bien aún existen desacuerdos respecto a las Islas Spratly.
También es miembro de la Cumbre de Asia Oriental (EAS), el Foro de Cooperación Económica Asia-Pacífico (APEC), la Unión Latina, el Grupo de los 24, el Movimiento de Países No Alineados y es considerado un aliado importante extra-OTAN. Además busca fortalecer sus relaciones con los países islámicos por medio de su candidatura para ingresar como observador en la Organización de la Conferencia Islámica.

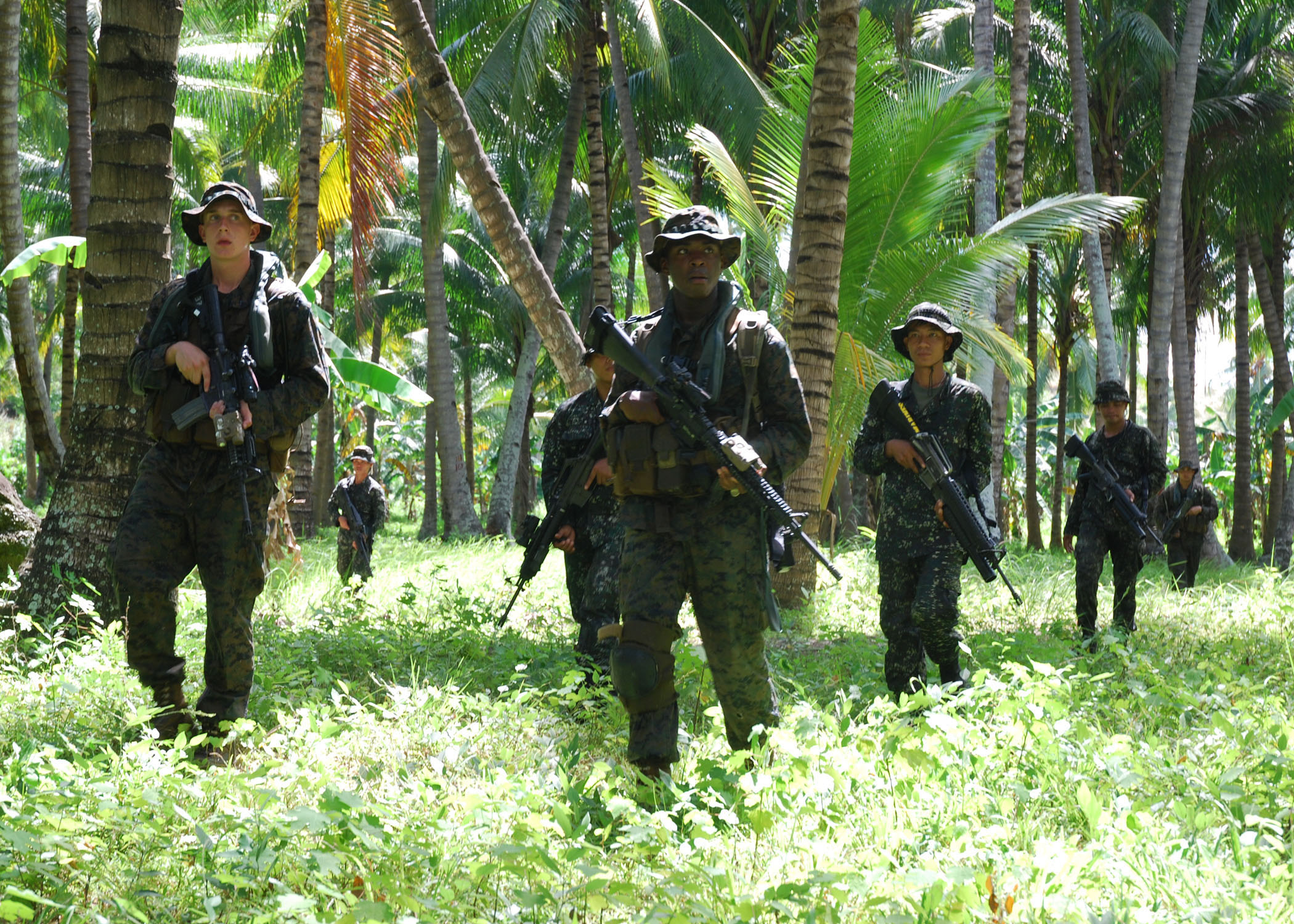
Cuerpo de Marines de Estados Unidos en un ejercicio militar en territorio filipino.

Por otra parte, posee buenas relaciones con Estados Unidos, a quien apoyó durante la Guerra Fría y la guerra contra el terrorismo. No obstante, en años recientes la presencia estadounidense en las bases militares de Bahía Subic y Clark y el Acuerdo de Fuerzas Visitantes han generado cierta controversia. También Japón, el mayor contribuyente oficial de ayuda para el desarrollo del país, es considerado como uno de sus principales aliados. Aunque aún prevalecen ciertos debates históricos entre los dos países —sobre todo en temas como las mujeres de confort—, gran parte de la enemistad surgida por los acontecimientos de la Segunda Guerra Mundial han desaparecido.
Filipinas también ha entablado buenas relaciones con otras naciones. El hecho de compartir varios valores democráticos facilita sus relaciones con los países europeos y occidentales. Los problemas económicos por los que atraviesa le ayudan a crear vínculos con otros países en desarrollo que cursan con obstáculos similares. Del mismo modo, los lazos históricos y las similitudes culturales estrechan las relaciones con España e Hispanoamérica. A pesar de los problemas que afectan a los trabajadores filipinos en el extranjero, como el abuso doméstico y la guerra, así como los obstáculos planteados por una insurgencia islámica en Mindanao, las relaciones con los países del Medio Oriente —incluidos Egipto, Irán, Irak, Libia, Arabia Saudita y los Emiratos Árabes Unidos— son buenas, lo que permite que los más de dos millones de filipinos puedan seguir viviendo y trabajando en la región. Por su parte, las relaciones con la República Popular China han mejorado considerablemente, en especial desde la década de 1950. Sin embargo, varias cuestiones relacionadas con el reconocimiento de la República de China, la posesión de las Islas Spratly y la preocupación del crecimiento de la influencia china, impiden una relación estrecha entre ambos vecinos. Recientemente, la política exterior filipina se ha ido encaminando principalmente a entablar mejores relaciones económicas con sus vecinos del sudeste asiático y del Pacífico.
En 2016 un fallo de la Corte Permanente de Arbitraje ubicada en La Haya reconoció al bajo de Masinloc y a otras islas en disputa como filipinas. Ante esto China le ofrece a Filipinas ignorar el fallo a cambio de perforaciones conjuntas de petróleo y gas.

### Fuerzas armadas

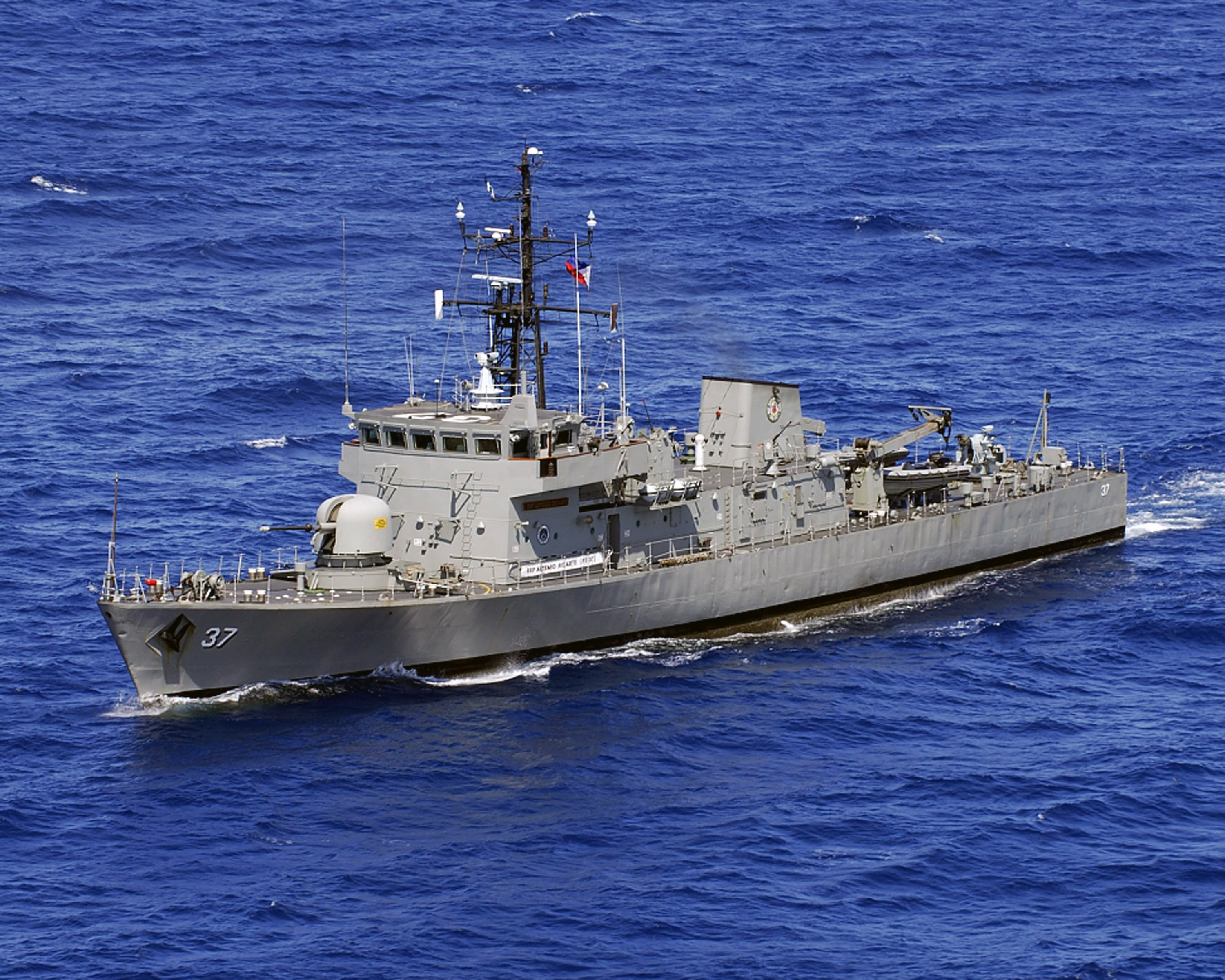
El BRP Artemio Ricarte, una corbeta clase Jacinto de la Armada Filipina.

La defensa corre a cargo de las Fuerzas Armadas de Filipinas, la cual está compuesta por tres cuerpos: la Fuerza Aérea, el Ejército y la Armada (incluyendo el Cuerpo de Marines). En 2010, las fuerzas armadas contaban con más de 331 500 elementos activos, la 40.ª más grande del mundo. Por su parte, la Policía Nacional Filipina es la encargada de la seguridad civil, bajo el mando del Departamento del Interior y de los gobiernos locales.
En la Región Autónoma del Mindanao Musulmán, la organización separatista más importante, el Frente de Liberación Nacional Moro, es quien políticamente gobierna la región. Otros grupos militantes como el Frente de Liberación Islámica Moro, los comunistas del Nuevo Ejército del Pueblo y Abu Sayyaf aún luchan en otras provincias, pero su presencia se ha reducido en años recientes, gracias a los operativos de seguridad implantados por el gobierno.
También cabe destacar que Filipinas ha sido un aliado de Estados Unidos desde la Segunda Guerra Mundial: en 1951, ambos países firmaron un tratado de defensa mutua. Filipinas apoyó la ideología estadounidense durante la Guerra Fría, así como su participación en las guerras de Corea y Vietnam. Incluso, fue miembro de la disuelta SEATO, una organización cuyo objetivo era efectuar un papel similar a la OTAN en la región, entre cuyos miembros se encontraban Australia, Francia, Nueva Zelanda, Pakistán, Tailandia, Reino Unido y Estados Unidos. Después del inicio de la Guerra contra el terrorismo, el ejército filipino fue parte de la coalición que brindó apoyo a los EE. UU. en Irak, por lo que fue catalogado como un aliado importante extra-OTAN.

### Derechos humanos
En materia de derechos humanos, respecto a la pertenencia a los siete organismos de la Carta Internacional de Derechos Humanos, que incluyen al Comité de Derechos Humanos (HRC), Filipinas ha firmado o ratificado:
| Filipinas | Tratados internacionales | Tratados internacionales  | Tratados internacionales | Tratados internacionales | Tratados internacionales | Tratados internacionales | Tratados internacionales  | Tratados internacionales | Tratados internacionales | Tratados internacionales | Tratados internacionales  | Tratados internacionales | Tratados internacionales | Tratados internacionales | Tratados internacionales | Tratados internacionales | Tratados internacionales | Tratados internacionales  |
| --- | ------------------------ | ------------------------- | ------------------------ | ------------------------ | ------------------------ | ------------------------ | ------------------------- | ------------------------ | ------------------------ | --- | ------------------------- | ------------------------ | ------------------------ | ------------------------ | ------------------------ | ------------------------ | ------------------------ | ------------------------- |
| Filipinas | CESCR                    | CESCR                     | CCPR                     | CCPR                     | CCPR                     | CERD                     | CED                       | CEDAW                    | CEDAW                    | CAT | CAT                       | CRC                      | CRC                      | CRC                      | CRC                      | MWC                      | CRPD                     | CRPD                      |
| Filipinas | CESCR                    | CESCR-OP                  | CCPR                     | CCPR-OP1                 | CCPR-OP2-DP              | CERD                     | CED                       | CEDAW                    | CEDAW-OP                 | CAT | CAT-OP                    | CRC                      | CRC-OP-AC                | CRC-OP-SC                | CRC-OP-CP                | MWC                      | CRPD                     | CRPD-OP                   |
| Pertenencia | Firmado y ratificado.    | Ni firmado ni ratificado. | Firmado y ratificado.    | Firmado y ratificado.    | Firmado y ratificado.    | Firmado y ratificado.    | Ni firmado ni ratificado. | Firmado y ratificado.    | Firmado y ratificado.    | Filipinas ha reconocido la competencia de recibir y procesar comunicaciones individuales por parte de los órganos competentes. | Ni firmado ni ratificado. | Firmado y ratificado.    | Firmado y ratificado.    | Firmado y ratificado.    | Sin información.         | Firmado y ratificado.    | Firmado y ratificado.    | Ni firmado ni ratificado. |
| Firmado y ratificado, firmado, pero no ratificado, ni firmado ni ratificado, sin información, ha accedido a firmar y ratificar el órgano en cuestión, pero también reconoce la competencia de recibir y procesar comunicaciones individuales por parte de los órganos competentes. |                          |                           |                          |                          |                          |                          |                           |                          |                          | |                           |                          |                          |                          |                          |                          |                          |                           |

## Organización territorial
El archipiélago filipino se divide en tres grupos de islas: Luzón, Bisayas y Mindanao. A su vez, estas se dividen en 18 regiones, 80 provincias, 138 ciudades, 1496 municipios y 42 025 barangays. Además, la sección 2 de la Ley de la República n.º 5446 afirma que la definición del mar territorial alrededor del territorio filipino, no tiene efecto en la reclamación sobre Sabah. A continuación se enlistan las regiones de Filipinas, el número que aparece en la tabla sirve para ubicarlas en el mapa de la derecha.
| N.º | Región                                 | Designación | Centro regional   |
| --- | -------------------------------------- | ----------- | ----------------- |
| 1   | Ilocos                                 | Región I    | San Fernando      |
| 2   | Región Administrativa de La Cordillera | CAR         | Baguio            |
| 3   | Valle del Cagayán                      | Región II   | Tuguegarao        |
| 4   | Luzón Central                          | Región III  | San Fernando      |
| 5   | Región de la Capital Nacional          | NCR         | Manila            |
| 6   | Tierra Firme Tagala Meridional         | Región IV-A | Calambá           |
| 7   | Región Tagala Sudoccidental            | Región IV-B | Calapán           |
| 8   | Bícol                                  | Región V    | Legazpi           |
| 9   | Bisayas Occidentales                   | Región VI   | Iloílo            |
| 10  | Negros                                 | NIR         | Bacólod Dumaguete |
| 11  | Bisayas Centrales                      | Región VII  | Cebú              |
| 12  | Bisayas Orientales                     | Región VIII | Tacloban          |
| 13  | Península de Zamboanga                 | Región IX   | Pagadian          |
| 14  | Mindanao del Norte                     | Región X    | Cagayán de Oro    |
| 15  | Caraga                                 | Región XIII | Butuan            |
| 16  | Región autónoma de Bangsamoro          | BARMM       | Cotabato          |
| 17  | Dávao                                  | Región XI   | Dávao             |
| 18  | Mindanao Central                       | Región XII  | Koronadal         |

## Geografía

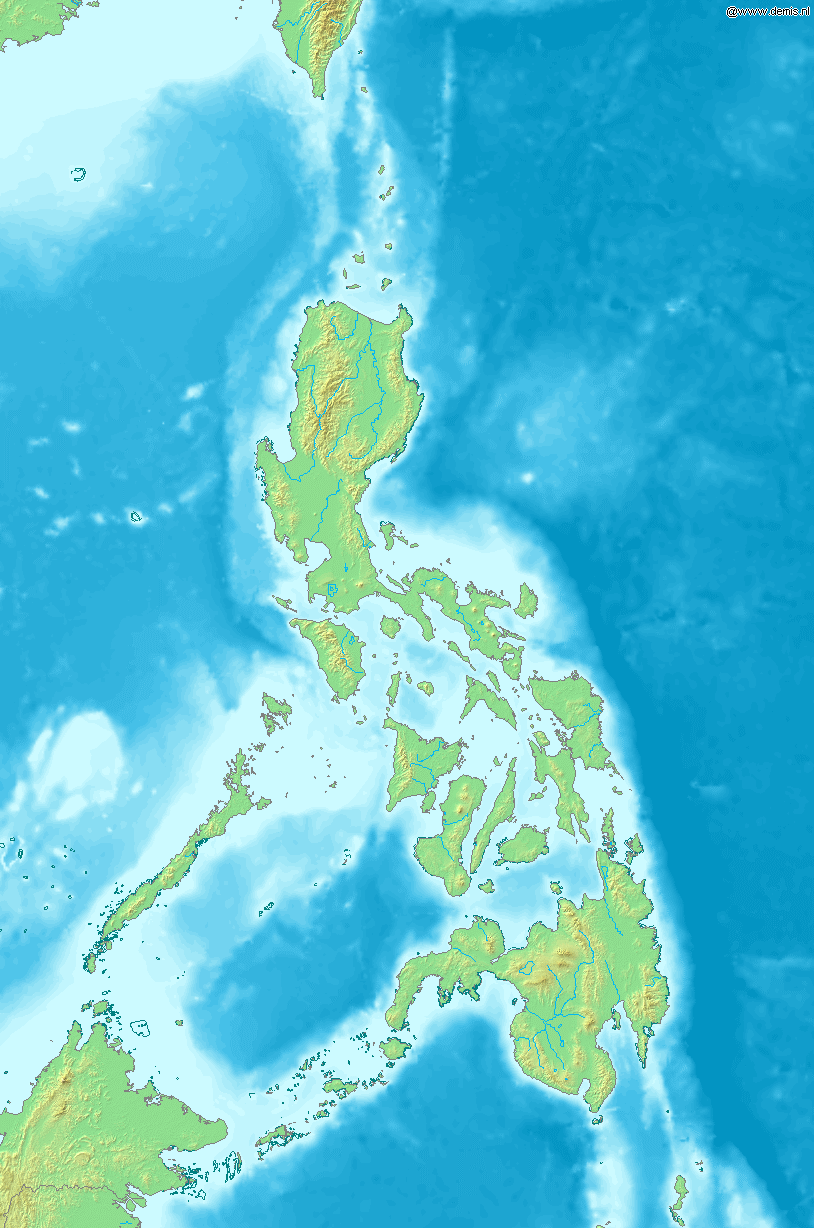
Mapa físico de Filipinas.

Filipinas es un archipiélago de 7107 islas, con una superficie total de aproximadamente 300 000 km² —incluidos los cuerpos de agua interiores—. Sus 36 289 km de litoral lo convierten en el quinto país con la mayor longitud de costa en el mundo. El territorio filipino se encuentra ubicado entre las coordenadas 116°40′E, 126°34′E y 4°40′N, 21°10′N. Limita con el mar de Filipinas al este, el mar de China Meridional (o mar de Filipinas Occidental) al oeste y al sur con el mar de Célebes. La isla de Borneo está situada a solo unos cientos de kilómetros al sudoeste y la isla de Taiwán se encuentra directamente al norte. Las Molucas y Sulawesi se encuentran en el suroeste y Palaos está ubicado al este de las islas.
La mayoría de las islas son montañosas, están cubiertas de una densa selva tropical y son de origen volcánico. La montaña más alta es el monte Apo, con una altitud de 2954 m s. n. m. y está situada en la isla de Mindanao. La depresión de Galathea en la fosa de Filipinas es el punto más bajo en el territorio nacional, y el tercero más profundo en el mundo, ubicado en el fondo del mar de Filipinas. Asimismo, el río más largo es el Cagayán, en el norte de Luzón. La bahía de Manila, donde se encuentra la ciudad homónima, está conectada a la laguna de Bay —el lago más grande de Filipinas— por el río Pásig. Las cuencas hidrográficas más importantes del país son las del río Pulangi y Agusan en Mindanao y el Cagayán y el Pampanga en Luzón. La bahía Subic, el golfo de Dávao y el golfo Moro son otras de las bahías más importantes. El estrecho de San Juanico separa las islas de Samar y Leyte, aunque se encuentran conectadas gracias al puente de San Juanico.
Situado en la periferia occidental del cinturón de fuego del Pacífico, el territorio experimenta una actividad sísmica y volcánica frecuente. La meseta Benham, al este en el mar de Filipinas, es una región submarina con una actividad de subducción tectónica muy alta. Diariamente se registran alrededor de 20 sismos, aunque la mayoría son demasiado débiles para sentirse; el último terremoto importante registrado fue el terremoto de Luzón de 1990. De igual manera, hay muchos volcanes activos en el archipiélago, como el monte Mayón, el monte Pinatubo y el volcán Taal. La erupción del monte Pinatubo en junio de 1991 produjo la erupción terrestre más grande del siglo XX. No obstante, no todos los accidentes geográficos notables tienen un origen tan violento o destructivo: ejemplo del legado de la actividad geológica es el río subterráneo de Puerto Princesa.

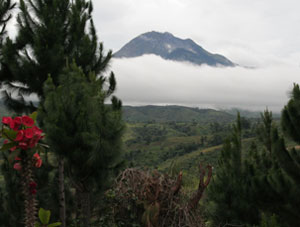
El monte Apo es la montaña más alta de Filipinas.

Los depósitos minerales son abundantes debido a la naturaleza volcánica de las islas. Se estima que Filipinas tiene el segundo depósito de oro más importante después de Sudáfrica y uno de los yacimientos de cobre más grandes en el mundo. El subsuelo también es rico en zinc, cromo y níquel. A pesar de ello, la mala gestión, la alta densidad de población y la conciencia ambiental han provocado que estos queden en gran medida sin explotar. A diferencia de lo anterior, la energía geotérmica es uno de los productos de la actividad volcánica que el país ha aprovechado con más éxito. Filipinas es el segundo productor de energía geotérmica en el mundo, detrás de Estados Unidos, ya que cubre el 18 % de la demanda de electricidad nacional.
Al sur de Filipinas pasa la línea de Wallace, el límite biogeográfico que separa las regiones de Asia y Oceanía a través de Insulindia. La fauna, y en menor medida la flora, son distintas a cada lado, pese a la proximidad geográfica y la relativa similitud climática, reflejando historias evolutivas separadas. La línea transcurre entre las islas de Bali y Lombok, al este de Java; continúa entre la isla de Borneo, que deja al oeste, y las Célebes y pasa al sur de Filipinas.

### Clima

Climograma de Manila, Filipinas.

Filipinas tiene un clima tropical marítimo que suele ser cálido y húmedo. Se distinguen tres estaciones: tag-init o tag-araw, la estación cálida seca desde marzo a mayo; tag-ulan, la temporada de lluvias de junio a noviembre; y tag-lamig, la estación templada seca de diciembre a febrero. El monzón del suroeste —de mayo a octubre— es conocido como el Habagat y los vientos secos del monzón del noreste —de noviembre a abril—, como el Amihan. Las temperaturas oscilan normalmente entre 21 °C a 32 °C, aunque pueden ser más frías o cálidas dependiendo de la estación; el mes más templado es enero y el más cálido es mayo.
La temperatura media anual es de alrededor de 26,6 °C. Al examinar las temperaturas, la ubicación en términos de latitud y longitud no es un factor importante. Ya sea en el extremo norte, sur, al este o al oeste del país, las temperaturas a nivel del mar tienden a estar en el mismo rango. Generalmente, es la altitud la que tiene más impacto. La temperatura media anual de Baguio, localizada a una altitud de 1500 m s. n. m., es de 18,3 °C, lo que la convierte en un destino popular durante los veranos calurosos.
Al estar ubicadas en una zona de ciclones tropicales, la mayoría de las islas experimenta lluvias torrenciales y tormentas eléctricas desde julio a octubre, debido a que en promedio unos diecinueve ciclones entran en el territorio filipino, y entre ocho o nueve de ellos tocan tierra en el archipiélago. La precipitación anual media es de hasta 5000 mm en la sección montañosa de la costa este, pero menos de 1000 mm en algunos de los valles bajos. El ciclón tropical más lluvioso que impactó el país fue el tifón de julio de 1911, que descargó más de 1168 mm de lluvia en solo 24 horas en la ciudad de Baguio. Desde entonces, en tagalo se utiliza el término bagyo para referirse a un ciclón tropical.

### Flora y fauna

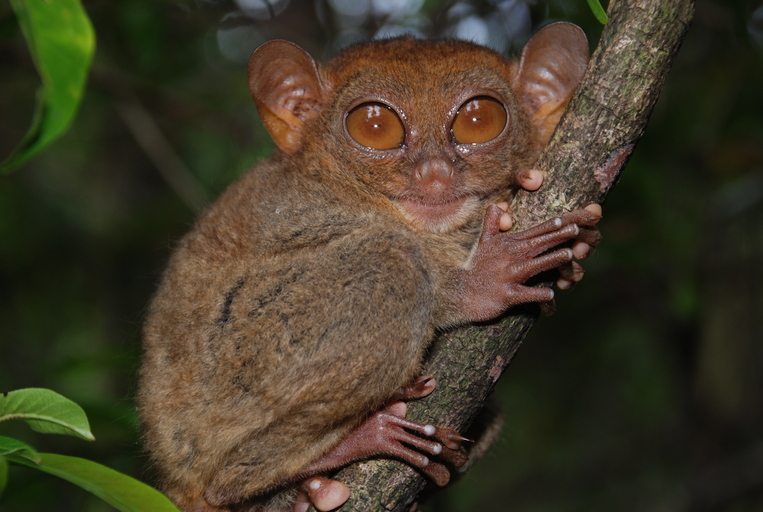
El tarsero filipino es uno de los primates más pequeños del mundo.

Las selvas y las extensas costas son el hogar de una amplia gama de aves, plantas, animales y criaturas marinas. Filipinas es uno de los diez países con mayor diversidad biológica, con uno de los índices más altos de biodiversidad por unidad de superficie —hasta 1736 especies por cada 100 km²—. Se pueden encontrar alrededor de 1100 especies de vertebrados terrestres, incluyendo más de 100 especies de mamíferos y 170 especies de aves que se cree que no existen en otro lugar. Entre las especies endémicas destacan el tamarao de Mindoro, el venado manchado de Bisayas, el ciervo-ratón filipino, el jabalí de las Bisayas, el lémur volador filipino y varias especies de murciélagos.

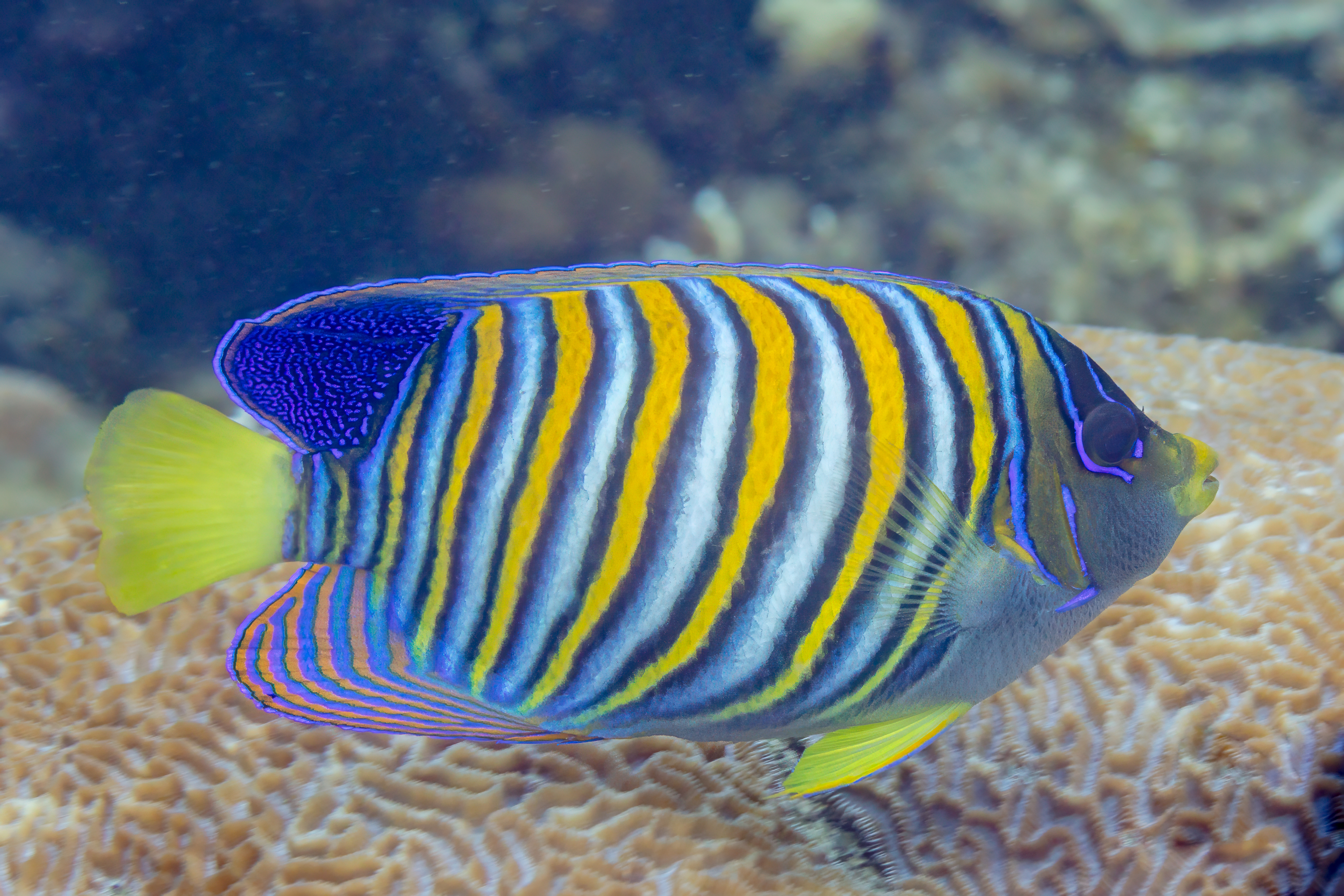
Pez ángel real (Pygoplites diacanthus), Anilao, Filipinas

Sin embargo, carece de grandes depredadores, con la excepción de las serpientes, como pitones y cobras, y algunas aves de presa, como el águila monera filipina, el ave nacional. Otros animales autóctonos incluyen la civeta de las palmeras, el dugón y el tarsero filipino. Con un estimado de 13 500 especies vegetales en el país —3200 de las cuales son exclusivas de las islas— las selvas filipinas cuentan con una flora abundante, incluyendo muchos tipos raros de orquídeas y rafflesias. La narra es considerada la madera dura más importante de la industria nacional. Gracias a su clima tropical, las plantas con flores son abundantes y se utilizan como ornamentos, para la fabricación de perfumes y como alimento. Entre estas destacan la ylang-ylang y la sampaguita, la flor nacional. Otros ejemplares vegetales notables incluyen las 54 especies de bambú que existen en todo el archipiélago; los cocoteros, que son la base de la economía de muchas localidades; los árboles de nipa, caoba y mabolo, cuya madera se explota para la construcción; los frutos de la nuez pili, el durián y los lansones; y las plantas carnívoras conocidas como copas de mono.

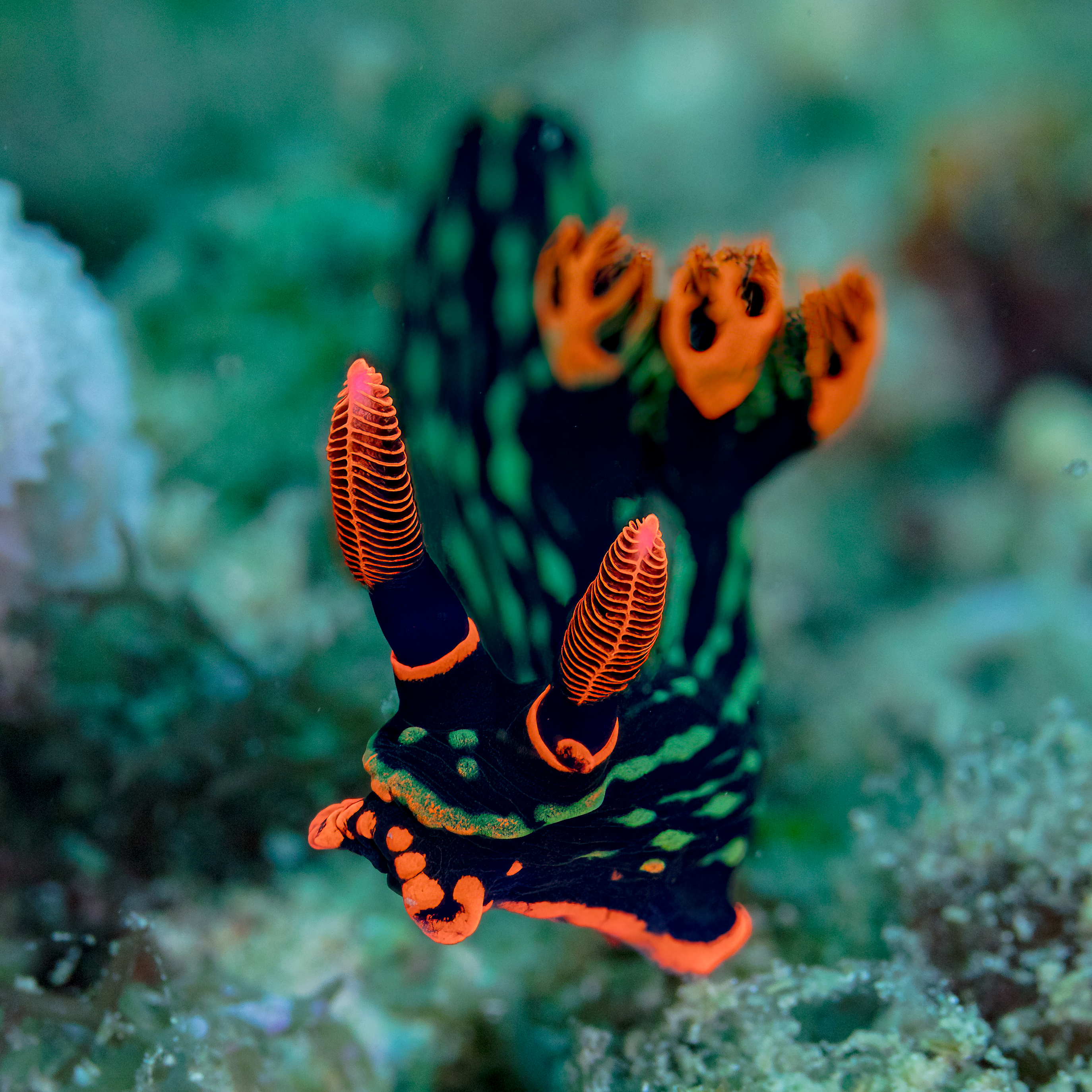
Babosa de mar (Nembrotha kubaryana) en aguas de Filipinas

Las aguas marítimas del país abarcan cerca de 2,2 millones de km² y albergan una vida marina única y diversa, que es una parte importante del triángulo de Coral. Aquí viven 2400 especies de peces y más de 500 especies de coral. El arrecife de Apo es el sistema de arrecifes de coral contiguos más grande del país y el segundo más grande del mundo. Las aguas filipinas también mantienen el cultivo de perlas, cangrejos y algas.
La deforestación, a menudo resultado de la tala ilegal, es un grave problema en Filipinas. La cubierta forestal disminuyó del 70 % de la superficie total del país en 1900, al 18,3 % en 1999. Muchas especies están en peligro de extinción y los científicos aseguran que el Sudeste Asiático, del que Filipinas forma parte, enfrenta una tasa de extinción catastrófica del 20 % al final del siglo XX. Según Conservation International, «el país es una de las pocas naciones que es, en su totalidad, una zona interactiva y un país de megadiversidad, lo que lo coloca entre las zonas de máxima prioridad para la conservación mundial».

## Economía
La economía de Filipinas está entre las cincuenta economías más poderosas del mundo, con un PIB nominal estimado en 348 mil millones de dólares para 2017. Las principales exportaciones son los semiconductores y productos electrónicos, equipos de transporte, ropa, productos de cobre, productos derivados del petróleo, aceite de coco y frutas. Asimismo, sus principales socios comerciales son Estados Unidos, Japón, China, Singapur, Corea del Sur, Países Bajos, Hong Kong, Alemania, Taiwán y Tailandia. Su moneda es el peso filipino (₱ o PHP). Filipinas es miembro del Banco Mundial, el Fondo Monetario Internacional, la Organización Mundial del Comercio (OMC), el Banco Asiático de Desarrollo (que tiene su sede en la ciudad de Mandaluyong), el Plan Colombo y el G-77, entre otros grupos e instituciones.

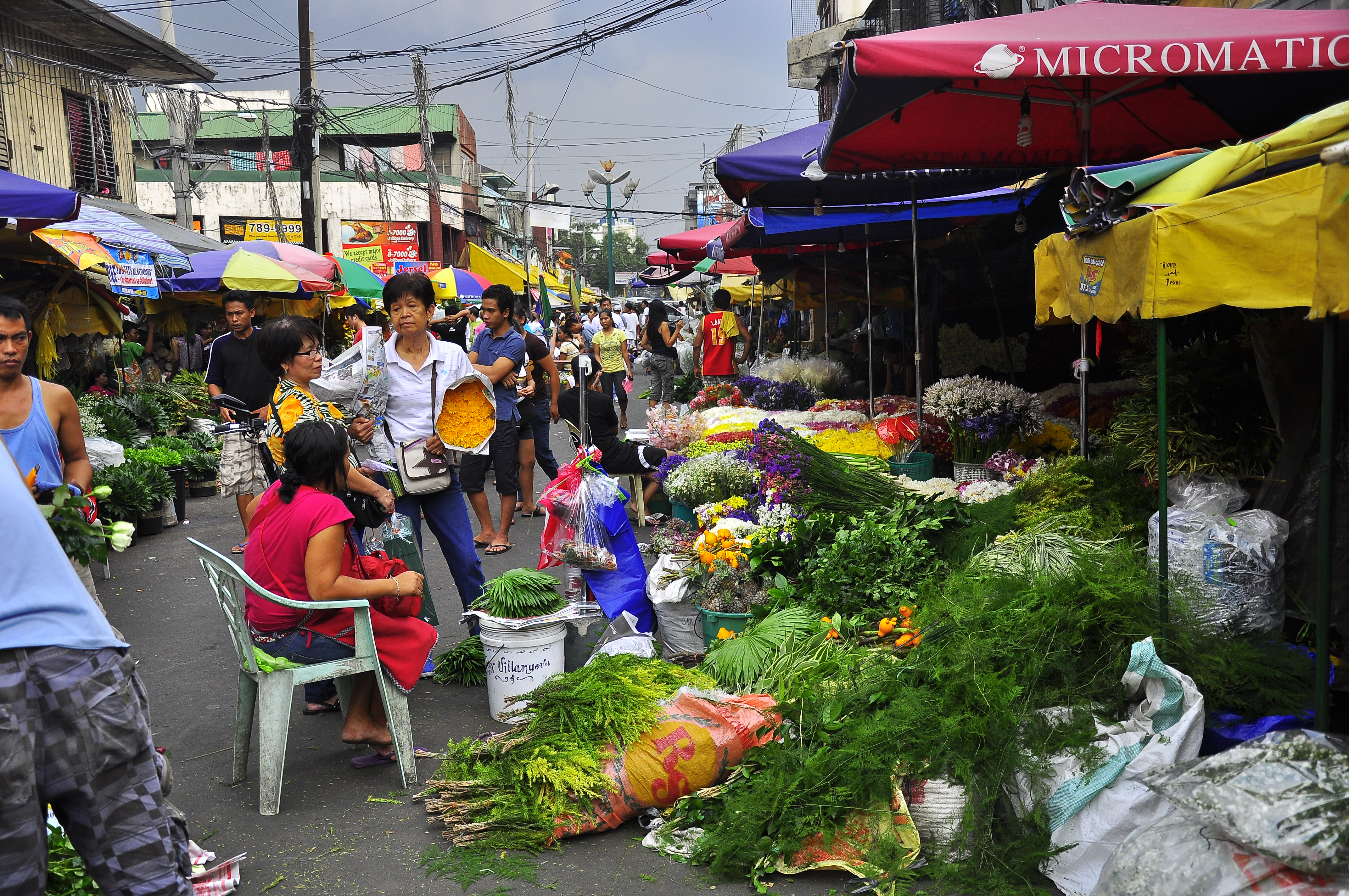
Mercado de flores en la capital.

Como un país recientemente industrializado, la economía filipina pasó de basarse en la agricultura a centrarse en los servicios y manufactura. De los 38,1 millones personas que integran la fuerza laboral del país, el sector agrícola emplea cerca del 45,2 %, pero contribuye con solo un 13,8 % del PIB. El sector industrial emplea alrededor de 15,2 % de la población activa y representa el 30 % del PIB. Por su lado, el 39,6 % de los trabajadores integran el sector de servicios, el cual es responsable del 56,2 % del PIB. En octubre de 2013, la tasa de desempleo ascendía a alrededor de 6,5 % y debido a la desaceleración económica mundial, en diciembre del mismo año la inflación alcanzó un nivel de 4,1 %. En febrero de 2010, las reservas internacionales brutas eran de 45 713 millones de dólares. En 2004, la deuda pública como porcentaje del PIB se estimaba en 74,2 %; en 2008, descendió al 56,9 %, mientras que la deuda externa bruta aumentó a 66 270 millones de dólares. En julio de 2011, la tasa de inflación se hallaba en un nivel de 5,1 %, mostrando un aumento de más de un punto porcentual en relación con el mismo mes de 2010.
Tras la Segunda Guerra Mundial, fue considerado como la segunda economía más rica de Asia Oriental, solo por detrás de la japonesa. Sin embargo, durante los años 1960 comenzó a verse superada. La economía se estancó bajo la dictadura de Ferdinand Marcos, a causa de la inestabilidad política y una mala administración económica por parte del régimen. El país sufrió un lento crecimiento económico y temporadas de recesión. No fue hasta la década de 1990 cuando la economía empezó a recuperarse, debido según diversos analistas, a un programa de liberalización económica.

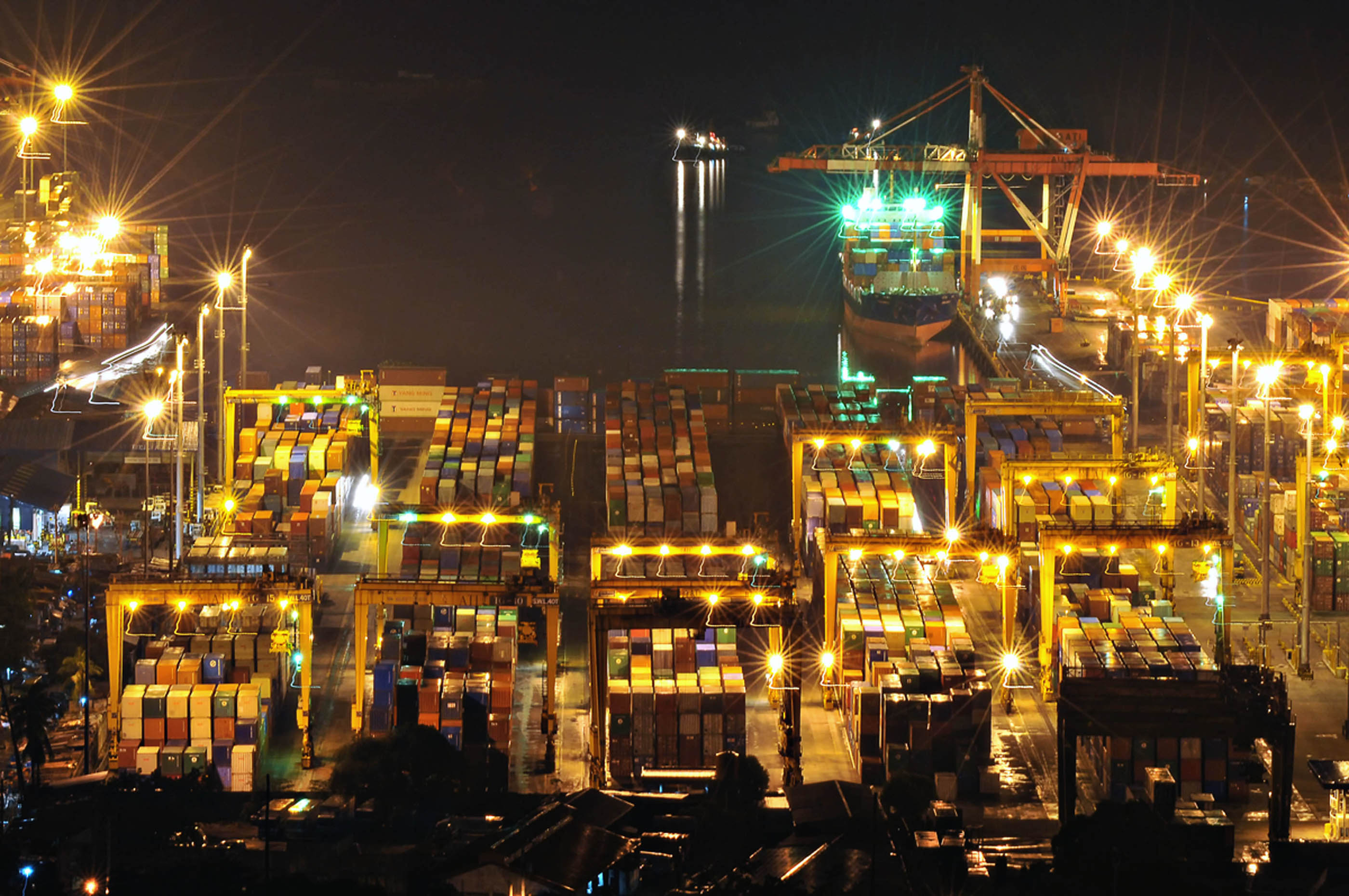
El puerto de Manila es el principal centro portuario de las islas.

En 1997, la crisis financiera asiática afectó a su economía, resultando en una continua devaluación de la moneda nacional y varias caídas en el mercado de valores. No obstante, sus efectos en Filipinas no resultaron tan graves como para algunos de sus vecinos asiáticos. Esto sucedió en gran parte por el conservadurismo fiscal del gobierno, como resultado de décadas de monitoreo y supervisión fiscal del Fondo Monetario Internacional (FMI), en comparación con el gasto masivo de sus vecinos por una aceleración rápida de su crecimiento económico. Desde entonces, Filipinas ha tenido indicios de progreso. En 2004, la economía experimentó un crecimiento del 6,4 % del PIB y del 7,1 en 2007, su ritmo de crecimiento más rápido en tres décadas. Sin embargo, el crecimiento promedio anual del PIB per cápita para el período 1966–2007 fue de 1,45 % en comparación con el promedio de 5,96 % para Asia Oriental y el Pacífico en general, además de que los ingresos diarios del 22,6 % de la población filipina siguen siendo inferiores a 1,25 dólares. A pesar de disfrutar de un crecimiento económico estable durante la primera década del siglo XXI, para 2010, la economía del país era más pequeña que la de sus vecinos del Sudeste Asiático —Indonesia, Tailandia, Malasia y Singapur— en términos de PIB y PIB nominal per cápita.
Existen otros desequilibrios y desafíos en Filipinas. La economía es muy dependiente de las remesas, que superan a la inversión extranjera directa como fuente de divisas. El desarrollo regional es desigual, ya que Luzón —en particular la Gran Manila— acapara gran parte del crecimiento económico a costa de otras regiones, si bien, el gobierno ha tomado medidas para distribuir el crecimiento económico mediante la promoción de inversiones en otras áreas del país. A pesar de las limitaciones, los servicios como el turismo y el Business Process Outsourcing han sido identificados como algunas de las mejores áreas de oportunidades para el crecimiento del país. Goldman Sachs incluyó al país en su lista de las economías de los «Próximos once», aunque China y la India han surgido como sus principales competidores económicos en la región.
Según el Índice mundial de innovación, a cargo de la Organización Mundial de la Propiedad Intelectual, en 2024, Filipinas se ubicó en lugar 53 en innovación entre 133 países del mundo; mientras que en 2023, ocupó el lugar 56 y el lugar 59, en 2022.

### Turismo

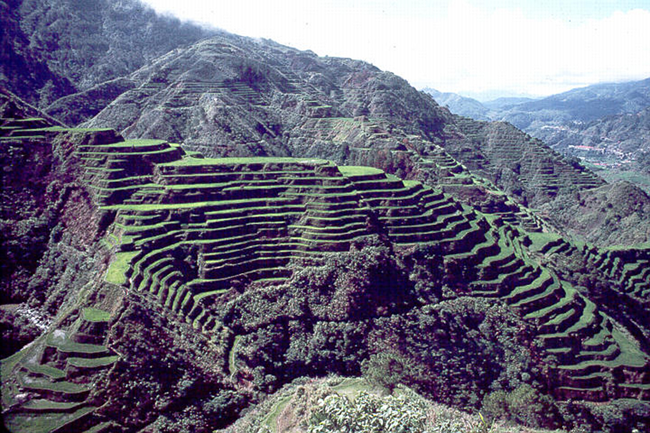
Las terrazas de arroz de las Cordilleras Filipinas fueron nombradas Patrimonio de la Humanidad por la Unesco.

Gracias a sus condiciones geográficas y a la biodiversidad existente en el archipiélago, Filipinas cuenta con múltiples parques naturales que sirven como su principal atractivo turístico. La industria del turismo comenzó a desarrollarse desde la década de 1970. Sin embargo, debido a los conflictos existentes en el país, no fue sino hasta finales del siguiente decenio el turismo que comenzó a formar parte importante del desarrollo económico local. Desde entonces, el turismo se encuentra en constante crecimiento, y se estima que para 2016 generará más de 7,4 millones de empleos, 18,8 % de la fuerza de trabajo, y aportará entre 8 y 9 % del PIB nacional.
En 2012, 4 272 811 turistas extranjeros visitaron Filipinas, casi 10 % más que el año anterior. La mayor parte de estos provenían de Corea del Sur (24,1 %), Estados Unidos (15,2 %), Japón (9,6 %), China (5,8 %) y Taiwán (5 %). Entre los principales destinos turísticos se encuentran: Manila, principalmente la parte antigua de la ciudad; Boracay, nombrada la mejor isla del mundo por la revista Travel + Leisure, la Isla de Corón, famosa por los naufragios japoneses de la Segunda Guerra Mundial y el buceo; el río subterráneo de Puerto Princesa, declarado como una de las siete maravillas de la naturaleza; las terrazas de arroz de las Cordilleras Filipinas, declaradas Patrimonio de la Humanidad por la Unesco; Vigan, otro sitio Patrimonio de la Humanidad caracterizado por su arquitectura virreinal; los festivales de las ciudades de Cebú y Dávao, entre muchos otros.

## Infraestructura

### Energía

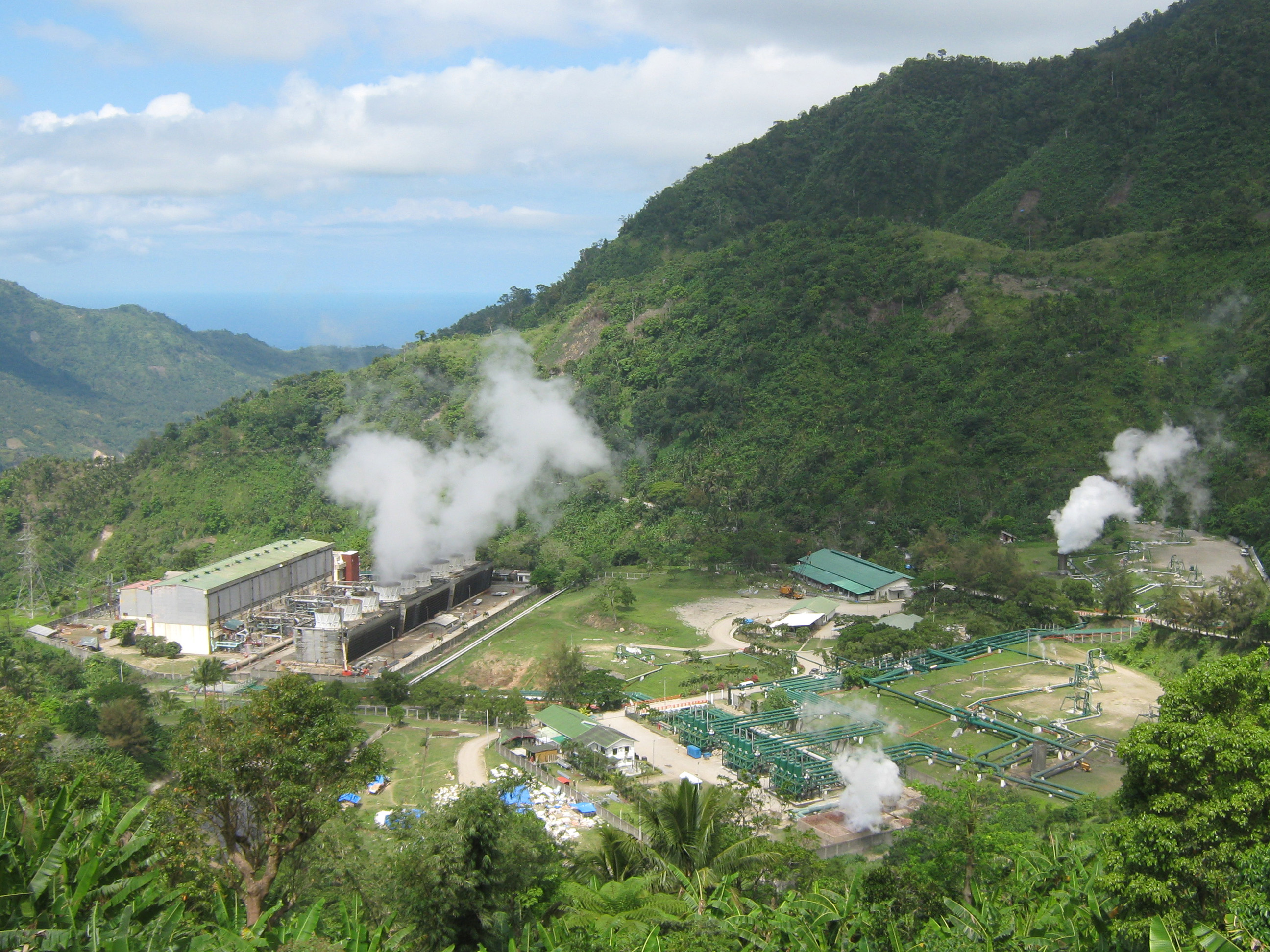
Central geotérmica de Puhagan.

Muchos analistas aseguran que gracias a su situación geográfica, Filipinas cuenta con un potencial de recursos energéticos enorme. Sin embargo, la mayor parte de las fuentes de energía renovables siguen sin utilizarse debido a la falta de recursos económicos y de infraestructura para su aprovechamiento. Por ejemplo, se estima que el país podría producir 35 000 MW si utilizara todo el potencial geotérmico que existe en su territorio. En 2010, de los 51 300 millones de kWh de energía eléctrica que se consumió en el país, 66,1 % provenía de combustibles fósiles, 21,1 % de plantas hidroeléctricas y solo el 12,8 % de otras fuentes de energía renovable. No existen centrales nucleares en Filipinas.
En la década de 1970 el gobierno autorizó la búsqueda de yacimientos petrolíferos en la zona de Sulú y Palawan, y para 1979 comenzó la explotación comercial de los campos descubiertos. En 2010 produjo cerca de 26 640 barriles de petróleo por día, junto con 2860 millones de m³ de gas natural. Además, los suelos filipinos son ricos en minerales como: cobre, cromo, oro y níquel, y existen pequeños depósitos de cadmio, hierro, plomo, manganeso, mercurio, molibdeno y plata.

### Transporte

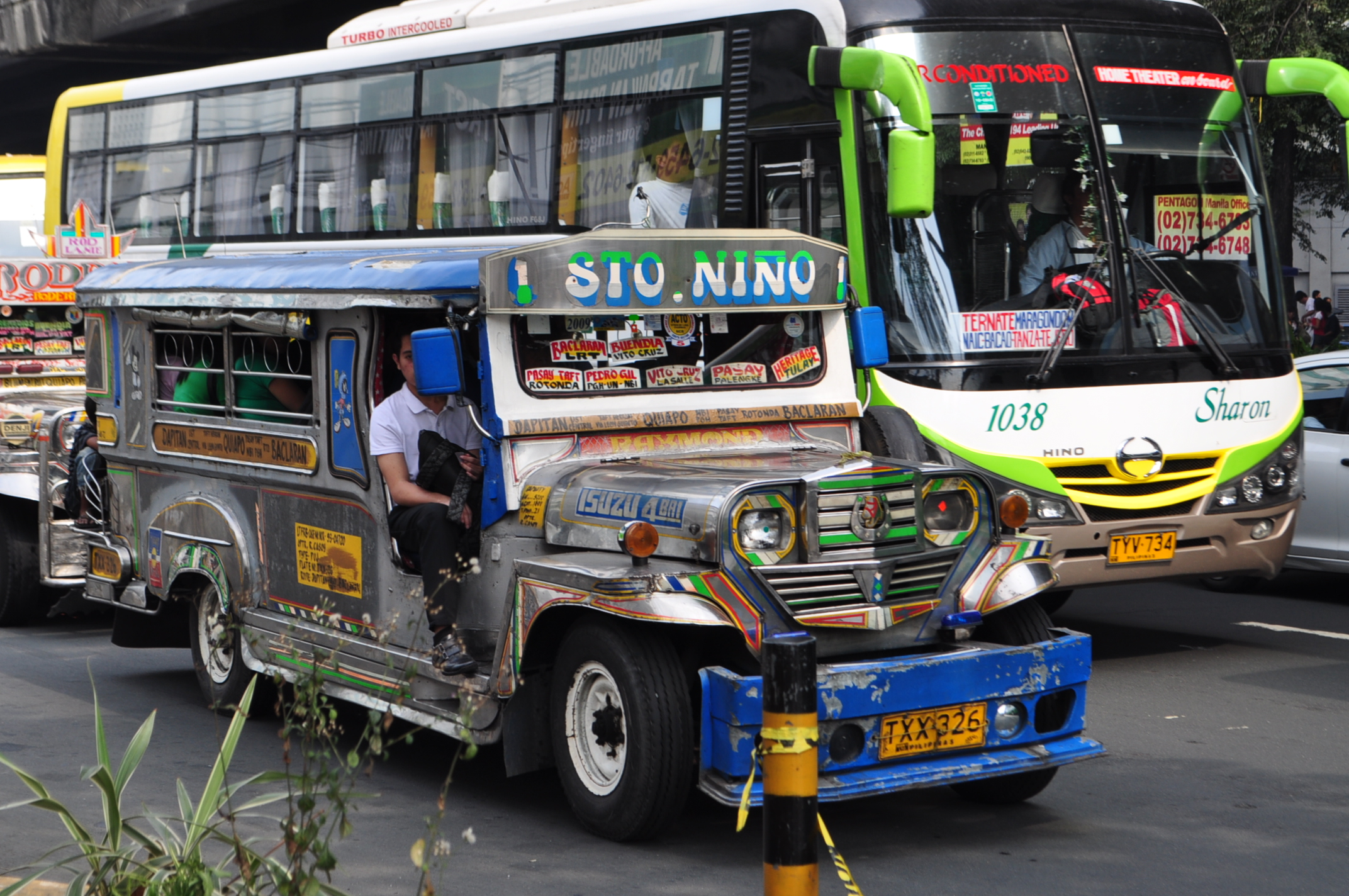
El jeepney y el autobús son dos de los transportes públicos más utilizados en Filipinas.

La infraestructura del transporte es relativamente subdesarrollada. En parte se debe al terreno montañoso y a la geografía dispersa de las islas, pero también es el resultado de la poca inversión del gobierno. En 2003, solo el 3,6 % del PIB fue destinado al desarrollo de infraestructuras, porcentaje que fue significativamente menor que el de algunos de sus vecinos. En consecuencia, si bien hay 203 025 km de carreteras, solo alrededor del 20 % del total está pavimentado.
Existen muchas formas de desplazarse, especialmente en las zonas urbanas. Los autobuses, jeepneys, taxis y los vehículos motorizados de tres ruedas están disponibles en las principales ciudades. En 2007 había aproximadamente 5,53 millones de vehículos de motor registrados, con un aumento anual promedio del 4,55 %. También hay tres redes de ferrocarril que sirven para comunicar las diferentes áreas de la Gran Manila y otras partes de Luzón: el Metro de Manila (LRT), el Sistema de Tránsito Ferrocarril de la Gran Manila (MRT) y los Ferrocarriles Nacionales de Filipinas (PNR).
Como es un archipiélago, a menudo es necesario realizar viajes interinsulares en embarcaciones. Los puertos más activos son los de Iloílo, Manila, Cebú, Dávao, Cagayán de Oro y Zamboanga. Los barcos con pasajeros y otras embarcaciones, como los operados por Superferry, Negros Navigation y Sulpicio Lines, conectan Manila con diversas ciudades y pueblos. En 2003 se estableció la Autopista Náutica Fuerte de la República (SRNH), un conjunto de segmentos de carreteras y rutas de ferry que abarcan 919 km y conectan 17 ciudades. Algunos ríos que pasan por áreas metropolitanas, como el río Pasig y el Marikina, cuentan con servicio de transbordadores para pasajeros. Este servicio por el río Pasig tiene numerosas paradas en Manila, Makati, Mandaluyong, Pásig y Marikina. Existen otros 3219 km de vías navegables en el interior del país.
Hay 85 aeropuertos públicos en el país, y alrededor de 111 más que son privados. El Aeropuerto Internacional Ninoy Aquino (NAIA) es el principal aeropuerto internacional. Otros aeropuertos importantes son el Aeropuerto Internacional Diosdado Macapagal, Aeropuerto Internacional de Mactan-Cebú, el Aeropuerto Internacional Francisco Bangoy y el Aeropuerto Internacional de Zamboanga. Philippine Airlines, la aerolínea comercial más antigua de Asia que sigue funcionando bajo su nombre original, y Cebu Pacific, la principal aerolínea de bajo coste, son las principales compañías aéreas del país y las que ofrecen mayor número de destinos nacionales e internacionales.

### Medios de comunicación

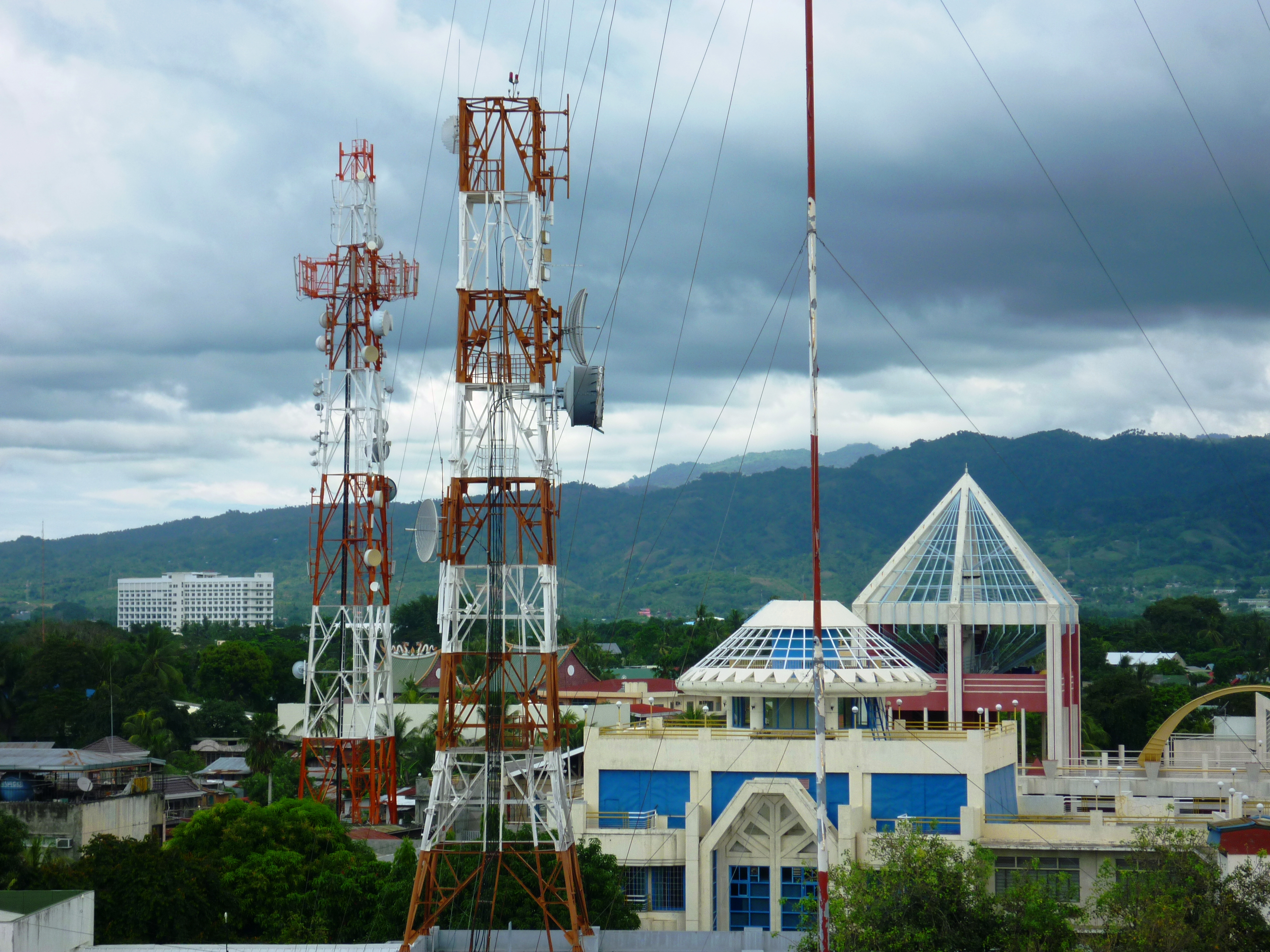
Torres de comunicaciones en Zamboanga.

Filipinas tiene una industria de telefonía móvil sofisticada y una alta concentración de usuarios. En 2008 había cerca de 67,9 millones de suscriptores de teléfono móvil en el país. Los mensajes de texto son una forma popular de comunicación y han fomentado una cultura de saludos rápidos y bromas reenviadas entre los filipinos. En 2007, la nación envió un promedio de mil millones de mensajes SMS al día. Aparte de este número creciente de usuarios de mensajes de texto, más de cinco millones utilizan su teléfono como monedero virtual, lo que hace al país líder entre las naciones en desarrollo en la prestación de servicios financieros a través de redes de telefonía móvil.
La Compañía Filipina de Telefonía de Larga Distancia, conocida como PLDT, es el principal proveedor de telecomunicaciones, además de ser la mayor empresa del país. Sus subsidiarias, Smart Communications y Piltel, junto con el Globe Telecom del grupo Ayala, BayanTel y Sun Cellular son los proveedores de servicio de telefonía móvil más importantes en el territorio nacional.
Hay aproximadamente 398 estaciones de radio AM y 837 FM, 87 canales de televisión abierta y 1804 de televisión por cable. Las estimaciones para la penetración de Internet en Filipinas varían ampliamente, desde un mínimo de 5,1 millones a un máximo de 24 millones de personas. Las redes sociales y los sitios web de vídeos se encuentran entre los más visitados por los usuarios filipinos.

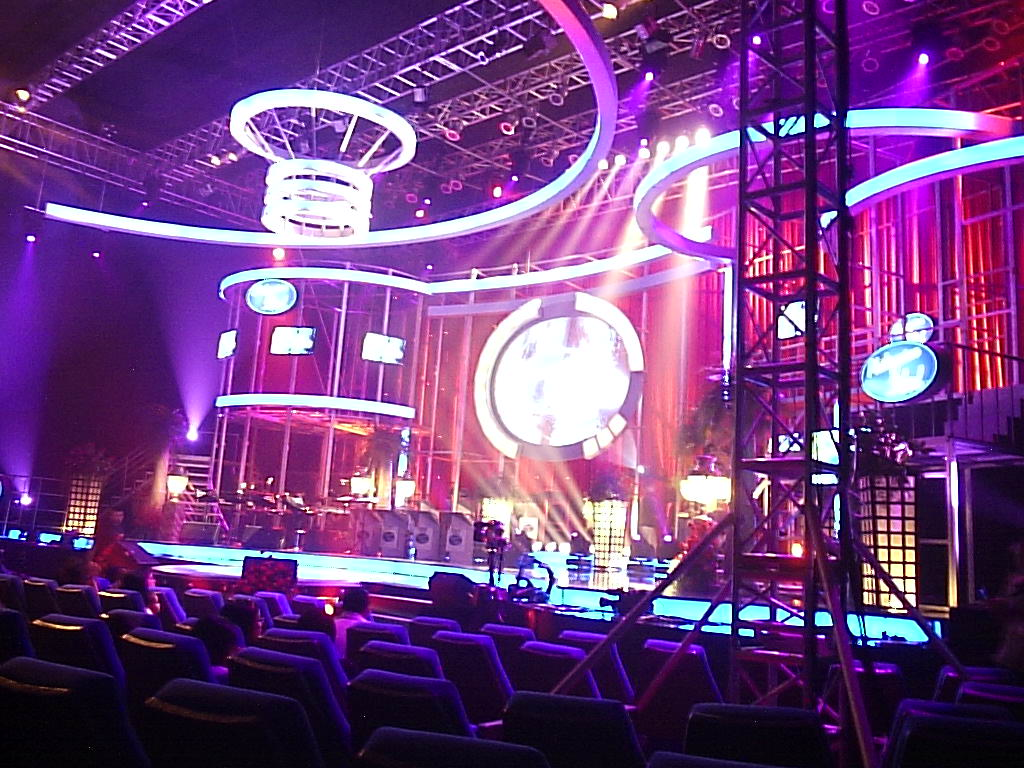
Escenario de Philippine Idol. Las adaptaciones de programas populares de televisión en occidente han tenido éxito entre el público filipino.

Los medios de comunicación filipinos utilizan principalmente el idioma filipino y el inglés para sus transmisiones. Algunos también utilizan otros idiomas locales, especialmente en la radio, debido a su habilidad para llegar hasta las poblaciones rurales más remotas, que de lo contrario no contarían con ningún otro tipo de medio de comunicación. Las redes de televisión dominantes, ABS-CBN y GMA Network, también tienen una amplia presencia en la radio.
Algunos diarios de Filipinas son Manila Bulletin, The Daily Tribune, Cebu Daily News, entre otros.
La industria del entretenimiento es muy activa, y nutre periódicos y tabloides con un suministro interminable de detalles sobre celebridades y escándalos sensacionalistas. Como en otros países, las series de drama y fantasía son superados por programas de telenovelas hispanas, asianovelas y anime. La televisión diurna está dominada por talk shows —como Eat Bulaga, Showtime y Happy, Yipee, Yehey—, programas de variedades y concursos.

## Demografía

Crecimiento demográfico de la población filipina.

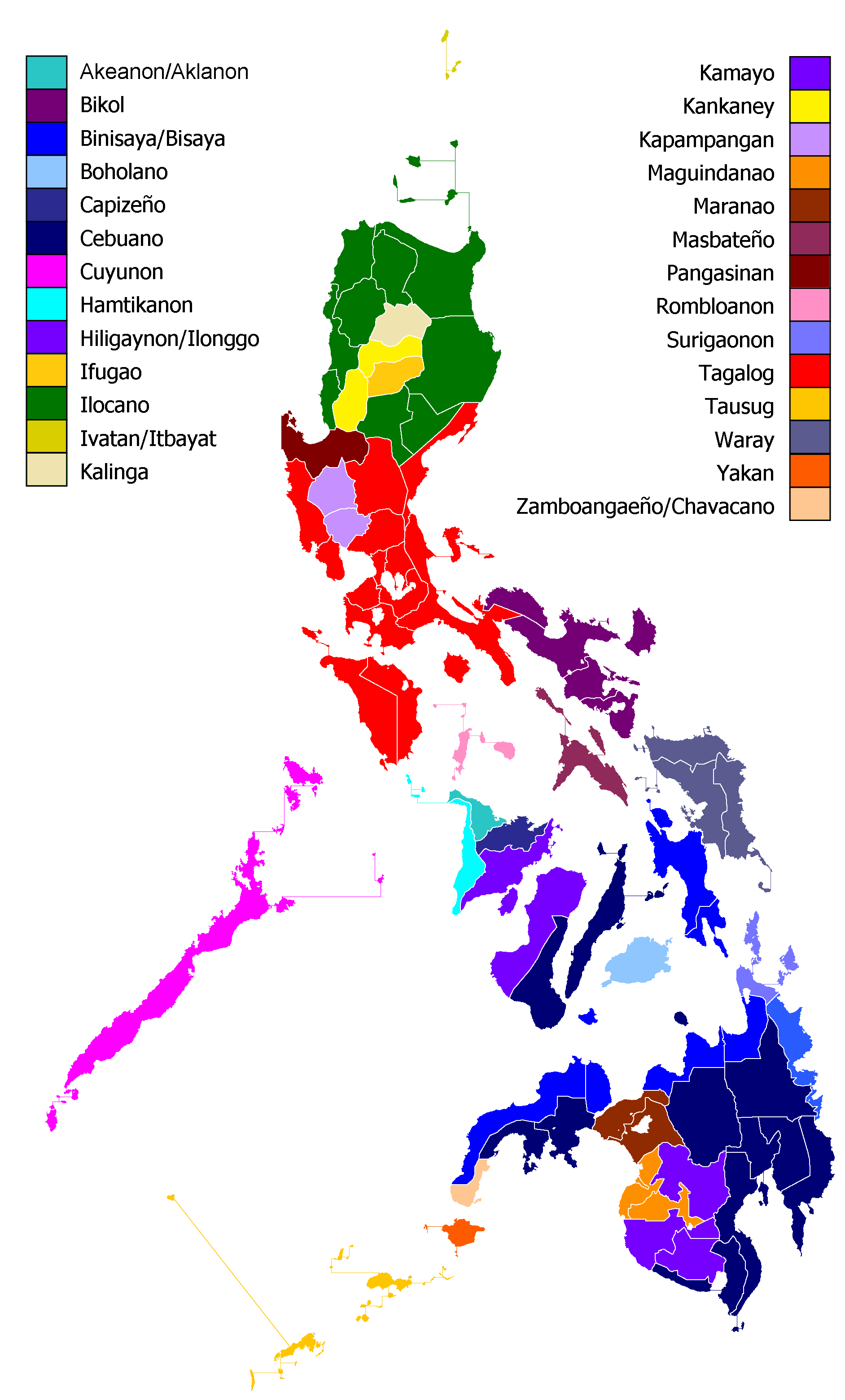
Mapa etnolingüístico de Filipinas.

El primer censo oficial se llevó a cabo en 1877 y registró una población de 5 567 685 habitantes. Para 2010, Filipinas se convirtió en la 12.ª nación más poblada del mundo, con una población que rebasa los 92 millones. La tasa de crecimiento demográfico entre 1995 y 2000 fue del 3,21 %, y disminuyó a un 1,95 % para el período 2005-2010; sin embargo, este índice aún sigue siendo un tema de debate. La edad promedio de la población es de 22,7 años y el 60,9 % de los filipinos tienen entre 15 y 64 años. La esperanza de vida al nacer es de 71,38 años; 74,45 para las mujeres y 68,45 años para los hombres.
Hay unos 11 millones de filipinos viviendo en el extranjero. Desde la liberalización de las leyes de inmigración de Estados Unidos en 1965, el número de personas en ese país con ascendencia filipina creció de manera importante: para 2007, había entre 3 y 4 millones de estadounidenses de origen filipino. Según la Oficina del Censo de Estados Unidos, los inmigrantes procedentes de Filipinas componen el segundo grupo más grande de personas que buscan la reunificación familiar, solo después de los inmigrantes mexicanos. Unos dos millones de filipinos trabajan en Oriente Medio; casi la mitad de ellos se encuentra en Arabia Saudita, y hay también un importante flujo migratorio hacia España, país en donde los emigrantes filipinos pueden adquirir la nacionalidad residiendo dos años gracias a los tratados de doble nacionalidad existentes entre ambos países.
Según datos de 2010, el 49 % de la población vivía en las ciudades. Las grandes ciudades se componen de varias localidades llamadas barangays, las cuales comprenden varios «sitios» o barrios. Seis de cada diez filipinos viven en un barangay, que generalmente cuenta con una escuela, uno o dos supermercados y una capilla o Iglesia católica. La creciente población urbana ha generado un choque entre los valores tradicionalistas de los habitantes del medio rural y las nuevas costumbres de la vida cotidiana. El índice de urbanización es del 2,3 %. Este ritmo rápido de urbanización es la razón por la que muchos de los inmigrantes viven en casas construidas con materiales poco resistentes, como cartón y láminas, sin los servicios básicos como electricidad, agua potable y drenaje.

### Grupos étnicos
Según el censo de 2010, el 24,4 % de los filipinos son tagalos, el 11,4 % bisayanos/binisayos, el 9,9 % cebuanos, el 8,8 % ilocanos, el 8,4 % hiligainones, el 6,8 % bícoles, el 4 % samareños, el 3 % pampangueños, el 2,5 % boholanos, el 2 % pangasinenses y el restante 18,8 % se clasifican como «otro». Esta clasificación general puede ser descompuesta para mostrar más grupos tribales como el moro, el ibanag y el ivatan. También existen varios pueblos indígenas, tales como los igorotes, los lumad, los mangyan, los bajau y las tribus de Palawan. Los negritos, como los aeta y ati, están considerados entre los primeros habitantes de las islas.
Los filipinos generalmente pertenecen a varios grupos étnicos asiáticos clasificados lingüísticamente como parte de la familia de lenguas austronesias y malayo-polinesias. Se cree que hace miles de años, los aborígenes de Taiwán emigraron a Filipinas trayendo con ellos los conocimientos de la agricultura y la vela oceánica, dando lugar al desplazamiento de los primeros grupos de negritos de las islas. Los grupos étnicos Manobo y Sama tienen una afinidad ancestral con los pueblos austroasiáticos Mlabri y Htin del sudeste asiático continental. La ascendencia del sur de Asia también se detectó entre los filipinos y alcanzó su punto máximo entre la gente de Dilaut. También se detectó una expansión hacia el oeste de la ascendencia de Papúa desde Papúa Nueva Guinea hasta el este de Indonesia y Mindanao entre los Blaan y Sangir.
Finalmente, los colonizadores chinos, españoles, latinoamericanos, indios, y estadounidenses procrearon con los diversos grupos étnicos que se habían desarrollado en las islas. Sus descendientes son conocidos como mestizos, de los cuales los filipinos chinos son los más numerosos, con dos millones chinos puros de personas y los mestizos chino-filipinos representan el 20 % de la población. Según una encuesta de muestras de cementerios, los filipinos europeos (principalmente españoles) constituyen el 7 % de la población filipina. Los iberoamericanos y sus mezclas, por otro lado, forman el 12,7% de la población. Otros grupos étnicos migrantes que se han asentado en el país son los árabes, británicos, otros europeos, indonesios, japoneses, coreanos y otros sudasiáticos.

### Idiomas
| Idiomas nativos (2000) | Idiomas nativos (2000) |
| ---------------------- | ---------------------- |
| Tagalo                 | 22 millones            |
| Cebuano                | 20 millones            |
| Ilocano                | 7,7 millones           |
| Hiligainón             | 7 millones             |
| Pampango               | 3,1 millones           |
| Criollo chabacano      | 1,2 millones           |

Ethnologue lista 175 idiomas diferentes en Filipinas, 171 de los cuales son lenguas vivas, mientras que cuatro ya no tienen ningún hablante conocido. Todos forman parte del grupo de lenguas malayo-polinesias de Borneo-Filipinas, que es en sí mismo una rama de la familia de lenguas austronesias, con la única excepción del chabacano, que es una lengua criolla basada en el español mexicano.
Según la Constitución de Filipinas de 1987, el filipino y el inglés son los idiomas oficiales. El filipino es una versión estándar de facto del tagalo, hablado en la Gran Manila y otras regiones urbanas. El filipino y el inglés se utilizan en el gobierno, la educación, la política, los medios de comunicación, las imprentas y en los negocios. La Constitución designa a las lenguas regionales, tales como el bicolano central, cebuano, ilocano, hiligainón, pampango, pangasinense, tagalo y samareño, como idiomas oficiales auxiliares. Además estipula que el español y el árabe deben promoverse de manera voluntaria y opcional. También existen otros dialectos que tienen relevancia y validez regional.
Actualmente hay alrededor de 400.000 hablantes de español en Filipinas, lo cual supone cerca del 0,5 % del total de la población. Sin embargo, el Instituto Cervantes de Manila detalla que por motivos económicos relacionados con la globalización el interés por estudiar este idioma está en aumento. Asimismo, la sede de dicho instituto en la capital filipina es una de las que más estudiantes tiene.
El español fue utilizado para redactar la Declaración de Independencia de Aguinaldo, la Constitución de Malolos de la Primera República de Filipinas en 1899 y la primera letra del himno nacional. José Rizal también desarrolló toda su obra en la lengua hispana. El cebuano, el tagalo entre otros idiomas vernáculos, mantienen su influencia del castellano.

### Religión

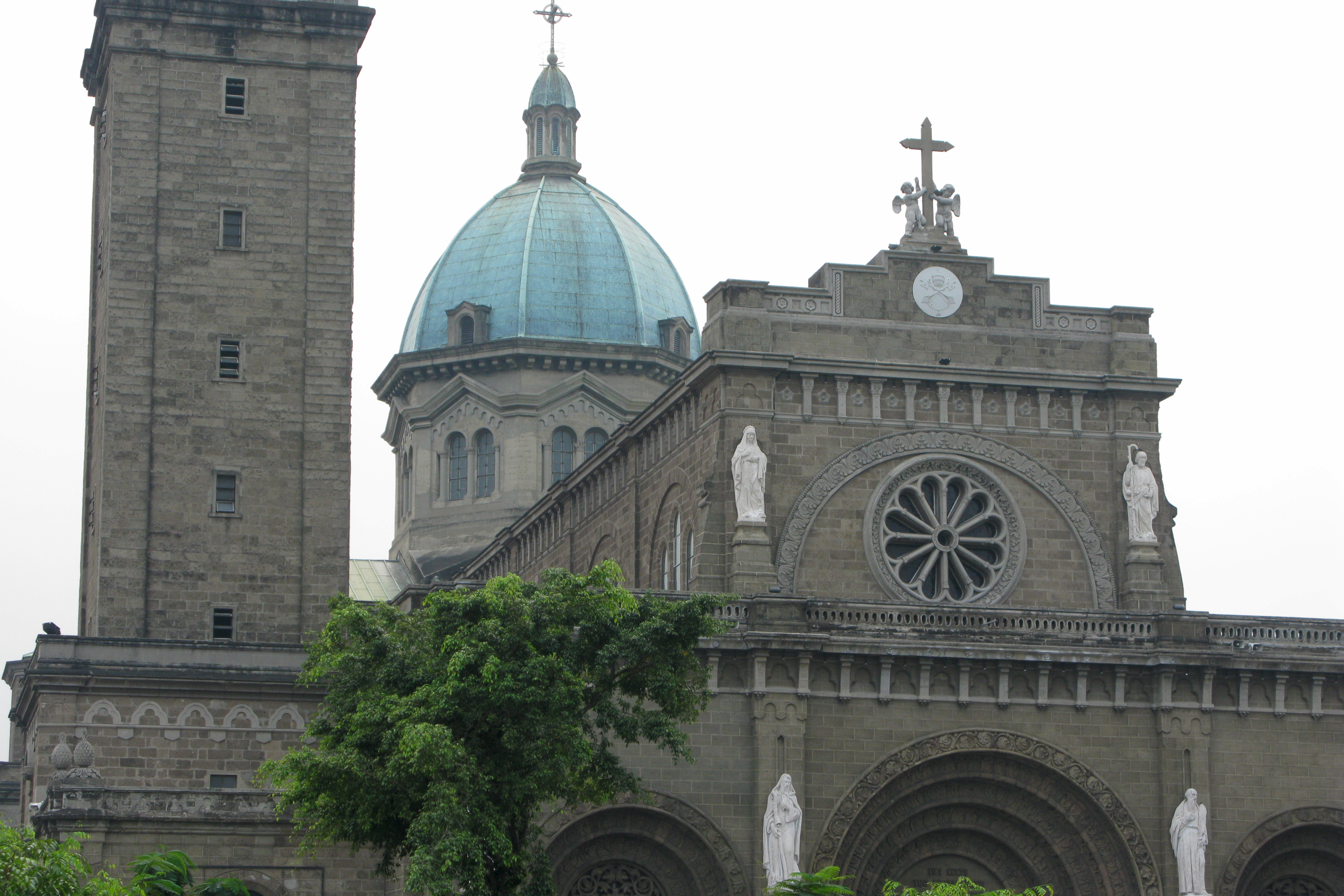
Catedral de Manila.

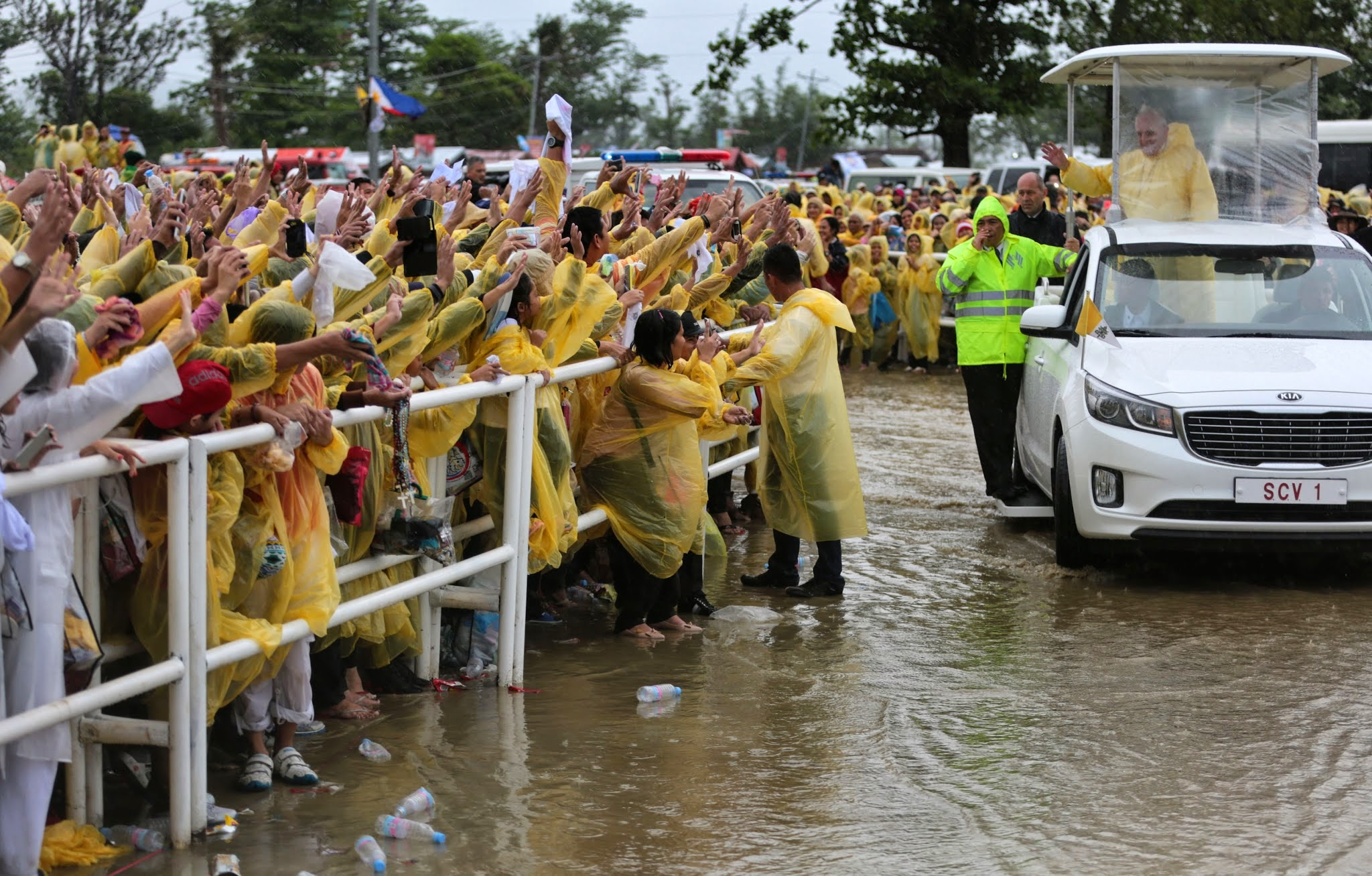
Visita del Papa Francisco a Filipinas en 2015.

Más del 90 % de la población es cristiana: el 80 % pertenece a la Iglesia católica, mientras que el 10 % pertenece a otras denominaciones cristianas, como la Iglesia filipina independiente, la Iglesia Adventista del Séptimo Día, la Iglesia ni Cristo, La Iglesia de Jesucristo de los Santos de los Últimos Días, la Iglesia Unida de Cristo, los Testigos de Jehová y la Iglesia ortodoxa. Filipinas es uno de los dos países asiáticos donde los católicos son mayoría (herencia de la colonización española), siendo el otro Timor Oriental (ex dominio portugués).
Entre 5 y 10 % de la población es musulmana, viviendo en su mayoría en las regiones de Mindanao, Palawan y Sulú, un área conocida como Bangsamoro o la «tierra de los Moros». Algunos de ellos han emigrado a las zonas urbanas y rurales en distintas partes del país. La mayoría de los filipinos musulmanes practican el sunismo de acuerdo con la escuela de Shafi'i.
Muchos grupos indígenas y tribales todavía practican varias religiones tradicionales, a menudo sincretizadas con el cristianismo y el islamismo. El animismo y el chamanismo siguen presentes como corrientes de otras religiones tradicionales, a través de la albularyo, la babaylan y la manghihilot. La religión tradicional china, el budismo y el taoísmo, son predominantes en las comunidades de esa etnia. El país también cuenta con un número importante de seguidores del bahaismo.

### Educación

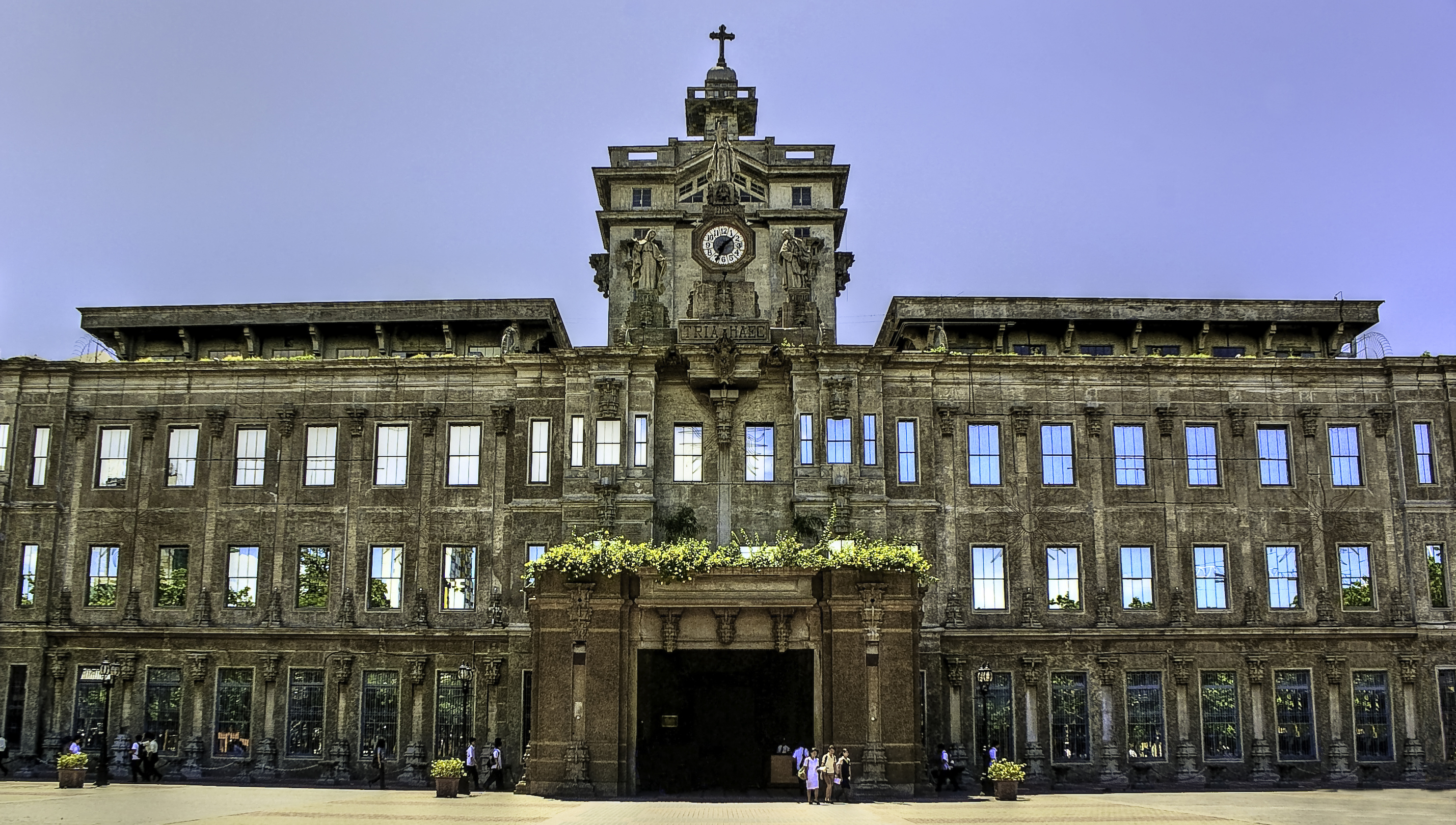
Fundada en 1611 por España, la Universidad de Santo Tomás es la más antigua que existe en Asia.

En 2008, la Oficina Nacional de Estadísticas reportó una tasa de alfabetización simple de 93,4 % y una tasa de alfabetización funcional de 86,4 %. Los valores son similares para hombres y mujeres. El gasto en educación es de alrededor del 2,5 % del PIB. De acuerdo con el departamento de educación (DepEd), en 2010 había 44 846 escuelas primarias y 10 384 secundarias registradas, mientras que la Comisión de Educación Superior (CHED) enlistó 1741 instituciones de educación superior, 203 de las cuales eran públicas y 1538 privadas. Las clases comienzan en junio y terminan en marzo, pero en la mayoría de las universidades se sigue un calendario semestral, desde junio a octubre y de noviembre a marzo. Además de las anteriores, hay varias escuelas extranjeras con sus propios planes de estudio. La Ley de la República N.º 9155 brinda el marco legal para la educación básica en Filipinas, y define la educación primaria y secundaria como obligatorias y gratuitas.
Varias agencias del gobierno están involucradas en la educación. El Departamento de Educación abarca la educación primaria, secundaria e informal; la Autoridad de Educación Técnica y el Desarrollo de Habilidades (TESDA) administra la formación postsecundaria y el nivel medio de educación; y la Comisión de Educación Superior (CHED) supervisa las universidades y programas académicos de posgrado, además de regular las normas para la impartición de la educación superior. En 2004 se incorporaron las madrazas en 16 regiones de todo el país, principalmente en las áreas musulmanas en Mindanao, bajo los auspicios y el programa del Departamento de Educación. Las universidades públicas son entidades no sectoriales y se clasifican como Colegios y Universidades Estatales (CUE) y Colegios y Universidades Locales (CUL). Los CUE son financiados por el Gobierno Nacional, según lo determinado por el Congreso. La Universidad de Filipinas es la universidad nacional y la más grande e importante de Filipinas.

### Sanidad

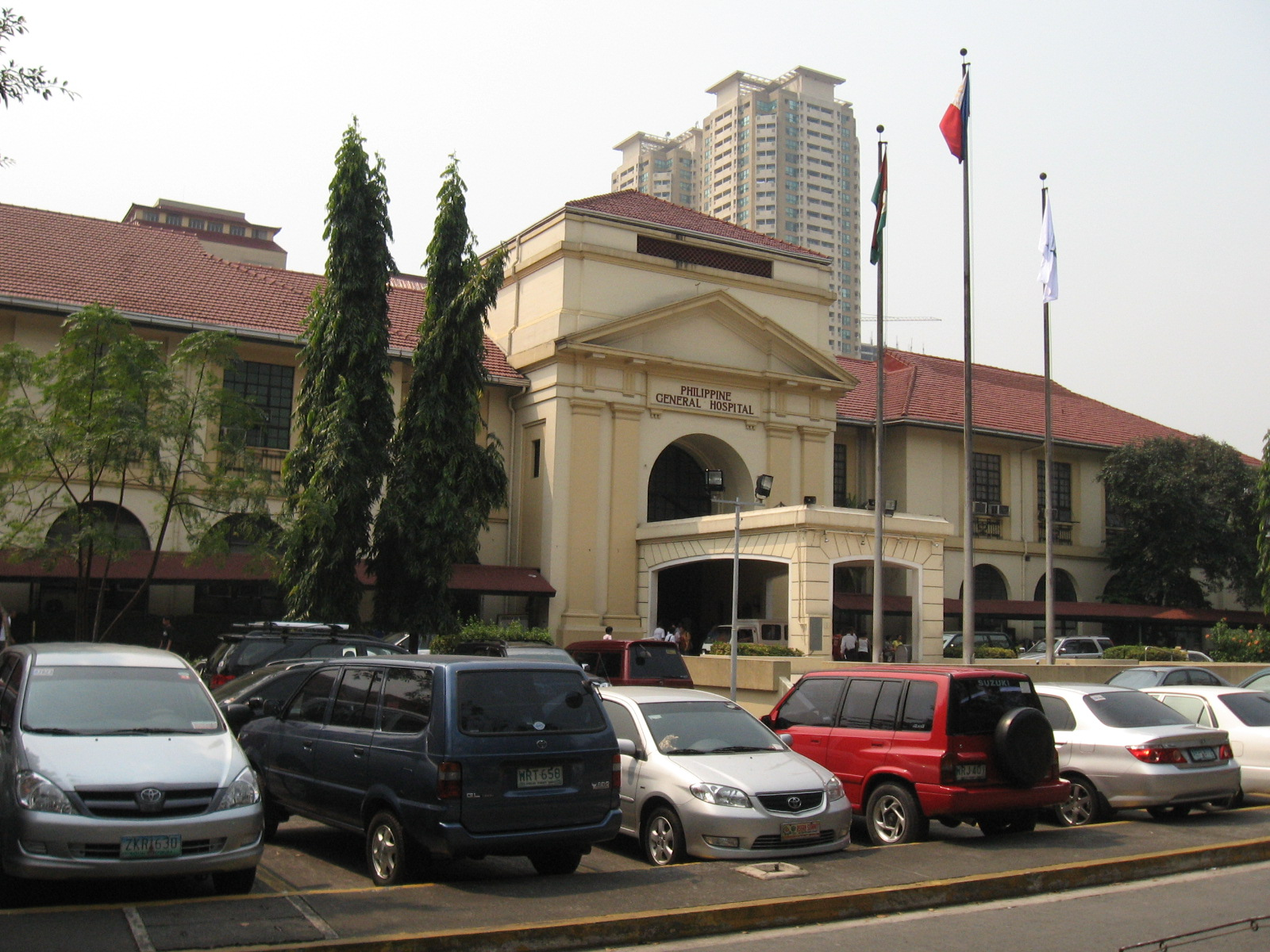
Entrada del Hospital General de Filipinas, en Manila.

La mayor parte de los servicios sanitarios del país son provistos por instituciones de salud privadas. En 2010, los gastos totales en sanidad representaron el 3,6 % del PIB. El 65,3 % procedía de empresas privadas, mientras que el 34,7 % era de instituciones gubernamentales y el 1,3 % de recursos externos. El mismo año, los gastos sanitarios representaron alrededor del 6,7 % del gasto total del gobierno, al mismo tiempo que el gasto per cápita fue de 63 dólares. El presupuesto de salud nacional propuesto para 2010 fue de 28 mil millones de pesos (más de 597 millones de dólares), o sea, ₱ 310 (US$ 7) por persona. La participación del gobierno para cubrir el gasto total en salud ha disminuido constantemente, además de que con el aumento de la población, el gasto per cápita también se reduce.
En Filipinas hay unos de 90 370 médicos —1 por cada 833 personas—, 480 910 enfermeras, 43 220 odontólogos y 1 cama de hospital por cada 769 personas. La retención de profesionales cualificados es un problema, ya que el 70 % de los graduados de enfermería se marchan al extranjero a trabajar, dando como resultado que el país sea el mayor proveedor de enfermeros en el mundo. En 2012 había unos 1800 hospitales en todo el territorio nacional, de los cuales alrededor del 40 % eran estatales y el otro 60 % privados. Las enfermedades cardiovasculares son causantes de más del 25 % de las muertes. De acuerdo con estimaciones oficiales, entre enero y agosto de 2012 se registraron 2156 casos nuevos de infección con el virus de inmunodeficiencia humana (VIH), de los cuales 116 desarrollaron el síndrome de inmunodeficiencia adquirida (Sida). Desde que comenzaron los registros en 1984, 353 personas han fallecido a causa de esta enfermedad en los hospitales filipinos.

### Localidades principales
La Gran Manila, también conocida como la Región de la Capital Nacional, comprende la propia ciudad de Manila, otras 15 ciudades cercanas y un municipio. Diez de sus ciudades componentes se encuentran entre las veinte más pobladas del país. Con una población estimada de más de 11 millones de habitantes, la Gran Manila se ubica entre las aglomeraciones urbanas más pobladas del mundo. La población de su área metropolitana, que incluye partes de otras provincias colindantes, sobrepasa los 20 millones. Dávao en Mindanao y Cebú en las Bisayas son otras áreas urbanas importantes. La tabla de abajo muestra las veinte ciudades más pobladas en Filipinas.

## Cultura
La cultura filipina es una combinación de la cultura oriental y occidental. Filipinas presenta aspectos encontrados en otros países asiáticos con un patrimonio malayo; sin embargo, su cultura también muestra una gran cantidad de influencias españolas y estadounidenses. Así, son comunes las fiestas tradicionales conocidas como barrio fiestas para conmemorar el día de fiesta de un santo, al mismo tiempo que se celebran festivales como el de Moriones y el de Sinulog. Estas celebraciones comunitarias se acompañan de banquetes, música y baile. Algunas tradiciones, sin embargo, están cambiando poco a poco o están siendo olvidadas debido a la modernización.

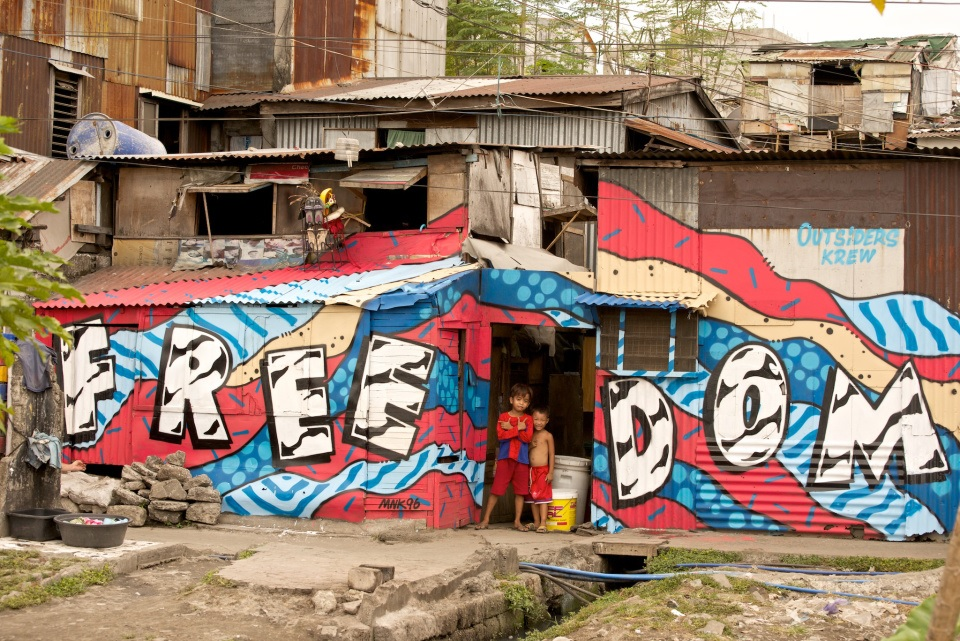
Mural del artista Seb Toussaint en el barrio de Gagalangin en Manila.

Uno de los legados hispanos más visibles es la prevalencia de nombres y apellidos de origen español entre los filipinos. Sin embargo, el nombre no necesariamente denota ascendencia española. Esta peculiaridad, única entre los pueblos de Asia, llegó como resultado de un decreto gubernativo, el Edicto de Clavería, para la distribución sistemática de nombres de familia y la aplicación del sistema de nombres español. Los nombres de muchas calles, ciudades y provincias también están en español, además de que todas las lenguas habladas en Filipinas tienen cientos de préstamos hispanos.
El uso común de la lengua inglesa es un ejemplo del impacto estadounidense en la sociedad filipina. Ha contribuido a la plena aceptación e influencia de las tendencias de la cultura popular estadounidense. Esta afinidad se manifiesta en el gusto de los filipinos por la comida rápida, el cine y la música de Estados Unidos. Los puntos de venta de comida rápida se encuentran en las esquinas de las calles más importantes. Aunque las principales cadenas internacionales de comida rápida han entrado en el mercado, las cadenas locales de comida rápida como Goldilocks y más notablemente Jollibee, la principal cadena de comida rápida en el país, han surgido y compiten con éxito contra sus rivales extranjeras.

### Arte

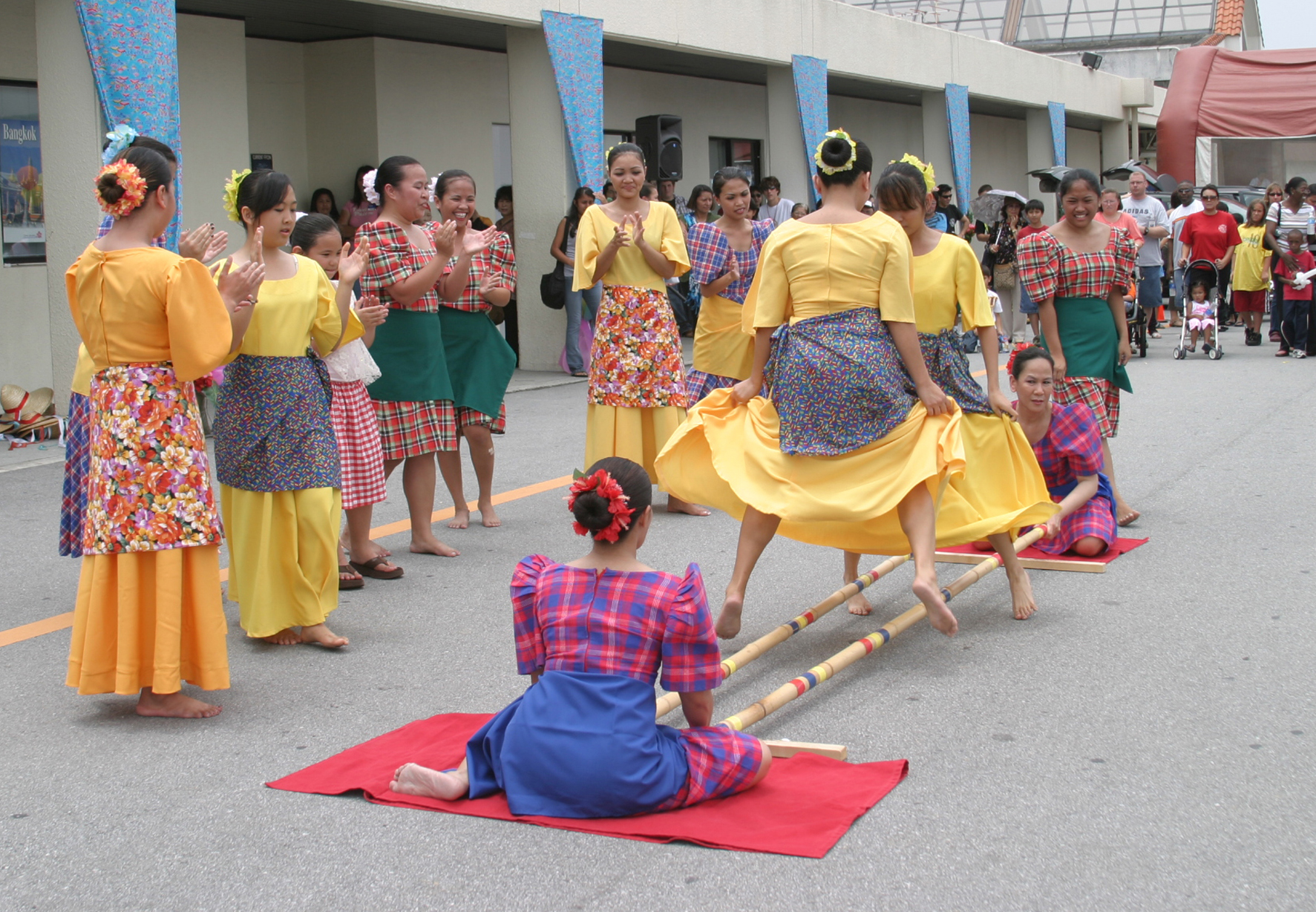
El baile tradicional «Tinikling».

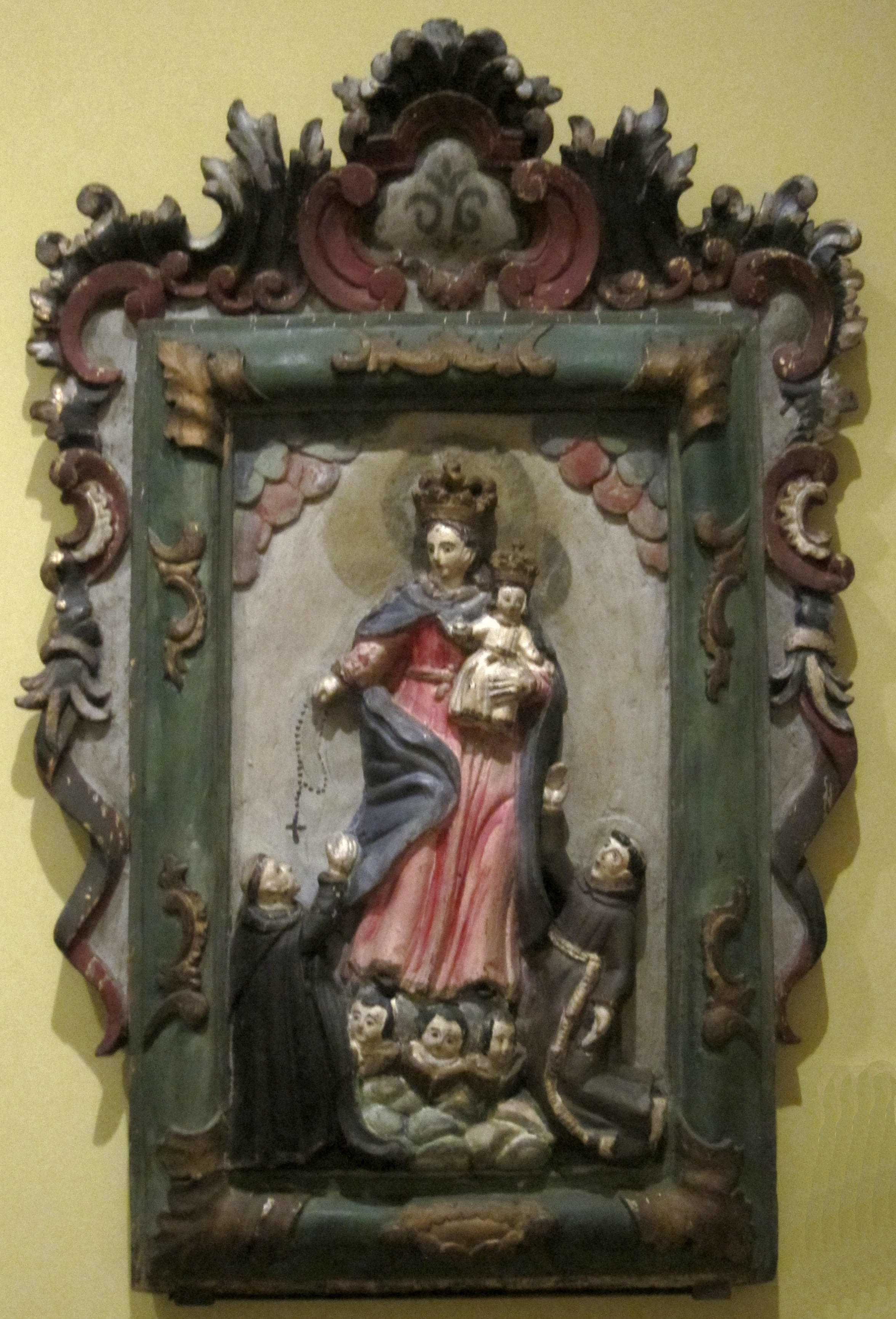
Nuestra Señora del Rosario, retablo del.

Antes de la llegada de los europeos, cada grupo étnico desarrolló y perfeccionó sus propias manifestaciones artísticas, influenciadas por el arte malayo, chino e islámico. Sin embargo, fue durante la conquista española cuando los misioneros introdujeron las técnicas occidentales para la práctica de diversas artes. De esta forma, una vez que los filipinos se convirtieron al cristianismo, dejaron de esculpir pequeñas figuras de ídolos para dedicarse a la elaboración de retablos, relieves y esculturas de santos de la Iglesia católica. Luego del siglo XIX los trabajos de escultura se encaminaron hacia otras expresiones no religiosas; las obras conocidas como Tipos del país —esculturas que mostraban a personas de las diversas etnias filipinas realizando labores de su vida cotidiana— se convirtieron en las más populares.
De manera similar a la escultura, las primeras pinturas filipinas son de carácter religioso, dado que la enseñanza de este arte era para uso exclusivo en la iglesia. Hacia finales de esta época, la influencia europea cobró mayor fuerza y se desarrolló el clasicismo filipino. La dominación estadounidense abrió las puertas a las tendencias modernistas en la pintura, las cuales han enriquecido el patrimonio pictórico de la nación. La Compañía Bayanihan de Danza Folclórica Nacional Filipina ha sido reconocida por su intento de preservar muchas de las danzas tradicionales practicadas en todo Filipinas. Sus interpretaciones de bailes filipinos icónicos se han vuelto famosas, especialmente en danzas como el tinikling y singkil, caracterizadas por el empleo de cañas de bambú para representar enfrentamientos.

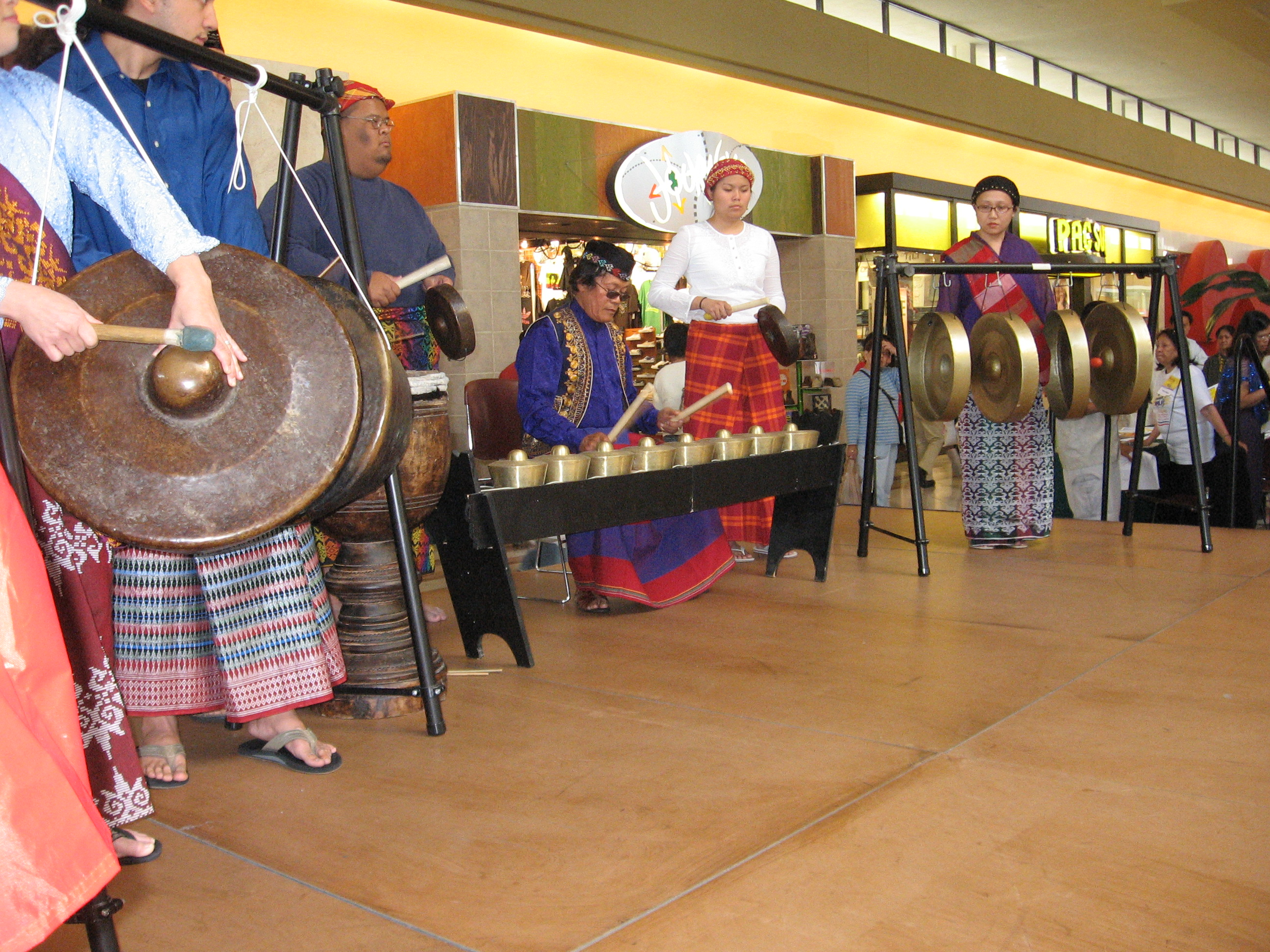
Instrumentos de percusión que componen un ensamble kulintang, ejemplo de la tradición musical prehispánica.

La música filipina se puede clasificar en tres grandes grupos: la música folclórica, la influenciada por los españoles y la contemporánea. La música folclórica engloba todas las tradiciones que perduran entre los grupos indígenas del país. Los principales instrumentos musicales utilizados son el gong, el xilófono, las flautas, tambores de tronco, el arpa, cítaras de bambú, entre otros. La música influenciada por los españoles es en su mayoría religiosa, aunque las formas seculares combinaron elementos folclóricos con la música hispana para la creación de varias canciones tradicionales. El principal legado de este estilo son las rondallas y la adaptación filipina de las estudiantinas españolas. Finalmente, la música contemporánea esta fuertemente ligada a las tendencias estadounidenses, su estilo de vida y su cultura popular. El llamado pinoy pop es un género filipino que engloba diversos estilos occidentales como el rock, jazz, hip-hop, la música disco y el pop con las tradiciones folclóricas del país.
La Comisión Nacional para la Cultura y las Artes (NCCA), creada en 1987 por la presidenta Corazón Aquino, es el organismo encargado de la creación, promoción, coordinación y regulación de todos los programas, políticas y actividades culturales y artísticas. La Orden de los Artistas Nacionales es el máximo reconocimiento otorgado por la NCCA a aquellos artistas que realizan contribuciones importantes al desarrollo y promoción de las artes filipinas. Hasta 2013, solo 57 personas han recibido dicho nombramiento en terrenos que abarcan la arquitectura, el cine, las artes visuales, la literatura, el diseño de modas, la danza, la literatura histórica, la música y el teatro.

### Arquitectura

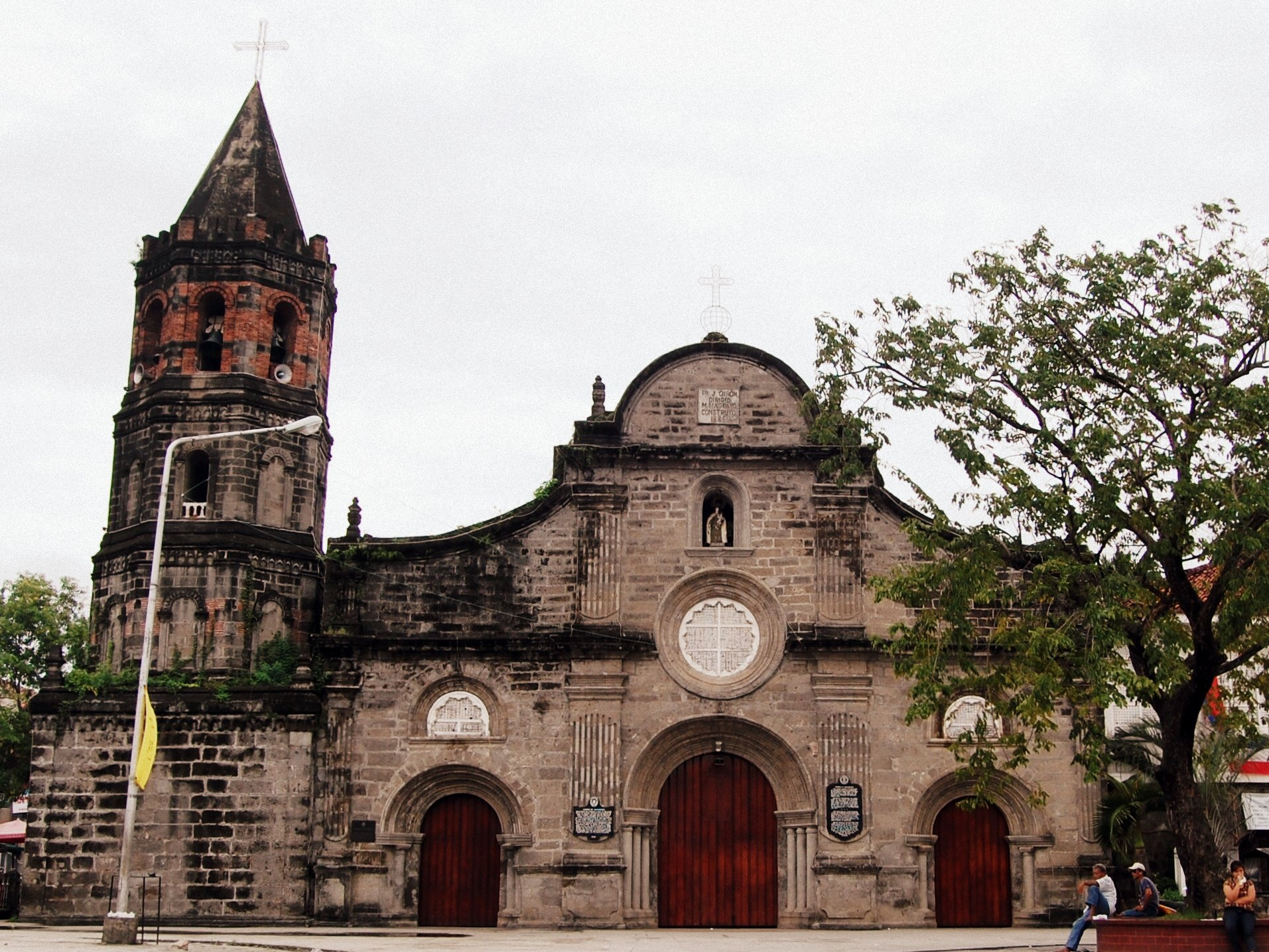
Iglesia de Barásoain en Malolos, donde se fundó la Primera República Filipina.

La arquitectura de Filipinas se caracteriza por una fuerte influencia española y la integración de múltiples elementos de la cultura de los nativos filipinos. De hecho, según el folclore local, las típicas casas filipinas deben cumplir ciertas características arquitectónicas para asegurar la buena suerte y prosperidad para la familia que la habita. Por ejemplo, la casa ideal debe recibir los rayos del sol por la mañana en dos de sus fachadas. Las escaleras deben estar orientadas hacia el este, no deben ubicarse en el centro de la construcción ni tener un número de escalones que sea múltiplo de tres. Otras consideraciones incluyen no colocar dos puertas enfrentándose, no construir sótanos, colocar la cama alejada de la puerta y hacer del comedor el espacio más grande y con más luz de la casa.
La arquitectura española dejó su huella en Filipinas en el trazado de muchas ciudades que fueron diseñadas en torno a una plaza central, pero muchos de los edificios con su influencia arquitectónica fueron demolidos durante la Segunda Guerra Mundial. Algunos ejemplos arquitectónicos que continúan en pie son principalmente iglesias, edificios de gobierno y universidades. De hecho, en la lista del Patrimonio de la Humanidad de la Unesco se incluyen cuatro iglesias barrocas filipinas de factura española: la iglesia de San Agustín de Manila, la iglesia de San Agustín de Paoay, la Iglesia de Nuestra Señora de la Asunción y la iglesia de Santo Tomás de Villanueva. Vigan, en Ilocos Sur, también es reconocida por las muchas casas y edificios de estilo hispano que aún se conservan.
Después del dominio estadounidense y la Segunda Guerra Mundial, la arquitectura filipina comenzó a adaptar las corrientes arquitectónicas occidentales modernas, que se combinaron con las tradiciones locales y culminaron en la creación del «estilo filipino», presente en construcciones como la sede de la Cámara de Representantes y las casas de los programas gubernamentales de vivienda. Arquitectos Unidos de Filipinas (UAP) es una organización creada en 1974 con el fin de regular y organizar a todos los arquitectos certificados en el país y apoyar y promover sus obras a nivel nacional e internacional.

### Cine

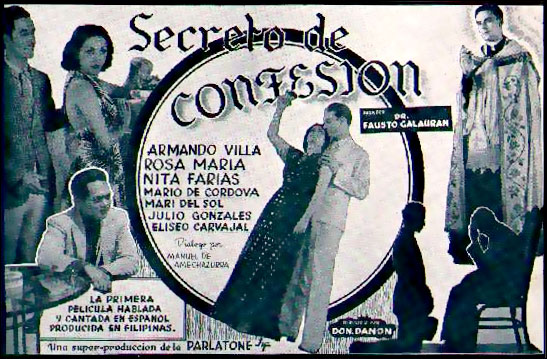
Promocional de Secreto de Confesión (1939) la primera película en español producida en Filipinas.

El cine de Filipinas comenzó con la introducción de la primera película el 1 de enero de 1897, en el Salón de Pertierra en Manila. Al año siguiente, el español Antonio Ramos realizó la primera filmación con el cinematógrafo de los hermanos Lumière. En 1912, con la llegada de cineastas norteamericanos, se realizan dos cortometrajes en  se realizan dos cortos sobre José Rizal (Vida de Rizal de E.M Gross y H.Brown y El fusilamiento del Doctor José Rizal de Albert Yearsley). La primera cinta hecha por un filipino fue Dalagang Bukid (Country Maiden), una película basada en un musical popular, dirigida por José Nepomuceno. Conocido como el «padre de la cinematografía filipina», su obra marcó el inicio del cine como una forma de arte en las islas. Filipinas fue el último país que estableció una cineteca nacional, inaugurada en octubre de 2011.
Incluso con los problemas que actualmente enfrenta el cine, las películas aún se consideran una de las formas de entretenimiento más populares entre los filipinos. La industria cinematográfica emplea a más de 260 000 personas y genera alrededor de ₱ 2000 millones anualmente. Algunas de las cintas filipinas más exitosas incluyen: Kailangan Kita (2002), Libingan (2007), Ang Lihim ni Antonio (2008), Bata Bata Paano Ka Ginawa? (1998), Ang Pagdadalaga ni Maximo Oliveros (2005), Moral (1982), Mababangong Bangungot (1979), Tinimbang Ka Ngunit Kulang (1974), Kisapmata (1981) y Oro Plata Mata (1982). Entre los directores y actores de origen filipino más aclamados por la crítica se encuentran Lino Brocka y Nora Aunor, por películas como Maynila: Sa mga Kuko ng Liwanag y Himala. En los últimos años, se ha vuelto común ver a las celebridades filipinas pasar entre la televisión y el cine y luego al activismo político.

### Mitología y literatura

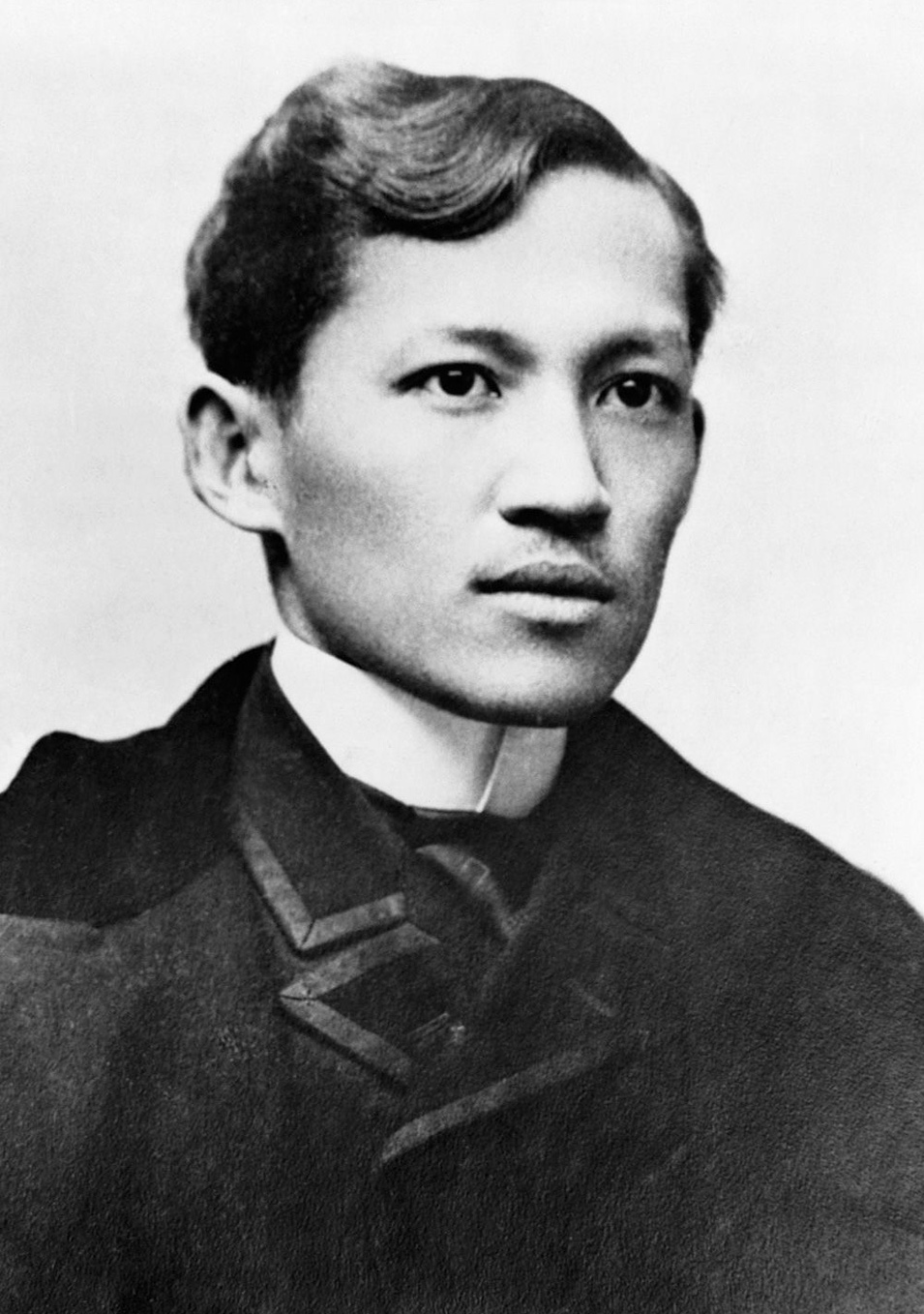
Además de ser uno de los precursores de la revolución filipina, José Rizal también es considerado uno de los mejores escritores filipinos.

La mitología filipina se ha transmitido principalmente a través de la literatura popular y la tradición oral del pueblo filipino. Mientras que cada grupo étnico tiene sus propias historias y mitos únicos, la influencia hindú y española puede ser detectada en muchos casos. Muchos de los mitos son historias de creación o sobre criaturas sobrenaturales, tales como el aswang (vampiro), las diwata (hadas) y nature. Algunas figuras populares de la mitología filipina son Tikbalang, Maria Makiling, Lam-Ang y el Sarimanok.
La literatura filipina comprende obras generalmente escritas en filipino, español e inglés. Algunas de las obras filipinas más conocidas fueron creadas en el siglo XIX. Francisco Balagtas, poeta y dramaturgo que escribió Florante at Laura, es reconocido como un prominente escritor de la lengua filipina. José Rizal escribió las novelas Noli Me Tangere y El Filibusterismo, donde representó las injusticias del dominio español. Su muerte por fusilamiento inspiró a otros revolucionarios filipinos a buscar la independencia y es considerado un héroe nacional. En el siglo XX, entre los escritores filipinos reconocidos oficialmente como artistas nacionales de Filipinas destacan: N.V.M. González, Nick Joaquín, F. Sionil José y Alejandro Roces.

### Festividades
Cada año, el Congreso de Filipinas acuerda un calendario con las festividades y días no hábiles que se celebrarán en todo el país. En general, estas fiestas coinciden con el aniversario de eventos históricos o son celebraciones religiosas. Las principales festividades observadas en Filipinas son:
| Fecha           | Festividad                        | Nombre local                                             | Notas                                                                                        |
| --------------- | --------------------------------- | -------------------------------------------------------- | -------------------------------------------------------------------------------------------- |
| 1 de enero      | Año nuevo                         | Araw ng Bagong Taon                                      | Inicio del calendario gregoriano. El 31 de diciembre tampoco es laborable.                   |
| 25 de febrero   | Aniversario de la Revolución EDSA | Anibersaryo ng Himagsikang Lakas ng Taumbayan            | Inicio de la Revolución de EDSA, ocurrida en 1986.                                           |
| Variable        | Semana Santa                      | Semana Santa                                             | Los días no laborables corresponden al Jueves Santo, el Viernes Santo y el Sábado de Gloria. |
| 9 de abril      | Día de Batán                      | Araw ng Kagitingan                                       | Conmemora la batalla de Batán ocurrida durante la Segunda Guerra Mundial.                    |
| 1 de mayo       | Día del Trabajo                   | Araw ng Paggawa                                          | Conmemoración del día internacional de los trabajadores.                                     |
| 12 de junio     | Día de la Independencia           | Araw ng Kalayaan                                         | Declaración de la independencia filipina de España.                                          |
| 21 de agosto    | Día de Ninoy Aquino               | Araw ni Ninoy Aquino                                     | Aniversario del asesinato de Ninoy Aquino.                                                   |
| Variable        | Día de los Héroes Nacionales      | Pambasang Araw ng mga Bayani                             | Celebrado el último lunes de agosto.                                                         |
| 1 de noviembre  | Día de Todos los Santos           | Todos los Santos / Araw ng mga Patay / Araw ng mga Banal | Festividad religiosa en honor a los muertos. El 2 de noviembre tampoco es laborable.         |
| 30 de noviembre | Día de Bonifacio                  | Araw ni Bonifacio                                        | En honor al natalicio del revolucionario Andrés Bonifacio.                                   |
| 25 de diciembre | Navidad                           | Pasko                                                    | El 24 de diciembre tampoco es laborable.                                                     |
| 30 de diciembre | Día de José Rizal                 | Araw ni Rizal                                            | En honor al fallecimiento de José Rizal, poeta y héroe nacional.                             |

### Gastronomía
La gastronomía filipina ha evolucionado durante varios siglos desde su origen malayo-polinesio para convertirse en una cocina mixta con muchas influencias hispanas, chinas, estadounidenses y de otras naciones asiáticas, que se han adaptado a los ingredientes y paladares locales para crear platos claramente filipinos. La gama de platillos van desde los simples, como una comida de pescado frito con sal y arroz, a los muy elaborados, como los cocidos y paellas elaborados para las fiestas. Los platos más populares incluyen el lechón, adobo, sinigang, kare kare, tapa, pata crujiente, pancit, lumpia, halo-halo y puto. Algunos ingredientes locales comúnmente utilizados en la cocina son las calamondinas, los cocos, la saba, los mangos, el chano y varios peces. El gusto de los filipinos tiende a favorecer los sabores fuertes, pero sus platillos no son tan picantes como los de sus vecinos.
Uno de los platillos más famosos es el Balut. Esta comida consiste en un huevo de pato ya fertilizado con su embrión dentro, su preparación es igual a la de un huevo cocido. En varios países asiáticos es considerada una delicia ya que aporta alto contenido proteínico. Se suele vender en puestos callejeros.
A diferencia de muchos países asiáticos, los filipinos no comen con palillos, sino que utilizan cubiertos occidentales. Sin embargo, posiblemente debido a que el caldo de arroz sea el principal alimento básico y la popularidad de un gran número de guisos y platos que se elaboran con arroz, la pareja principal de utensilios en la mesa filipina es la cuchara y el tenedor, y no el cuchillo y el tenedor. La forma tradicional de comer con las manos, conocida como kamayan, es vista más a menudo en áreas poco urbanizadas.

## Deportes

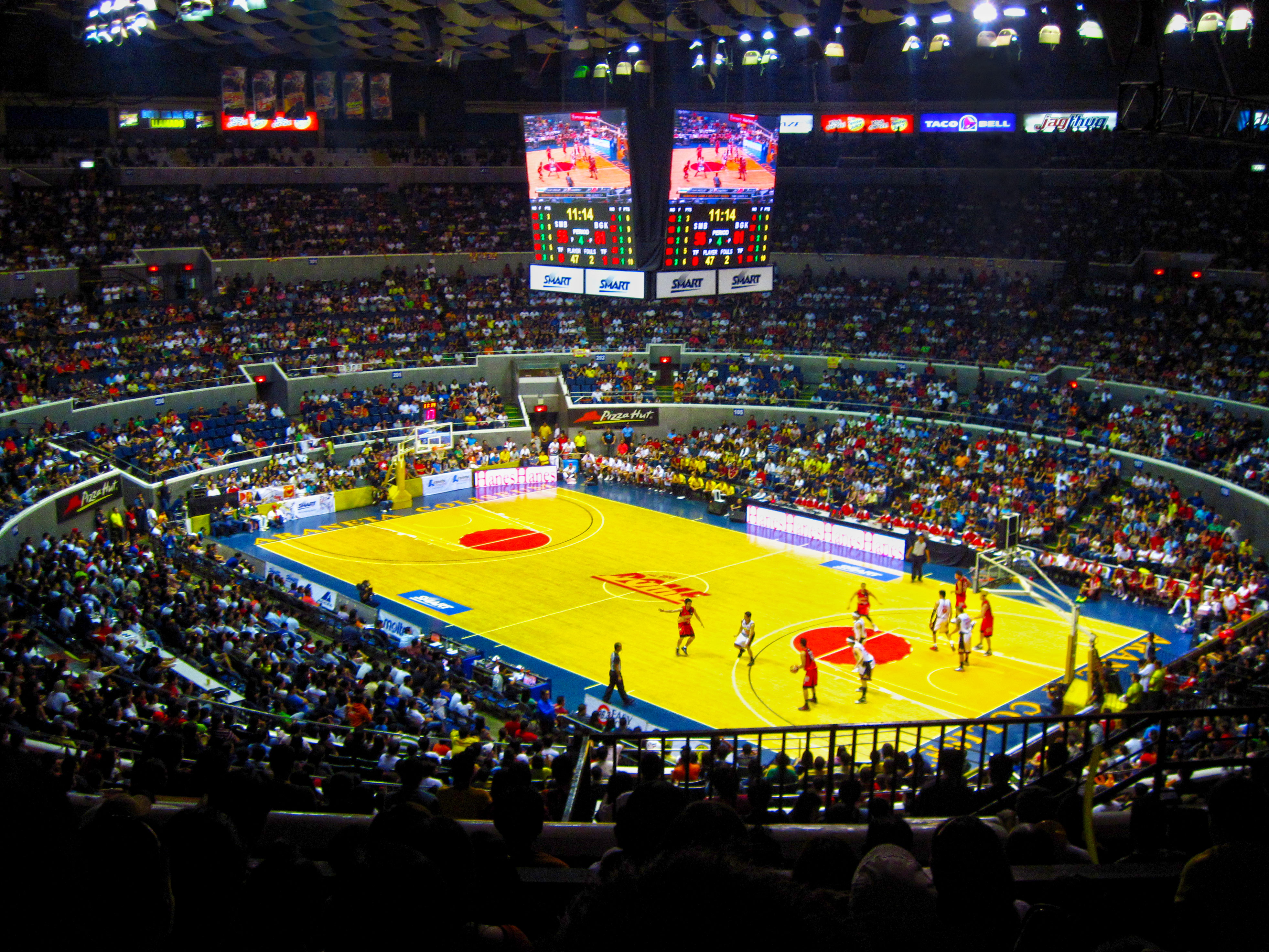
Un partido de baloncesto de la PBA.

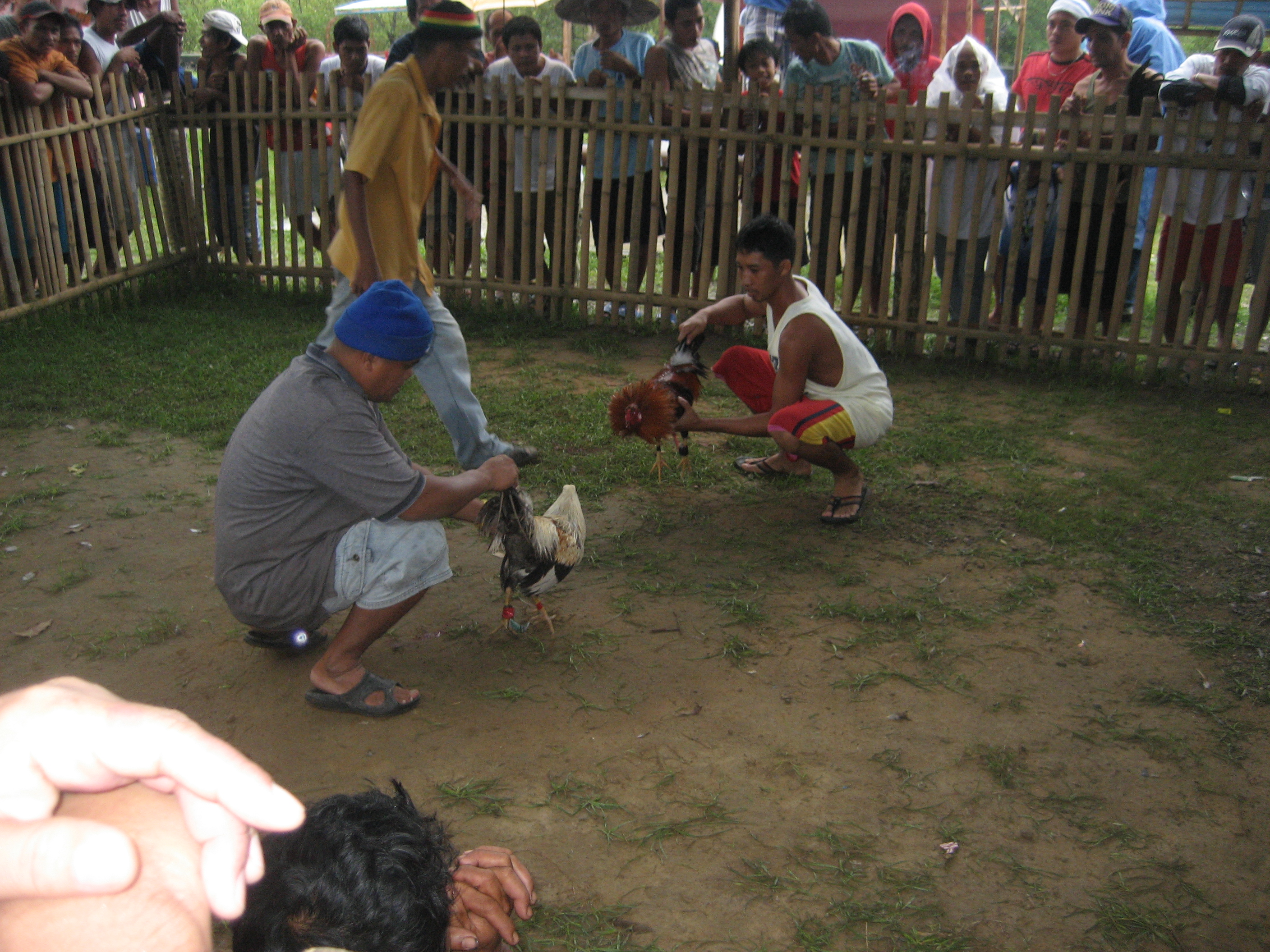
Pelea de gallos en Hilongos, Filipinas.

Hay varios deportes y pasatiempos populares en el país, destacando el baloncesto, boxeo, bádminton, taekwondo, billar, bolos, ajedrez y sipa. Los deportes extremos como el motocross, ciclismo y montañismo también están cobrando popularidad. El baloncesto se juega a nivel amateur y profesional y se considera el deporte más popular en el país. De hecho, en casi todos los barrios de las ciudades hay una cancha de baloncesto. La selección nacional participó en varias ediciones de los Juegos Olímpicos y del Campeonato Mundial de Baloncesto —donde obtuvieron una medalla de bronce en 1954— y en múltiples torneos regionales y locales.
Filipinas ha participado desde 1924 en los Juegos Olímpicos y hasta la edición de 2012 ganó un total de nueve medallas: siete de bronce y dos de plata. De estas, cinco provienen del boxeo, dos de natación y dos de pruebas de atletismo. Algunos filipinos reconocidos por sus logros deportivos incluyen a Francisco Guilledo, Gabriel Elorde y Manny Pacquiao en boxeo; Paulino Alcántara en el fútbol; Carlos Loyzaga, Robert Jaworski y Ramón Fernández en el baloncesto; Efren Reyes en billar; Eugene Torre en ajedrez; y Rafael Nepomuceno en bolos.
Los niños y jóvenes del país aún juegan varios de los juegos filipinos tradicionales, tales como el luksung baka, patintero, piko y tumbang preso. El sungka y el mahjong son dos de los juegos de mesa más populares en el país. Los juegos de cartas se juegan principalmente durante algunas festividades, aunque algunos, incluyendo el pusoy y el tong-its, se utilizan para hacer apuestas ilegales. El yo-yo fue presentado en su forma moderna por Pedro Flores, y su nombre proviene del idioma ilocano.
Por último, el arnis / Eskrima / kali es oficialmente el arte marcial y el deporte nacional de Filipinas. Las peleas de gallos ya estaban floreciendo en la Filipinas prehispana, según lo registrado por Antonio Pigafetta, el cronista italiano a bordo de Fernando Magallanes 1521 expedición.